# Paraguay
Paraguay, oficialmente República del Paraguay (en guaraní: Paraguái Tavakuairetã),es un país americano sin litoral situado en la zona central de América del Sur. Está organizado como un Estado unitario, cuyo territorio se compone de un distrito capital y diecisiete departamentos. Su capital  y ciudad más poblada es Asunción. La forma de gobierno de Paraguay es la república que se rige por el sistema presidencial y además se organiza como un Estado de derecho. Es miembro fundador del Mercosur junto con Argentina, Brasil y Uruguay.
Con una superficie de 406 752 km², es el quinto país menos extenso de América del Sur. Según el censo paraguayo de 2022, cuenta con más de 6.100.000 habitantes, de los cuales el 40% de la población vive en Gran Asunción. Limita con Argentina al sureste, sur, suroeste y oeste; con Bolivia al norte y noroeste; y con Brasil al este y noreste. Su territorio está caracterizado por dos regiones diferentes separadas por el río Paraguay, la Oriental, que es la más poblada, y la Occidental, que forma parte del Chaco Boreal. Si bien es un estado sin litoral marítimo, dispone de costas, playas y puertos sobre los ríos Paraná y Paraguay, que le dan salida al océano Atlántico a través de la Hidrovía Paraná-Paraguay.
La Constitución paraguaya lo declara como un país pluricultural y bilingüe, estableciéndose como idiomas oficiales el castellano y guaraní. Paraguay posee una tasa de alfabetismo de las personas mayores de 15 años del 96 %, y una esperanza de vida de 78,1 años según la CIA World Factbook. Se ubica en el puesto 99 a nivel global en el índice de desarrollo humano, con 0,756 puntos en 2023, siendo su IDH alto. Por su parte, la estructura de la economía paraguaya se compone del 11,4 % en el sector agroganadero, 33,5 % en el sector industrial, 47,5 % en el sector servicios y 7,6 % en las tasas.
La presencia humana se remonta hacia el Neolítico, que data de unos 3200 años antes de Cristo. Durante el período prehispánico estuvo habitado por pueblos indígenas de los grupos tupí-guaraní y mataco-guaicurú. La llegada de los españoles marcó el inicio del dominio hispánico de este territorio, hasta el siglo XIX, cuando en la madrugada del 14 y 15 de mayo de 1811 Paraguay consiguió su independencia. La historia de la incipiente nación estuvo marcada por una economía que se acrecentó en sus inicios, hasta el advenimiento de dos grandes guerras internacionales que asolaron el país. Las sucesivas pugnas políticas por el poder, junto con dos guerras civiles, culminaron en una férrea dictadura que fue finalmente derrocada y desde allí, se estableció el periodo democrático que sigue vigente hasta la actualidad.

## Toponimia
El nombre original proviene del topónimo guaraní paraguay, considerando que la letra «Y» en guaraní representa el sonido [ɨ] (una vocal gutural de tipo cerrada central no redondeada) en el Alfabeto Fonético Internacional y, por lo tanto, no posee la misma pronunciación en castellano. No se ha llegado a una conclusión definitiva sobre el origen del nombre Paraguay. Las interpretaciones más comunes a lo largo de la historia nacional sugieren:
- Río que origina un mar.
- Agua de los payaguaes (payaguá-y, payaguá-i): El militar y científico español Félix de Azara enunciaba estas dos versiones, la primera se refería a los naturales payaguaes que vivían a las orillas del río; y la otra refiere a que se debía al nombre de un gran cacique llamado 'Paraguaio'.
- Río que pasa por el mar (Gran Pantanal): Versión del historiador y escritor franco-argentino Paul Groussac.
- Río de los moradores del mar: El expresidente y político paraguayo Juan Natalicio González sostenía esta versión.
- Río coronado: Interpretación de fray Antonio Ruiz de Montoya.

En el guaraní, el topónimo Paraguay hace referencia a la zona de emplazamiento de la ciudad de Asunción, mientras que Paraguái es la denominación del territorio nacional.

## Historia

### Época prehispánica

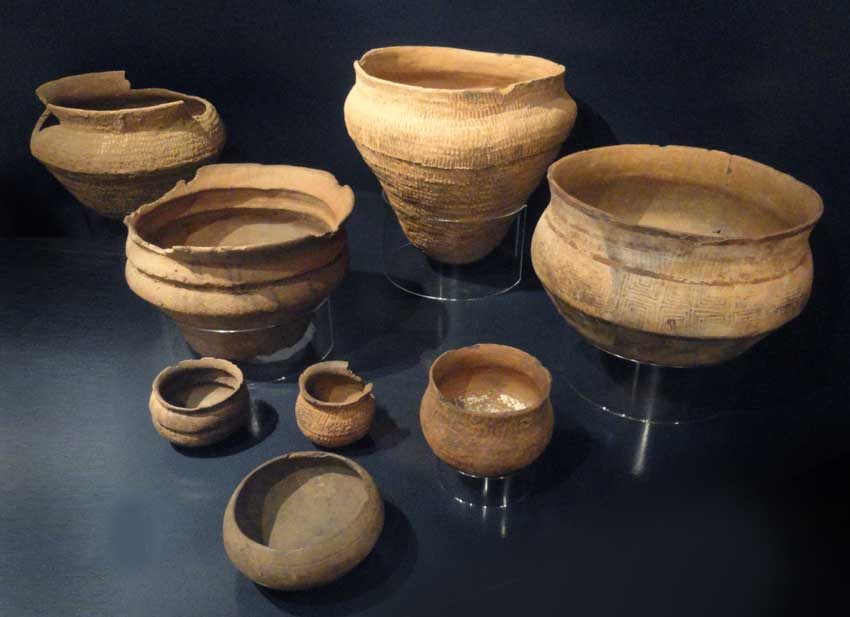
Cerámica guaraní.

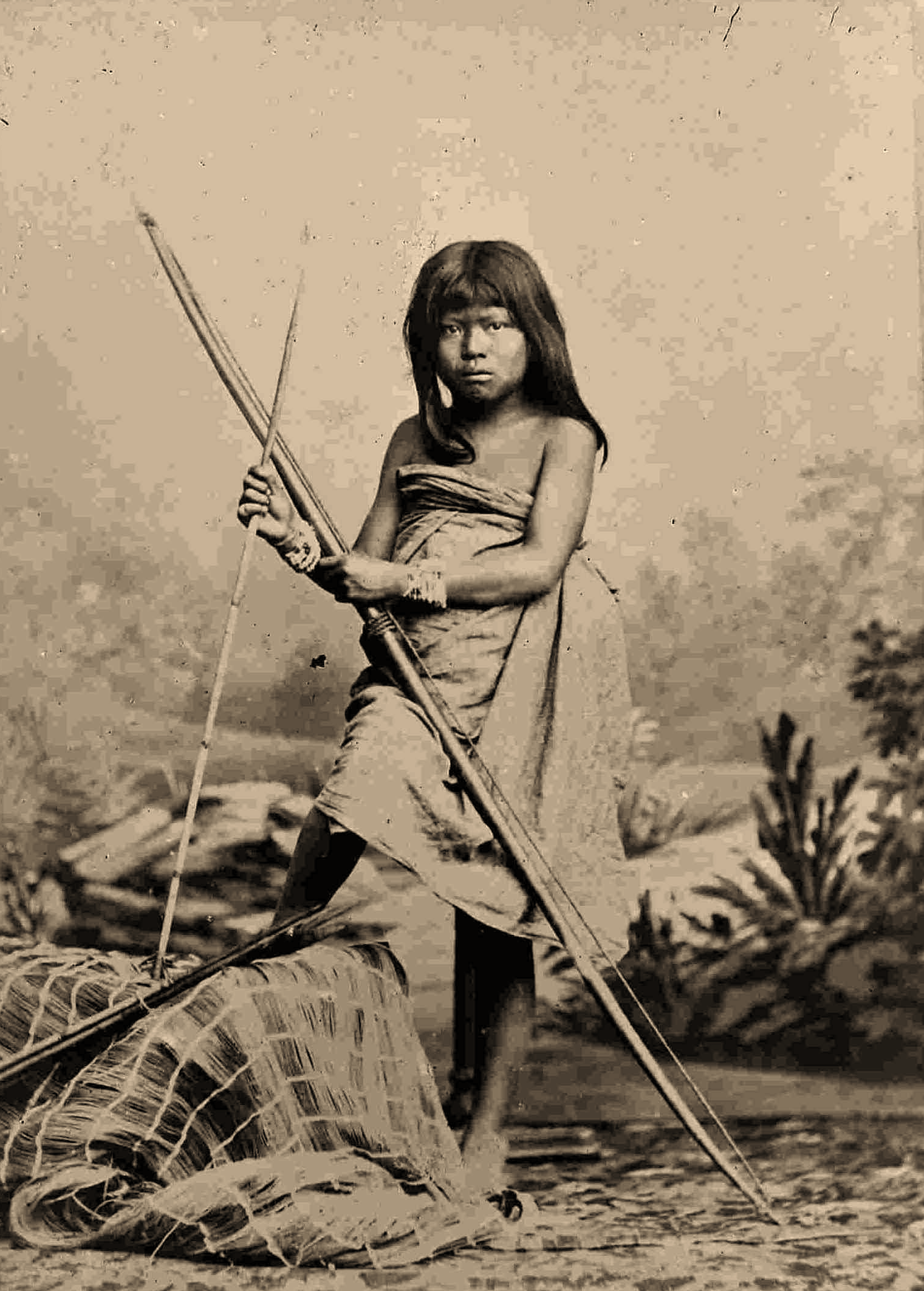
Mujer payaguá, etnia que habitaba la orilla occidental del río Paraguay.

El territorio de Paraguay Oriental, conformado por el área ubicada entre el río Paraná al sudeste y el río Paraguay al noroeste, era habitado por diversas etnias indoamericanas que se encontraban en estado de guerra entre ellas. Aún no se sabe si los lágidos fueron los primeros en ocupar el territorio o si fueron precedidos por los pámpidos (agaces, payaguás, etc).
Lo documentado es que hacia el siglo XV los amazónicos avás conocidos comúnmente como guaraníes lograron avanzar desde el norte y el este gracias a su superioridad numérica y a la posesión de una cultura material más desarrollada, ya que practicaban la horticultura de mandioca, maíz y maní. La práctica de una agricultura de roza les permitía excedentes como para mantener a una población en continuo aumento demográfico que requería de nuevos territorios.
Merced a su organización económica básica y a su demografía, los guaraníes llegaron a organizarse cuasiestatalmente, con jefes llamados mburuvichás o tuvichás. Se llega a hablar de una civilización precolombina en lo que hoy es Paraguay Oriental. En efecto, se han encontrado grafismos en diversas zonas de Paraguay, en lo que hoy son ciudades, tales como Tacuatí y Paraguarí entre otras; aunque no se puede precisar con exactitud las etnias que los realizaron.
Lo que ahora es Paraguay Oriental consistía en numerosas tribus amerindias seminómadas hablantes principalmente del idioma avañe'e o guaraní, que eran reconocidas por sus fieras tradiciones guerreras. Practicaban una religión politeísta mítica, que más tarde se mezcló con el cristianismo, en un primer momento los españoles y otros europeos fueron llamados karaý o caraí, palabra que antiguamente en guaraní aludía a alguien al cual se suponía dotado de poderes sobrenaturales; luego la palabra Karai-Guasu se resignificó como sinónimo de gran señor.

### Época virreinal española

#### SigloXVI

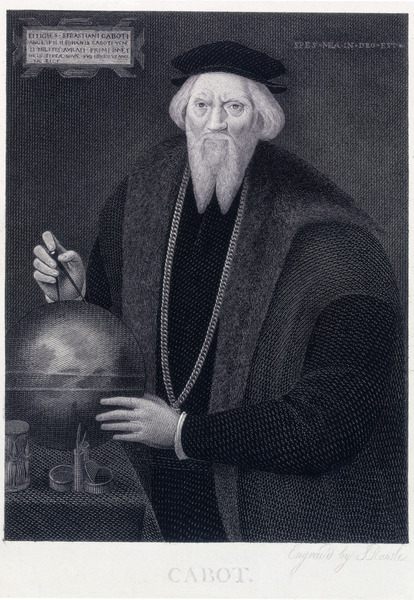
Sebastián Caboto fue el primer europeo en explorar los ríos Paraná y Paraguay.

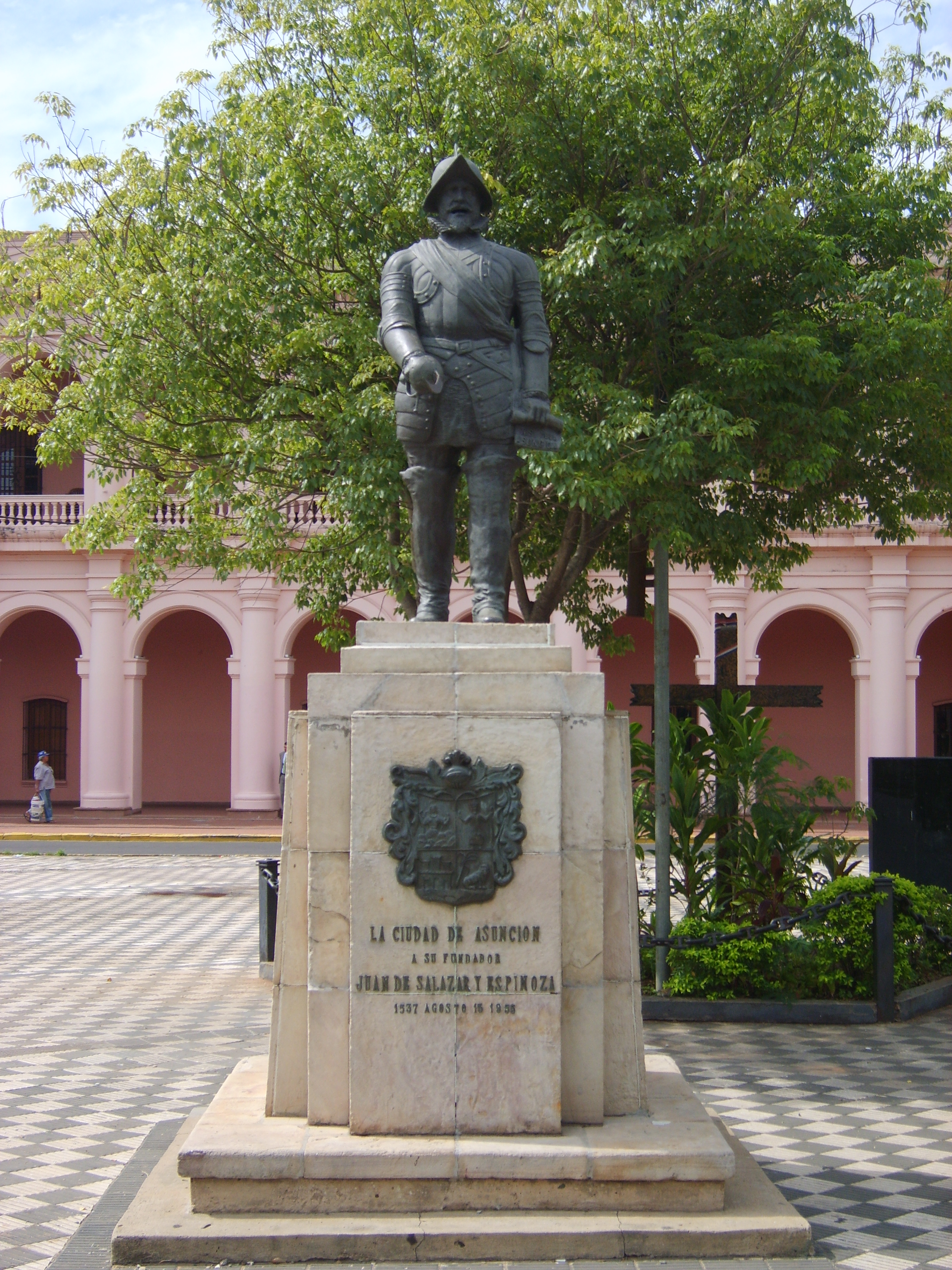
Monumento a Juan de Salazar, fundador de la ciudad de Asunción.

La historia documentada de Paraguay comenzó indirectamente en 1516 con la fallida expedición de Juan Díaz de Solís al Río de la Plata. Después de la muerte de Solís, la expedición navegó de vuelta a España, pero uno de los buques naufragó cerca de la costa brasileña. Entre los sobrevivientes estaba Alejo García, un aventurero portugués naturalizado español que lideró antes de 1533 a un contingente de 2000 guerreros guaraníes que llegó a las fronteras del Imperio incaico. La comitiva de García consiguió hacerse con una considerable cantidad de plata, pero finalmente sus aliados indígenas lo asesinaron junto a los otros europeos. Sin embargo, las noticias de la incursión en territorio inca atrajeron a otros exploradores como Sebastián Caboto quien llegó al río Paraguay dos años después.
En 1536 se produce el arribo de Pedro de Mendoza, el primer adelantado del Río de la Plata, que luego de cumplir con sus objetivos fijados en la capitulación firmada con la corona en 1534, se ve obligado a retornar a España por la enfermedad que lo aquejaba. Antes de partir, había dejado partir a Juan de Ayolas con la orden de buscar un camino hacia el Alto Perú. Debido a la demora de Ayolas, Juan de Salazar zarpa en su búsqueda que sería infructuosa y en 1537 funda Asunción.
Después de un interregno, Domingo Martínez de Irala se impone y ocupa el lugar dejado por Mendoza. Llega a Asunción y casi inmediatamente debe hacer frente a un intento de sublevación de los carios en 1539, que es descubierta y derrotada. En 1541 arriba el remanente de la población de Buenos Aires a Asunción y esta adquiere el rango de ciudad. Sin embargo, un gran incendio por poco destruye toda la ciudad en 1543.
La monarquía española nombró gobernador de Paraguay a Álvar Núñez Cabeza de Vaca (1542), pero su poder fue usurpado por Domingo Martínez de Irala, quien lo encarceló y deportó a España en 1545. Poco antes de la muerte de Irala en 1556, se implanta el sistema de la encomienda indígena.
Entre 1550 y 1590, Asunción fue el centro de la colonización española en el Río de la Plata, partiendo desde esta ciudad varias expediciones fundadoras, tales como la Villa de Ontiveros (1554), Ciudad Real (1557), Nueva Asunción (1559), Santa Cruz de la Sierra (1561), Villa Rica (1570), Santa Fe (1573), la refundación de Buenos Aires (1580), Concepción de Buena Esperanza (1585), Corrientes (1588) y Santiago de Jerez (1593).
Hernando Arias de Saavedra fue elegido gobernador interino en 1592, siendo el primer criollo en llegar a tan alto cargo. En 1598, el virrey del Perú lo nombró gobernador titular. Su política interior estuvo dirigida a la defensa del indígena en situación de encomienda y la exploración del territorio.

#### SigloXVII

Localización de las misiones jesuíticas guaraníes en los actuales territorios de Argentina, Paraguay y Brasil.

En 1607, Hernandarias quiso remediar la situación de aislamiento, distancia y amenaza en que se encontraban las ciudades del Guayrá, Santiago de Jerez, Villa Rica y Ciudad Real, que estaban apartadas de las corrientes comerciales e incomunicadas, para lo cual solicitó al rey la división de dichas provincias con un gobernador para cada una de ellas. El rey solicitó informe al virrey del Perú, marqués de Montesclaros, quien juzgó conveniente la creación de una nueva gobernación agregando a las tres ciudades del Guayrá a la de Asunción, cada gobernación contaría con cuatro ciudades.
La división se efectuó en 1617, resultando de este modo la Gobernación del Río de la Plata, con Buenos Aires como capital, así como Santa Fe, Concepción de Buena Esperanza y Corrientes; mientras la Gobernación del Paraguay tendría Asunción como capital, más las ciudades de Villa Rica, Santiago de Jerez y Ciudad Real.
En 1628 se producen las incursiones bandeirantes en la zona de la nueva gobernación, siendo afectadas varias reducciones y villas del Guayrá y el Itatín, cuyas zonas fueron despoblándose gradualmente desde 1632. No obstante, los bandeirantes sufren un revés a manos de los guaraníes de las misiones jesuíticas en la batalla de Mbororé (1641). Aun así, los bandeirantes prosiguen con varios episodios de ataques, siendo de mayor resonancia la destrucción de Villa Rica en 1676.
A finales de este siglo y el siguiente se caracterizan por las constantes luchas que los gobernadores sostuvieron en contra de los guaicurúes del Chaco y los portugueses del Brasil.

#### SigloXVIII

El virreinato del Río de la Plata en 1783.

La primera mitad de este siglo se vería marcado por la llamada revolución comunera. Con anterioridad, este conflicto ya apareció entre 1644 y 1650, cuando se enfrentaron los vecinos de Asunción al mando del obispo Bernardino de Cárdenas en contra de los jesuitas, que derivó en la expulsión del primero por un ejército de indios de las Misiones.
Posteriormente, la segunda revolución comunera surge en 1717 cuando los pobladores de Asunción levantan quejas de abuso de autoridad por parte del gobernador Diego de los Reyes Balmaceda. Para el efecto, es enviado el juez pesquisidor José de Antequera y Castro, que encuentra ciertas las acusaciones y desbanca a Balmaceda, tomando el gobierno de la provincia en 1721. La lucha se extiende entre los asuncenos y jesuitas, hasta que el virrey del Perú, simpatizante de estos últimos, ordena a Bruno Mauricio de Zabala marchar a Asunción con un gran ejército de indios, consiguiendo ocuparla en 1725. Antequera huye a Lima, donde es apresado y condenado a muerte en 1731. Los ánimos no se pacificaron en Paraguay sino hasta 1735, cuando Zabala marcha nuevamente hacia Asunción, logrando derrotar a los comuneros en la batalla de Tavapy e impone duras sanciones a la provincia.
El Virreinato del Río de la Plata, creado en 1776 con capital en Buenos Aires, integraba en su jurisdicción al Paraguay, desligándolo del Virreinato del Perú. Así, en 1782, Asunción era, en la Intendencia de Paraguay, la única población con categoría de ciudad. La zona al sur del río Tebicuary y al este de la cordillera de Caaguazú por su parte correspondía a la Gobernación de las Misiones Guaraníes constituida con los restos de las Misiones Jesuíticas bajo control español.
En 1806 y 1807 se producen las invasiones inglesas que ocupan las zonas del Virreinato del Río de la Plata correspondientes a la Banda Oriental y a gran parte de Buenos Aires; tropas provenientes desde Asunción y Córdoba, marcharon hacia la capital y lograron con éxito desalojar a los invasores.

### Independencia y formación del estado paraguayo

#### Inicios

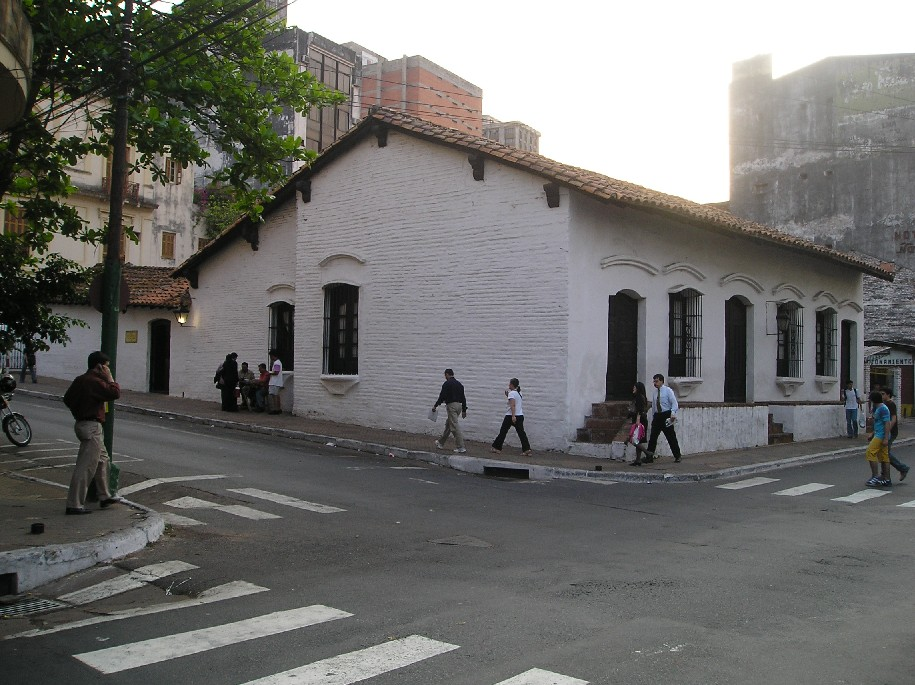
Casa de la Independencia, en Asunción.

En 1810, la guerra de la Independencia española permitió a los argentinos establecer la Primera Junta con el objetivo de formar un Congreso de todas las provincias del Virreinato del Río de La Plata. La Intendencia de Paraguay se negó a subordinarse a la Junta, logrando derrotar luego al ejército enviado a independizarla. Meses después, las tropas vencedoras iniciaron la Revolución de mayo de 1811. El 17 de junio, un congreso paraguayo nombró una junta gubernativa presidida por Fulgencio Yegros, y el 12 de octubre se firmó con Buenos Aires un Tratado de Amistad, Auxilio y Comercio.

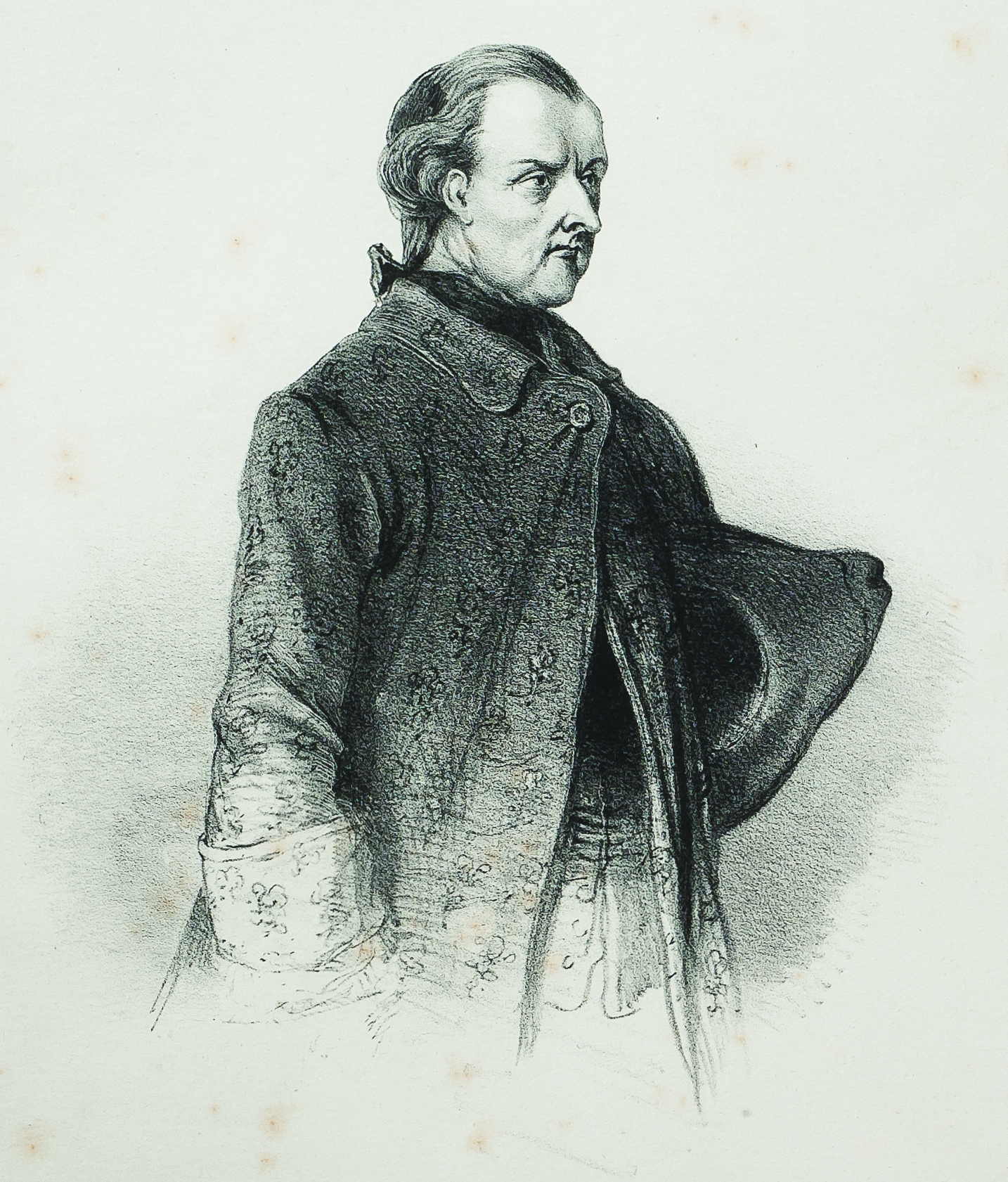
José Gaspar Rodríguez de Francia, uno de los próceres de la Independencia, y luego dictador supremo y perpetuo de la República entre 1814 y 1840.

El Segundo Congreso Nacional se reunió el 30 de septiembre de 1813. Allí, se eligió una nueva forma de gobierno, el Consulado dirigido por Yegros y José Gaspar Rodríguez de Francia; y se adoptó el nombre de República. Poco tiempo después Yegros se apartó del gobierno. Entonces, el Congreso reunido el 3 de octubre de 1814 resolvió conceder el título de dictador temporal de la República del Paraguay a José Gaspar Rodríguez de Francia.
El Cuarto Congreso Nacional, reunido en mayo de 1816, declaró dictador perpetuo a José Gaspar Rodríguez de Francia, cargo que ocupó hasta su muerte en 1840. Su régimen intensamente personal y la política de autosuficiencia dejaron al país aislado y sin alternativas en las instituciones políticas. Además prohibió el tráfico fluvial a la Argentina, así como todo comercio exterior y pocas personas podían entrar o salir del territorio.
Introdujo métodos modernos de agricultura y ganadería, y organizó el ejército. Se confiscaron la mayor parte de las grandes propiedades en las que se cultivaban alimentos que eran suministrados a la población gratuitamente. Abolió la Inquisición, suprimió la facultad de teología, los diezmos, y privó a la nobleza de sus privilegios.
El régimen de Francia sentó las bases de un Estado fuerte y dirigista para acometer la modernización económica del país. Paraguay estableció así un proteccionismo riguroso en un momento en que la mayoría de los demás países estaban adoptando el sistema de libre comercio promovido por el Reino Unido. Este modelo, continuado tras la muerte de Francia por sus sucesores Carlos Antonio López y luego Francisco Solano López, hizo de Paraguay uno de los países más modernos y avanzados socialmente de América Latina: la redistribución de la riqueza fue tan amplia que muchos viajeros extranjeros informaron de que en el país no había mendicidad, hambre ni conflictos. La reforma agraria ha hecho posible un reparto equitativo de la tierra. Asunción fue una de las primeras capitales del continente en inaugurar una red ferroviaria. El país tenía una industria en crecimiento y una flota mercante de barcos construidos en astilleros nacionales, un superávit comercial y ninguna deuda.
José Gaspar Rodríguez de Francia murió sin dejar ninguna disposición sobre su sucesión. Tras un breve período anárquico, un congreso restableció un segundo consulado en 1841, compuesto del mismo modo que el primero, por un militar, el comandante general de armas Mariano Roque Alonso y un civil, Carlos Antonio López (sobrino de Rodríguez de Francia).
En 1842, el Congreso General declaró formalmente la independencia de Paraguay respecto de la Confederación Argentina. López fue elegido presidente en 1844 y se proclamó la primera constitución del país, que consagra un régimen presidencialista. Durante su gobierno, Paraguay se abrió al comercio internacional. Con la ayuda del ejército, que había fortalecido considerablemente, trató de hacer reconocer la independencia del país por parte de Brasil y Argentina.

#### Guerra contra la Triple Alianza

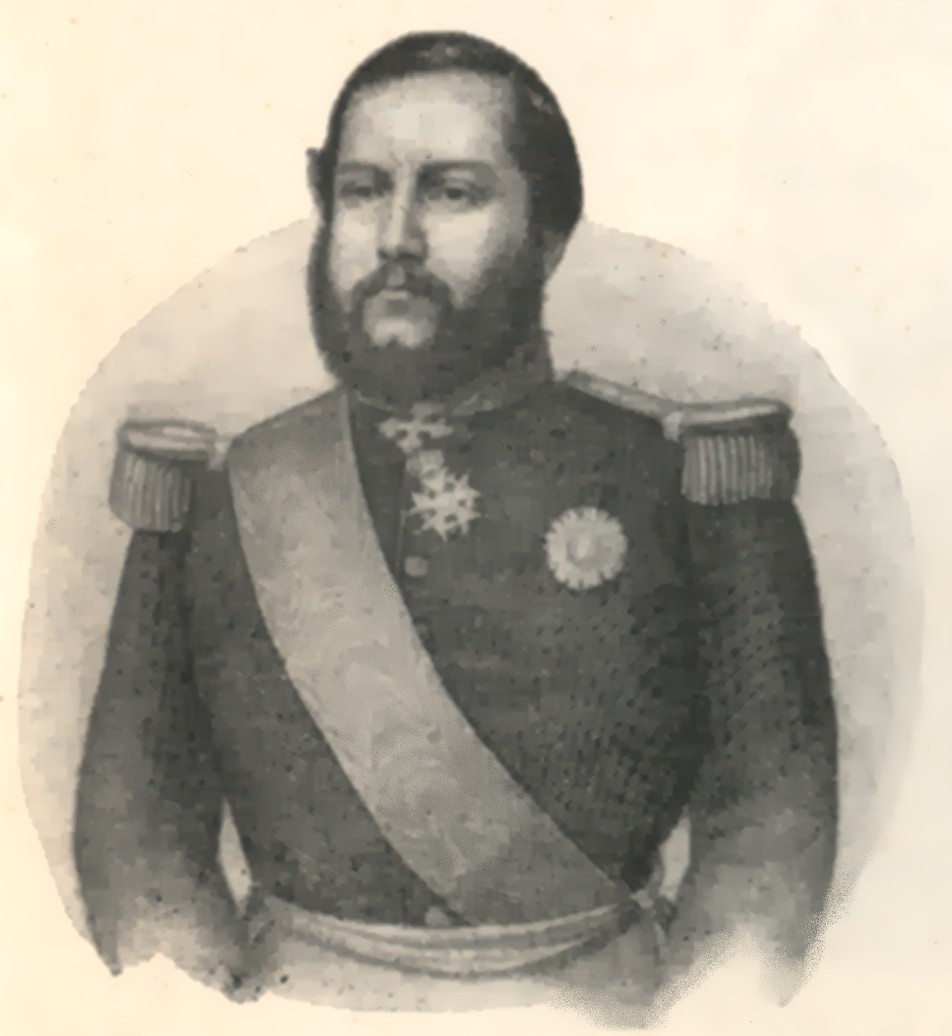
Francisco Solano López, presidente de Paraguay entre 1862 y 1870.

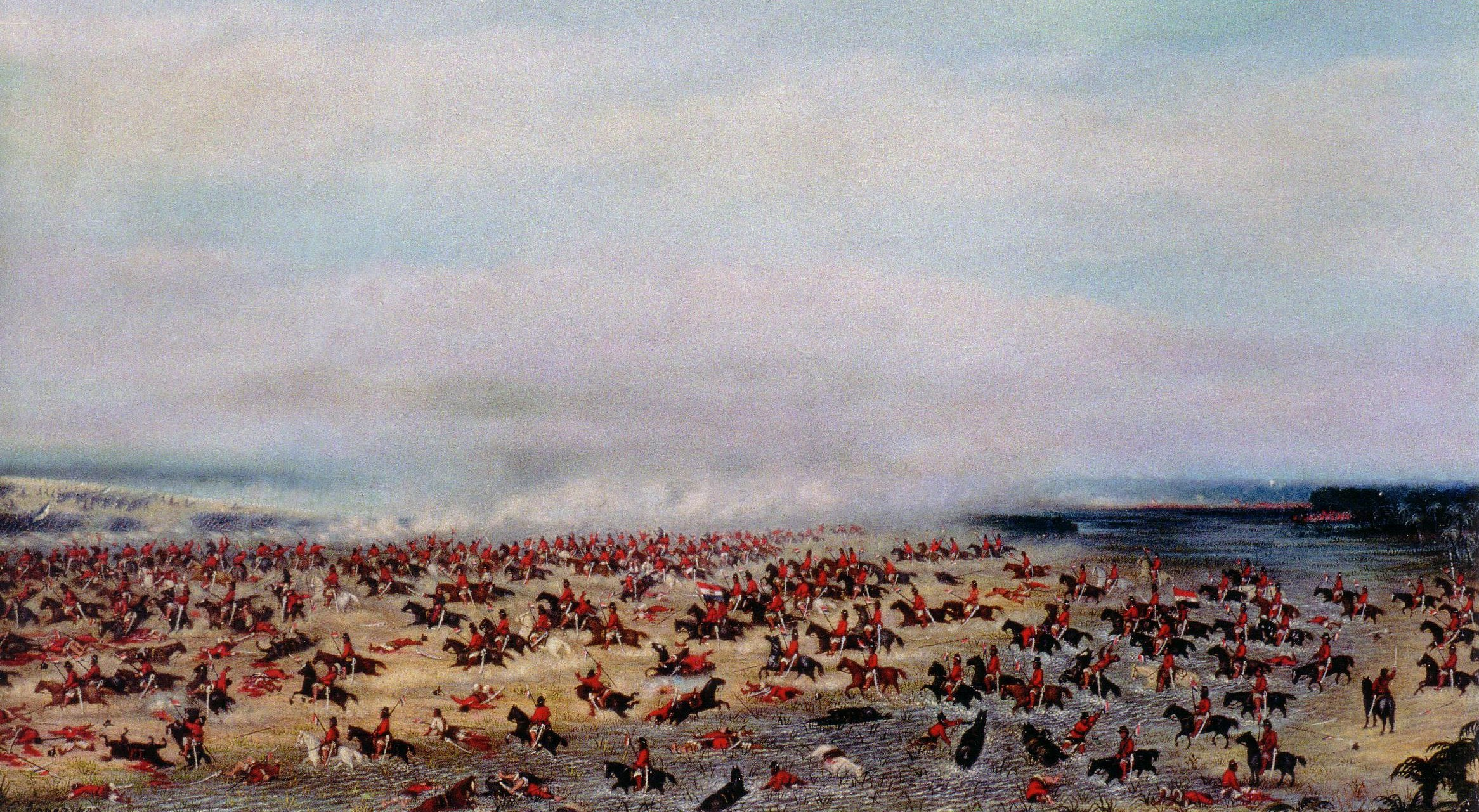
La batalla de Tuyutí, librada el 24 de mayo de 1866 durante la guerra de la Triple Alianza. Pintura de Cándido López (1885).

Paraguay había mantenido disputas fronterizas con Argentina y Brasil, durante varios años. Mientras que con Uruguay, el cambio de mando político en el gobierno de ese país —y en plena guerra civil— fue el causante de la alianza junto a estos dos países. Es en ese contexto que se desató la Guerra contra la Triple Alianza (1864-1870) que fue el conflicto bélico más mortífero de la historia de América Latina, 300.000 bajas paraguayas y 200.000 bajas aliadas aproximadamente. El presidente Francisco Solano López fue el jefe paraguayo durante la contienda, en la cual Paraguay luchó contra las fuerzas de Brasil, Uruguay y Argentina.
El Ejército Paraguayo, tras una embestida inicial hacia fines de 1864, tuvo que regresar a sus fronteras un año después y encarar la defensa en su territorio. Tras la derrota paraguaya definitiva en 1870, las tropas brasileñas ocuparon el país hasta 1876. Paraguay perdió gran parte de su territorio (199 992 km²) y fue obligado a pagar una indemnización de guerra. La industria y la educación pública gratuita desaparecieron, así como las llamadas «estancias de la patria», que suministraban alimentos a la población. El ferrocarril y la línea de telégrafos fueron confiscadas como medio de pago a la deuda de guerra.
Aunque ha habido controversia sobre el número de víctimas que sufrió Paraguay durante la guerra, se estima que desapareció entre el 60 % y el 70 % de la población masculina adulta total del país. La población masculina adulta fue la más perjudicada , pues se estima que falleció hasta el 95 % de ella en la defensa de su patria. Buena parte murió en combate, y el resto murió a causa de crímenes y, sobre todo, enfermedades, hambre y agotamiento. De los entre 156 000 a 169 000 habitantes del país al final de la guerra, solo aproximadamente 28 600 eran hombres adultos.

#### Entre dos guerras

Paraguay y sus territorios perdidos luego de la guerra Grande.

Hasta 1876, Paraguay —devastado en todos los sentidos— era prácticamente un estado satélite del Imperio del Brasil. Ese mismo año, se firmó el Tratado de Paz definitivo sobre la guerra de la Triple Alianza. Además, se firmó con Argentina un Tratado de Límites, Paz, Comercio y Navegación. Ese país reconoció la soberanía paraguaya sobre el territorio del Chaco, desde el Río Verde hasta Bahía Negra.
Durante el gobierno de Bernardino Caballero (1880-1886), se reorganizaron las instituciones, se extendieron las líneas de ferrocarril y el telégrafo. Fue sucedido por el general Patricio Escobar, que continuó la política de aquel. Sus opositores fundaron en 1887 el primer partido moderno de Paraguay, el Partido Liberal, que seguían la tradición de los opositores al gobierno de los López. Ese mismo año, los partidarios del gobierno fundaron el Partido Colorado, que reivindicaba la tradición nacionalista y la actuación paraguaya durante la guerra de la Triple Alianza; este conservaría el gobierno hasta el comienzo del siguiente siglo.
En los siguientes años dirigió el país el Partido Liberal; no obstante, este estaba dividido en fracciones, lo que llevó a una inestabilidad política constante. Sucesivas revoluciones dirigidas tanto por liberales disidentes como por colorados llevaron a cortos períodos de gobierno, ninguno de los cuales logró completar los cuatro años prescriptos por la Constitución. El primero en lograrlo desde la presidencia de Escobar fue Eduardo Schaerer, entre 1912 y 1916; su período de gobierno estuvo signado por un gran crecimiento económico, causado por las ventajas comerciales que aportó la Primera Guerra Mundial. Luego, partidarios del expresidente Schaerer, aliados con los colorados llevaron al país a la guerra civil paraguaya de 1922-1923, en la que fueron derrotados. Solo a partir de 1924 se inició un período de estabilidad en el que tres presidentes consecutivos completaron sus cuatro años de mandato.

#### Guerra del Chaco y última guerra civil
Hasta finales de los años 1920, el Chaco Boreal era un territorio habitado por comunidades indígenas soberanas. Ningún país tenía un control efectivo el territorio exceptuando sus bordes. A Paraguay, por razones geográficas, le correspondía el sector occidental del territorio y a Bolivia el oriental, aunque era difícil precisar límites concretos. Los problemas de determinación de límites entre Paraguay y Bolivia ya databan de la época virreinal. Entre otras causas también se incluye los supuestos intereses petrolíferos que habría en la zona, y una salida al mar por el río Paraguay de parte de Bolivia —que había perdido su salida al mar durante la guerra del Pacífico—, entre otros.

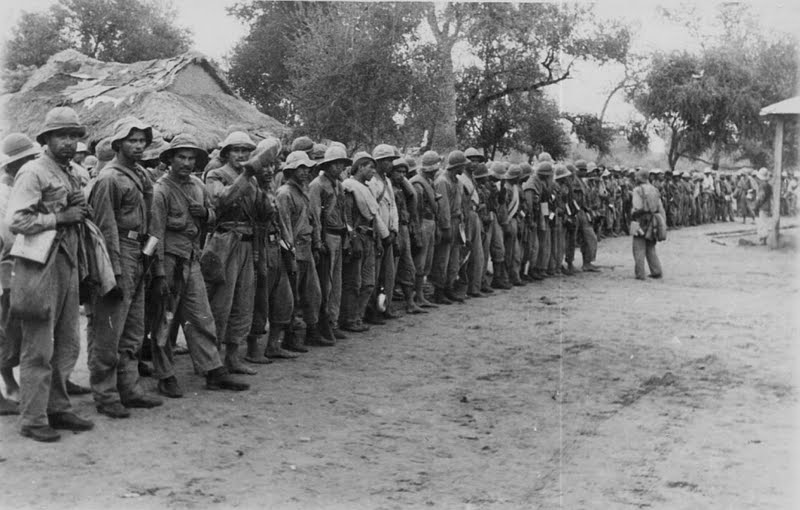
Tropas paraguayas en 1932.

Después de cuatro años de escaramuzas aisladas de pequeñas escuadras bolivianas y paraguayas desde 1928, el Ejército Paraguayo logró vencer en la batalla de Boquerón en 1932 —año en que oficialmente se da por iniciada la guerra— pero la declaración de guerra oficial no llegó hasta 1933 por parte de Paraguay. Tras tres años de conflicto, Paraguay tomó extensos territorios pero no prosperó su pretensión de marcar la frontera a partir de donde el ejército paraguayo obligó a replegarse al ejército boliviano. La cuestión de límites se fijó con el tratado del 21 de julio de 1938. A pesar del triunfo paraguayo, el país resultó devastado humana y económicamente y la pérdida de su territorio de unos 100 000 km², así como 30 000 muertos entre civiles y militares.
Luego de la guerra del Chaco (que cesó hostilidades en 1935), hasta el inicio del gobierno de Alfredo Stroessner (en 1954), se da un periodo de gran inestabilidad política en el Paraguay: hubo por lo menos diez presidentes (la mayoría 'de facto') en menos de veinte años, y una guerra civil paraguaya que conllevó a la muerte de alrededor de treinta mil paraguayos, y cientos de miles de exiliados que emigraron al exterior.
En 1946 se formó un gobierno de coalición entre el Partido Colorado y el Partido Revolucionario Febrerista. En enero de 1947, el Partido Colorado expulsó del gobierno al Partido Febrerista, lo que condujo a una nueva guerra civil en la que una coalición del Partido Liberal, el Partido Revolucionario Febrerista y el Partido Comunista Paraguayo se alzó contra el gobierno. El Partido Colorado logró la victoria. A partir de entonces, se consolidó la hegemonía plena de este partido que llevaría al poder al entonces coronel Alfredo Stroessner. El sistema imperante durante el periodo 1947-1962 fue de partido único, en el cual el Partido Colorado era el único legal.

### Dictadura militar de Stroessner

#### Inicios

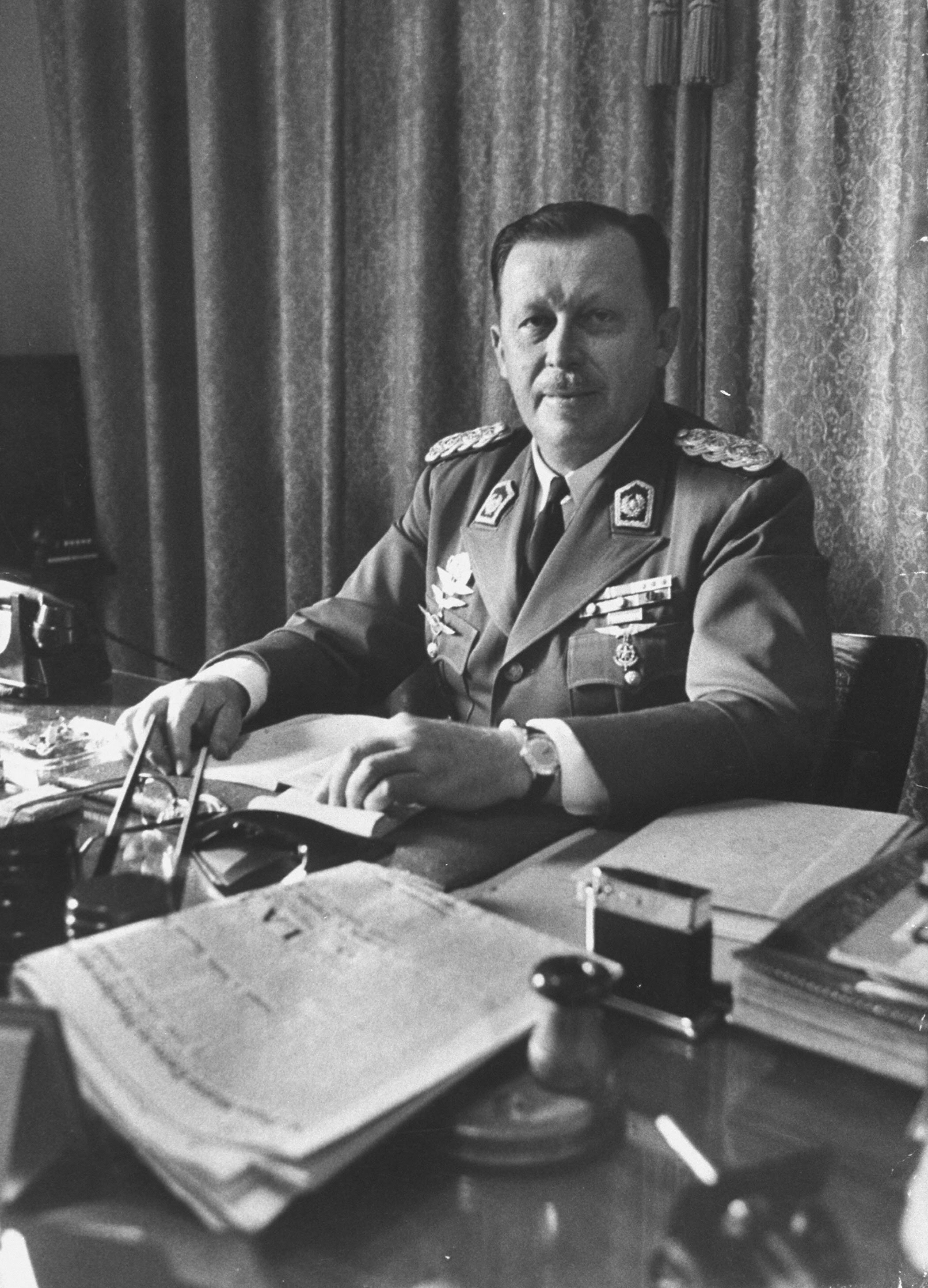
El general Alfredo Stroessner, presidente de la República del Paraguay por casi 35 años (1954-1989).

El general Alfredo Stroessner tomó el poder mediante un golpe de Estado en mayo de 1954. Elegido para completar el período no expirado de su predecesor, fue reelegido presidente seis veces, gobernando casi continuamente bajo la disposición de estado de sitio.
Ya en el poder, con el propósito de poner fin a 50 años de lo que él denominaba anarquía pero que realmente fue una sucesión controversial de presidentes constitucionalistas, entre ellos el propio presidente Federico Chaves, electo democráticamente por el Partido Colorado, que destruyó mediante su dictadura para convertirlo en un simple grupo de aduladores, Stroessner suprimió inmediatamente las garantías constitucionales, mantuvo bajo control las actividades de los partidos políticos y ejerció una dura represión. Gobernó con el apoyo del Ejército y del Partido Colorado. En este último llevó a cabo una serie de purgas que le facilitaron su control, con el objetivo de mantenerse en el poder.

#### Consolidación
Durante los casi treinta y cinco años del gobierno de Stroessner, las libertades políticas fueron severamente limitadas, y los opositores al régimen fueron sistemáticamente torturados, acosados y perseguidos bajo el estandarte de la seguridad nacional y el anticomunismo. Aunque una constitución de 1967 dio legitimidad institucional al control de Stroessner, Paraguay se aisló progresivamente de la comunidad mundial.
Cada cuatro años, el régimen organiza elecciones, que cada vez dan como resultado la reelección del presidente. Se modifica la Constitución para permitir una presidencia vitalicia. Cientos, si no miles, de personas son asesinadas por motivos políticos, al menos 20.000 personas son torturadas, 1,8 millones de paraguayos (aproximadamente un tercio de la población) se exilian por motivos políticos o económicos.
Recibió un fuerte apoyo de Estados Unidos, de Brasil, entonces bajo dictadura militar, y de Chile tras el golpe de Pinochet. El presidente Richard Nixon llegó a declarar que el régimen de Stroessner era un «modelo viable de democracia para América Latina». «Guiado por la mano experta del general Stroessner», declaró Gustavo Leigh, uno de los miembros de la Junta chilena que respaldó a Pinochet, en la apertura del tercer congreso de la Confederación anticomunista latinoamericana en 1977, «Paraguay fue uno de los primeros en América en levantar barricadas para defenderse del germen comunista, en una actitud ejemplar para los pueblos americanos». Oficiales estadounidenses participan en la formación de sus homólogos paraguayos en técnicas de tortura. La más famosa, la pileta, consistía en sumergir a los adversarios en una bañera llena de excrementos, hasta el límite de sus fuerzas.
Entre 1956 y 1989, a la población indígena se le arrebató más territorio que en cualquier otro período de la historia del país y fue sometida a abusos sistemáticos de sus derechos humanos. A principios de la década de 1970, grupos internacionales acusaron al régimen de Stroessner de ser cómplice de genocidio. El Estado financió estas acciones represivas con ayuda del gobierno de Estados Unidos.
El régimen también es responsable de la sedentarización forzosa y brutal de los indígenas aché a partir de 1967, que estuvo acompañada de asesinatos y durante la cual se sometió a los indígenas a condiciones de trabajo similares a la esclavitud y se robó a los niños. El 85% de la tribu Aché murió, y muchos fueron asesinados a machetazos para dejar espacio a la industria maderera, la minería, la agricultura y los ganaderos. En 2013, los aché presentaron una denuncia contra el Estado paraguayo por crímenes de lesa humanidad y genocidio ante la justicia argentina.

#### Impactos socioeconómicos
Modificó totalmente la naturaleza de la política paraguaya de entonces, al controlar al Partido Colorado, delimitar el rol de la oposición, y complacer a las Fuerzas Armadas. El partido gubernamental se convirtió igualmente en un entramado dedicado al reparto de favores. La corrupción se extendió de esta manera en lo que se recuerda como «la trilogía»: Gobierno-partido-fuerzas armadas. En una nación con suficientes figuras históricas, Stroessner se convirtió prácticamente en el símbolo del Paraguay: ciudades, calles, edificios, la moneda, los sellos postales, todo tenía impreso su nombre. Cuando diversos grupos intentaron llegar al poder, Stroessner terminaba con sus ambiciones ya sea controlando o cooptando a sus líderes. Entre 1954 y 1989, unos 8 millones de hectáreas (un tercio de las tierras agrícolas del país) se repartieron entre los allegados al gobierno, principalmente funcionarios, algunos de los cuales amasaron fortunas considerables. La alta concentración de riqueza y tierras convirtió a Paraguay en uno de los países más desiguales del mundo durante este período. Posteriormente promulgó leyes para realizar persecuciones a quienes se oponían a su gobierno, alcanzando uno de los peores registros de violaciones a los derechos humanos en América Latina.
Además del apoyo financiero recibido de Estados Unidos, el Estado paraguayo, gracias a su situación geográfica, hace del contrabando una de sus principales fuentes de ingresos. Desde alcohol hasta animales exóticos, drogas y automóviles, el volumen de contrabando triplica la cifra oficial de exportación.
En la década de 1950, se experimentaba una gran desigualdad social, tal que más del 6% de la población paraguaya estaba compuesta por peones rurales campesinos, mientras que solo 1500 propietarios eran los dueños del 85% de las tierras cultivables. Stroessner recibió al país en medio de una crisis política, debido a seguidos años de confrontaciones políticas entre distintos grupos y golpes de estados. A su vez heredó una economía agrícola primaria, un sector industrial casi inexistente con un reducido mercado interno —en aquella época Paraguay contaba apenas con un millón de habitantes, en su mayoría de origen rural—, lo que desalentaba los negocios industriales.

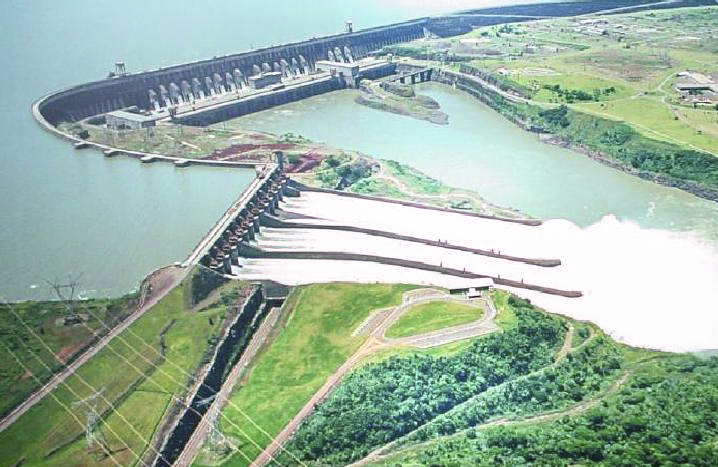
La central hidroeléctrica de Itaipú, compartida entre Paraguay y Brasil, fue la mayor del mundo en su época.

#### Derrocamiento
Durante los años 1980, Brasil, Argentina y Uruguay regresaron a la democracia y el pueblo paraguayo aprovechó ese clima político para salir a las calles a manifestarse. Tales manifestaciones fueron lideradas por el Acuerdo Nacional (PLRA, Febrerista) y los sindicatos, pero fueron reprimidas violentamente, a pesar de ser pacíficas. Por ello, Stroessner fue abandonado por sus antiguos aliados, como Estados Unidos, y la economía empeoró. En 1987, se realizó la Convención del Partido Colorado. Su partido pensaba escoger como candidato a su hijo mayor, Gustavo Stroessner, debido a los rumores de que el ya anciano dictador padecía una enfermedad, pero lo escogieron a él, iniciando una crisis interna en su partido, dividiéndola en dos facciones: militantes (stronistas) y tradicionalistas. En las elecciones fraudulentas de 1988 obtuvo el 88,8 % de los votos. Ese mismo año recibió en Paraguay al papa Juan Pablo II. Debido a lo brutal de su dictadura, la facción tradicionalista de su partido, los militares y en especial la Iglesia católica, empezaron a demostrar su malestar hacia el régimen, por lo que discretamente se unieron a la oposición para preparar el derrocamiento del dictador.
El 3 de febrero de 1989 se produjo el golpe de Estado protagonizado por el general Andrés Rodríguez, jefe de Estado Mayor y su propio yerno, contra Alfredo Stroessner. Con él terminaba la más larga dictadura en la historia paraguaya. Tras disolver el Parlamento, el general Rodríguez convocó a elecciones para el 1 de mayo y anunció la legalización de todos los partidos, exceptuando el partido comunista.

### Era democrática actual

#### Transición a la democracia

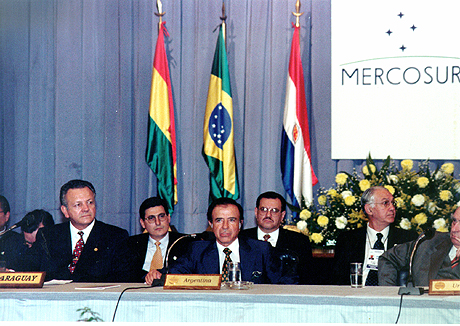
Mercosur, organización de integración regional creado en 1991 entre Argentina, Brasil, Paraguay y Uruguay.

En mayo de 1989 (tres meses después del golpe de Estado), Andrés Rodríguez llama a elecciones y posteriormente fue elegido presidente en representación del Partido Colorado que también reportó la elección para diputados y senadores. Como presidente, Rodríguez instituyó reformas políticas, legales y económicas. El 26 de marzo de 1991 se firmó el Tratado de Asunción, un acuerdo por el cual se creó el Mercosur.
Paraguay nunca ha llevado ante la justicia a los principales responsables de torturas y asesinatos durante la dictadura (solo han sido condenados algunos policías y un civil).
Además, entró en vigor la constitución de 1992 (actual constitución) que estableció previsiones para la protección de los derechos políticos y civiles, la independencia de los poderes del Estado, y la creación de la justicia electoral, entre otras instituciones y declaró la abolición de la pena de muerte. A finales de ese mismo año, Martín Almada —opositor a la dictadura— y el diario Noticias ―a través de los periodistas Christian Torres, Zulia Giménez, Alberto Ledesma y José Gregor, entre otros―, descubrieron los llamados «Archivos del Terror», unos documentos que demostraban que Stroessner había participado en la Operación Cóndor, un acuerdo militar anticomunista para la persecución de exiliados, con apoyo de las dictaduras militares de Argentina, Brasil, Bolivia, Chile, Ecuador y Uruguay, que propició la tortura, secuestro y asesinato de miles de paraguayos y ciudadanos de los países mencionados.
Durante el mandato de Juan Carlos Wasmosy, primer presidente civil de Paraguay en casi cuarenta años, el país sufrió la peor crisis financiera en su historia, con la quiebra de más de veinte bancos entre 1995 y 1998. También se vieron afectados los logros políticos obtenidos tras el golpe de 1989. Wasmosy alejó del ejército al General Lino Oviedo bajo la acusación de querer encabezar un golpe en su contra en abril de 1996, y en 1997, después de que Oviedo ganó la interna presidencial del Partido Colorado, lo hizo encarcelar y enjuiciar por un tribunal militar por el mismo crimen. La condena inhabilitó a Oviedo para las elecciones presidenciales de 1998, y en su lugar se nombró candidato a Raúl Cubas, quien, gracias al apoyo de Oviedo, en aquel entonces muy popular, ganó las elecciones y tres días después de haber asumido el cargo presidencial indultó a Oviedo, librándolo de la cárcel. La oposición contestó el hecho y obtuvo de la Corte Suprema una anulación del indulto que Cubas no acató.

#### Inestabilidad política y económica
En marzo de 1999, la situación política se complicó aún más tras el asesinato del vicepresidente y rival oviedista de muchos años, Luis María Argaña. La oposición inculpó del hecho al general Oviedo. La plaza del Congreso se llenó de manifestantes en contra del gobierno, lo que llevó a la Cámara de Diputados a juzgar a Cubas al día siguiente. Además, el asesinato a tiros de ocho manifestantes por desconocidos durante el Marzo Paraguayo, hizo claro que el Senado votaría por destituir a Cubas. El presidente renunció el 28 de marzo y partió al exilio a Brasil. El mismo día Oviedo huyó a Argentina, donde obtuvo asilo político, y luego siguió al Brasil.

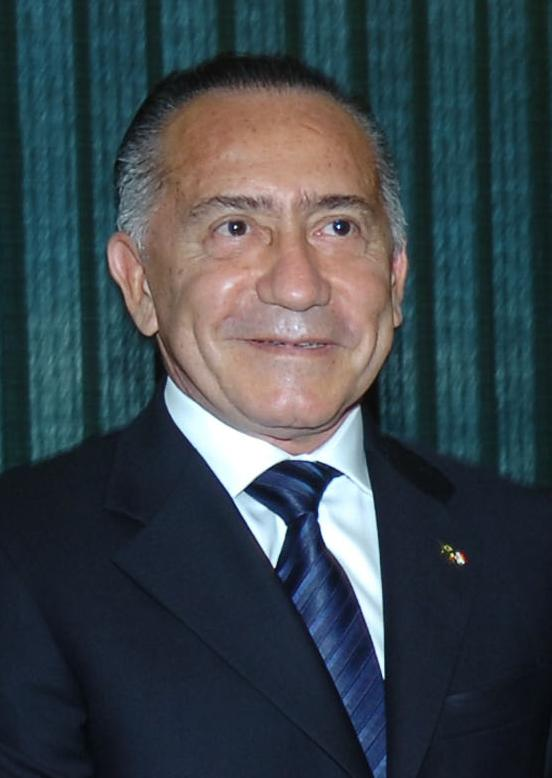
Lino Oviedo, exgeneral del Ejército. Considerado, acusado de provocar el Marzo Paraguayo y los intentos de golpe de Estado en los años 1996 y 2000.

El presidente del senado, Luis González Macchi, un opositor de Cubas, juró como presidente el día de la renuncia de Cubas. Como presidente intentó formar un Gobierno de coalición para motivar la cooperación dentro del Paraguay y reparar la economía que fue dañada por la crisis política. Sin embargo, la coalición no duró mucho, debido a que el PLRA abandonó la coalición en 2000, dejando al gobierno sin una mayoría en el Congreso. González Macchi se volvió muy impopular a causa de la grave crisis económica y encontró serios problemas en el congreso, porque pocos legisladores estaban dispuestos a votar a favor de sus proyectos de ley. Sin embargo, solo un año después de llegar al poder, se enfrentó a un proceso de destitución, acusado de haber malversado para sí 16 millones de dólares. Sin embargo, consiguió mantenerse en el poder gracias a una «guerra de clanes» dentro del partido Colorado. Muy impopular, intentó apaciguar el descontento aceptando suspender el proceso de privatización. Declaró el estado de emergencia en julio de 2002. La represión de las manifestaciones contra su gobierno se saldó con varias muertes y centenares de detenciones.
En mayo de 2000, debió enfrentar un intento de golpe de Estado, que, aunque fracasó, debilitó el poder del presidente. Al año siguiente, tuvo que encarar un intento de destitución en su contra por parte del Congreso Nacional. Esta iniciativa de los opositores falló al igual que el intento de golpe del año anterior. Pese a estar debilitado políticamente, fue capaz de mantener su gobierno hasta completar el periodo dejado por Cubas. El liberal Julio César Franco ganó la elección de agosto de 2000 para llenar la vacante vicepresidencial, aunque dos años después renuncia para candidatarse en miras a las elecciones de 2003.
En 2003, Nicanor Duarte Frutos fue elegido presidente, quien en el orden económico logró un repunte de la economía paraguaya y un crecimiento del PIB, iniciando una recuperación de la crisis económica del país. Sin embargo, a comienzos de 2006 se da una nueva crisis política, debido a una controvertida resolución de la Corte Suprema de Justicia, que habilitaba a Duarte Frutos a ejercer la presidencia del Partido Colorado. Posteriormente Duarte Frutos inicia una fallida campaña para modificar la Constitución con el fin de lograr la reelección.
El 1 de agosto de 2004 se produjo la mayor tragedia civil en la historia del Paraguay, con la Tragedia de Ycua Bolaños, en el que mueren más de 300 personas e igual número de heridos en un incendio de un supermercado de la capital.

#### Cambio de mando político y actualidad

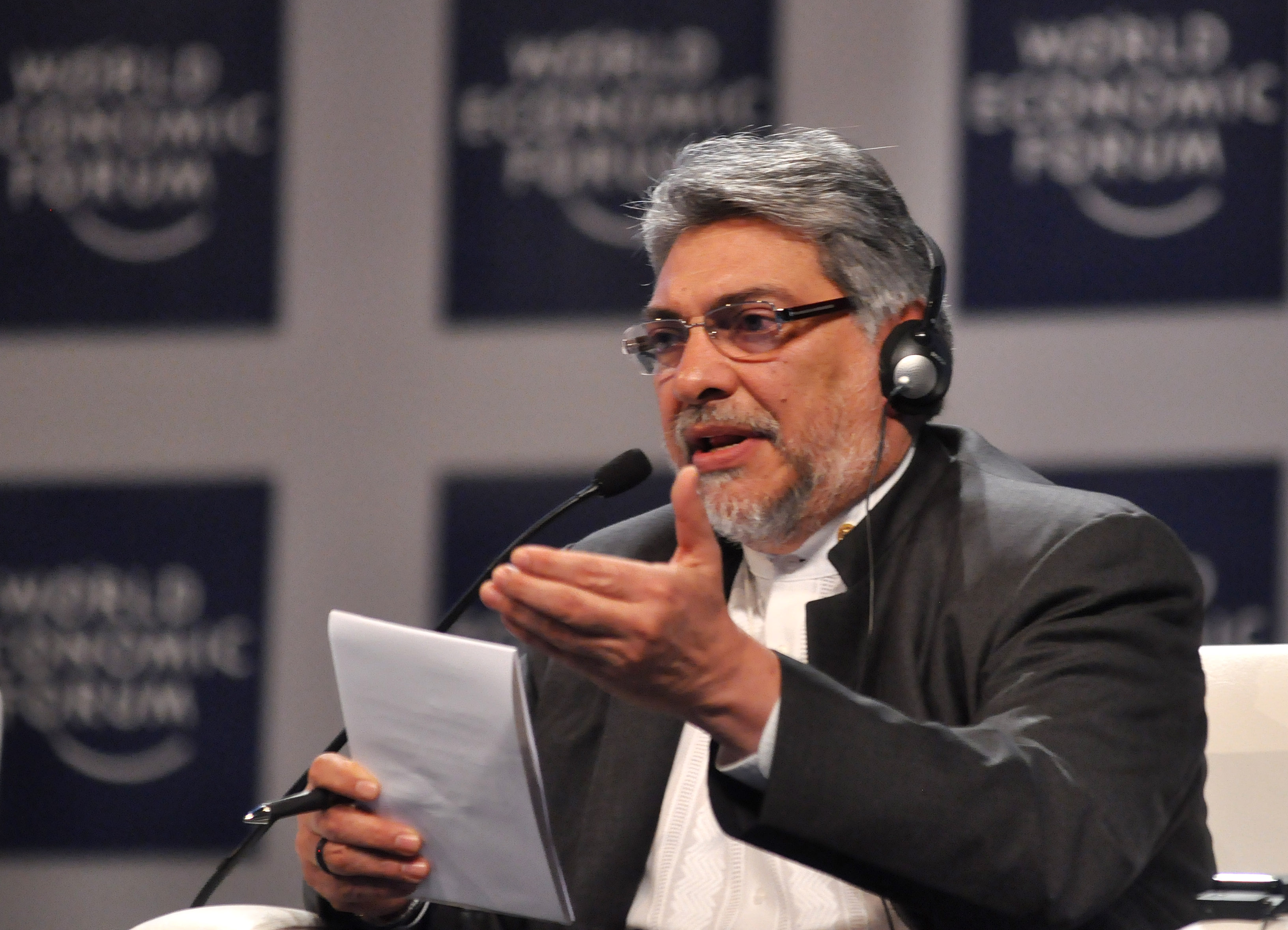
Fernando Lugo, presidente entre 2008 y 2012. Cortó la hegemonía de más de 60 años del Partido Colorado.

Luego de más de 60 años en el poder, el Partido Colorado perdió la presidencia frente al exobispo Fernando Lugo en 2008. Este mandato presidencial, durante el cual Paraguay se adhirió a la Unión de Naciones Suramericanas (Unasur), fue interrumpido por la crisis política de 2012 que se inició tras un juicio político en el que Lugo fue destituido de la presidencia, acusado de mal desempeño en sus funciones. Entonces, asumió la presidencia Federico Franco, hasta entonces vicepresidente de la República. Los gobiernos de Unasur se pronunciaron en rechazo de lo que consideraron una ruptura del orden democrático y se negaron a reconocer el nuevo gobierno. Como consecuencia, Paraguay fue suspendido de las reuniones del Mercosur y de la Unasur, a la espera de los resultados de las elecciones generales de 2013 en las que el empresario Horacio Cartes fue elegido presidente.
Luego de las elecciones de 2013, y con la asunción de Horacio Cartes (por el Partido Colorado) fueron levantadas las sanciones impuestas al Paraguay por parte del Mercorsur y de la Unasur. En marzo de 2017 ocurrieron unas manifestaciones (conocida como el segundo marzo paraguayo) en respuesta a una enmienda constitucional que permitiría al presidente de Paraguay Horacio Cartes postularse a la reelección presidencial (considerado una violación a la constitución), en el que los manifestantes llegaron inclusive hasta incendiar el edificio del Congreso de Paraguay, además de decenas de heridos y hasta un muerto, luego de recibir un disparo de escopeta por parte de la policía.
En 2018 asumió como presidente el empresario Mario Abdo Benítez, por el Partido Colorado, con más de un millón de votos logrados en la contienda. Durante su mandato de gobierno, transcurrió la Pandemia de COVID-19 a nivel global, dejando al país con cerca de 20 000 fallecidos con una severa crisis sanitaria, en la que las camas de terapia intensiva (UTI) no han dado abasto, así como una severa crisis económica, producto de la cuarentena decretada y el cierre de fronteras en ciudades fronterizas, con miles de empresas quebradas; en consecuencia se produjeron protestas a nivel país en marzo de 2021.
En los últimos comicios presidenciales de 2023, Santiago Peña ha resultado ganador por el Partido Colorado.

## Gobierno y política

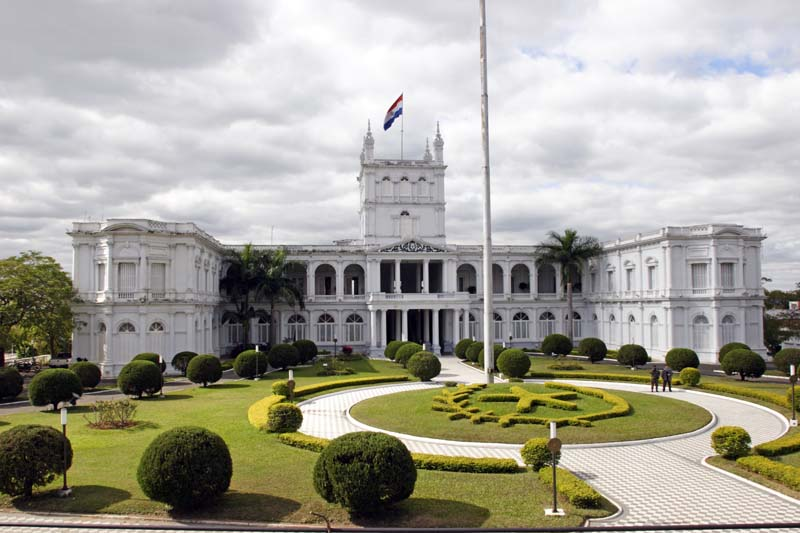
Palacio de los López, sede del Poder Ejecutivo.

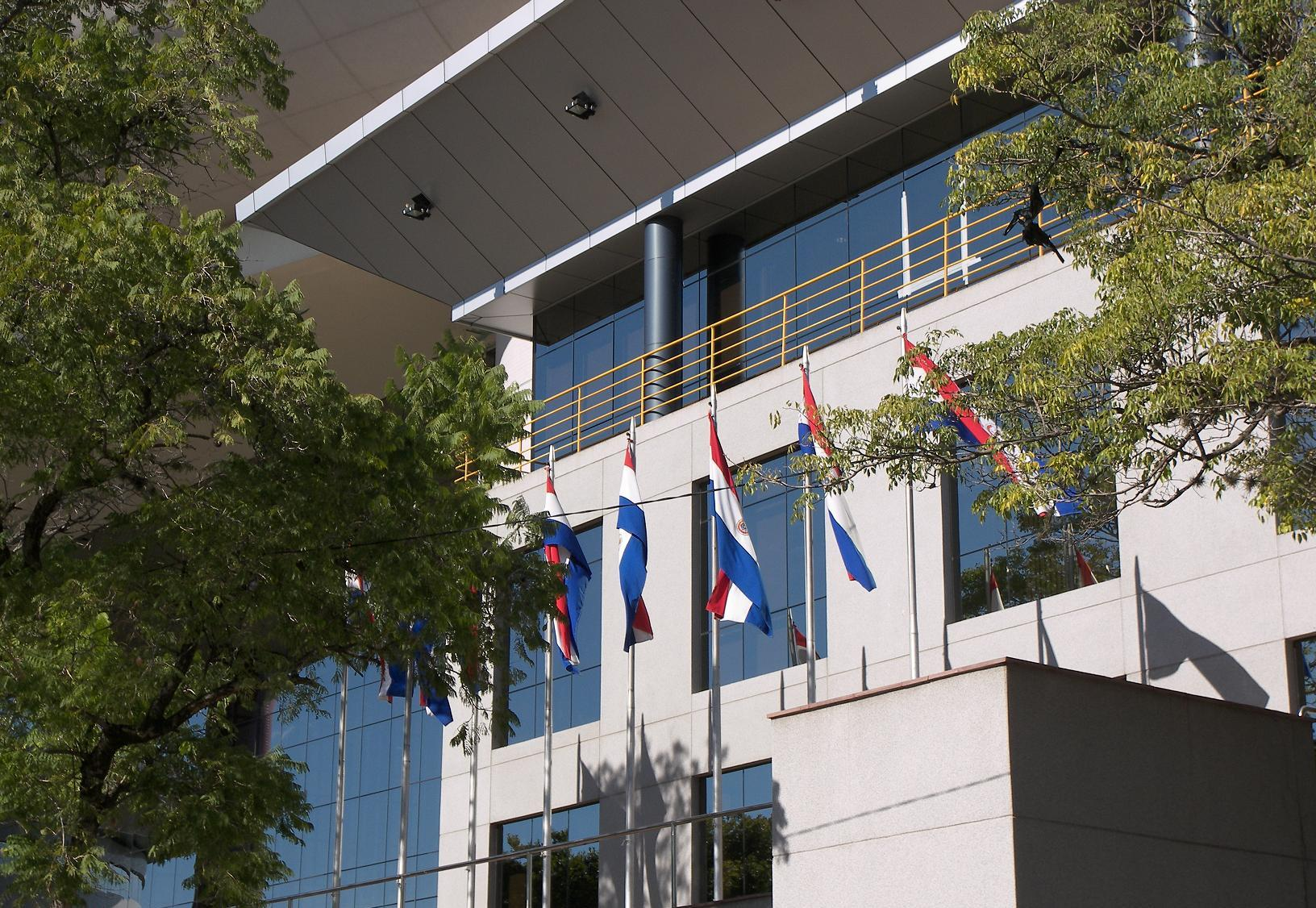
Sede del Congreso Nacional en Asunción.

La República del Paraguay, organizada en forma de Estado Unitario, fue fundamentalmente modificada por la Constitución de 1992, que asegura la división de poderes. De acuerdo a este último texto constitucional, constituye un Estado social de derecho, unitario, indivisible, y descentralizado, adoptando para su gobierno la democracia representativa, participativa y pluralista, fundada en el reconocimiento de la dignidad humana. El Poder Ejecutivo es ejercido por el presidente de la República. Además existe un vicepresidente que, en caso de impedimento o ausencia temporal del presidente o vacancia definitiva de dicho cargo, lo sustituye con todas sus atribuciones. El presidente y el vicepresidente son elegidos por votación popular en forma conjunta, sobre la misma boleta, para un mandato de cinco años, sin posibilidad de reelección.
El presidente es el jefe de Estado y de gobierno de Paraguay. Tiene, entre otras atribuciones, la facultad de nombrar y remover a su voluntad a los ministros del Poder Ejecutivo, que son los jefes de la administración de sus respectivas carteras, en las cuales, bajo la dirección del presidente de la República promueven y ejecutan la política relativa a las materias de su competencia. La reunión de todos los ministros, por convocatoria del presidente, se denomina Consejo de Ministros. El gabinete o consejo de ministros tiene por finalidad coordinar las tareas ejecutivas, impulsar la política del gobierno y adoptar decisiones colectivas.
El gobierno de cada departamento es ejercido por un gobernador y por una Junta Departamental, electos por voto directo de los ciudadanos radicados en los respectivos departamentos, en comicios coincidentes con las elecciones generales, y duran cinco años en sus funciones. El gobernador representa al Poder Ejecutivo en la ejecución de la política nacional. El gobierno de los Municipios está a cargo de un intendente y de una Junta municipal, electos popularmente.
El Poder Legislativo es ejercido por el Congreso, compuesto de una Cámara de Senadores (cámara alta), de 45 miembros, y una Cámara de Diputados (cámara baja), que consta de 80 diputados. Las elecciones para el Congreso se celebran en listas cerradas (no se vota por cada candidato a diputado o senador, sino por una lista presentada por cada partido político), simultáneamente con la elección presidencial. Los diputados se eligen por departamento, mientras que los senadores se eligen a escala nacional, ambos por un periodo de cinco años, pudiendo ser reelectos.
El Poder Judicial está a cargo de la administración de justicia y es ejercido por la Corte Suprema de Justicia, y por los demás tribunales y juzgados que establece la ley. La Corte Suprema es el más alto tribunal de Paraguay. El Senado con el acuerdo del presidente designan a sus nueve miembros o ministros, sobre la base de ternas presentadas por el Consejo de la Magistratura, previa selección basada en la idoneidad, con consideración de méritos y aptitudes.

### Relaciones exteriores

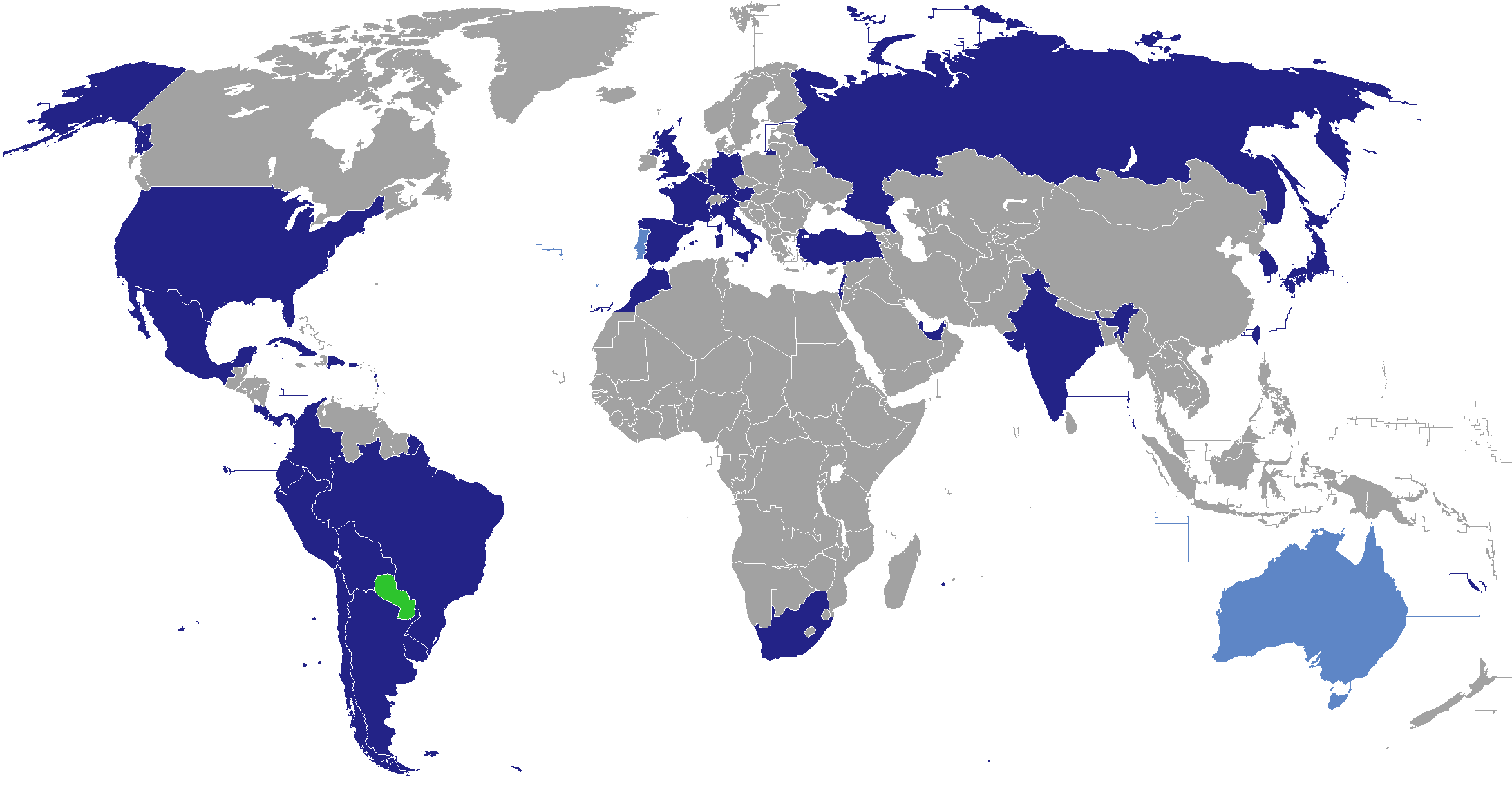
Países con embajadas paraguayas (azul).

Paraguay mantiene diferentes relaciones y asociaciones con distintos países. Forma parte de varias organizaciones internacionales en tanto que miembro de pleno derecho, tales como Mercosur (Mercado Común del Sur) y la Unión de Naciones Suramericanas (Unasur).
El país mantiene también relación con entidades supranacionales, como la Unión Europea (UE) con la que desarrolla sus relaciones políticas, económicas y comerciales en el ámbito bilateral y también en el marco de las relaciones regionales entre la UE y Mercosur.
Una particularidad de la política exterior de Paraguay es ser el único país de América del Sur que mantiene relaciones activas con la República de China (Taiwán).
Paraguay es un miembro pleno y participante de la Conferencia interamericana de seguridad social (CISS), la Comunidad de Estados Latinoamericanos y Caribeños (CELAC), la Organización de las Naciones Unidas (ONU) y la Organización de los Estados Americanos (OEA).
Paraguay mantiene formalmente una hermandad con la República de Colombia, que surgió del ofrecimiento colombiano de su nacionalidad a todo paraguayo, en caso de desaparecer el país en el marco de la guerra de la triple alianza, oferta que no se materializó, pero que terminó generando un acuerdo bilateral de amistad que establece facilidades para adquirir la ciudadanía de cada país de forma recíproca.

### Fuerzas armadas y seguridad
Las Fuerzas Armadas de Paraguay forman una institución no deliberante, apartidaría, subordinada al control civil cuyo comandante en jefe es el presidente de Paraguay, constituida por el Ejército de Paraguay, la Fuerza Aérea Paraguaya y la Armada Paraguaya. Está compuesta por cerca de 20 000 efectivos activos y más de 100 000 inactivos (reservistas, o quienes hayan cumplido el S.M.O).
Como en otros países, se estructura en una Fuerza Aérea, un Ejército (con tres Cuerpos, seis Divisiones de Infantería y tres Divisiones de Caballería) y por último una Armada (3850 integrantes, con Aviación Naval, Infantería de Marina) la cual es grande considerando que es uno de los países del mundo sin costa o salida al mar directa. El servicio militar es obligatorio para los varones de 18 años y consta de un año de servicio, según lo dictado en la Constitución Nacional. En la actualidad promulgó una Ley, que reglamenta la «Ley de Objeción de Conciencia» y que establece la obligatoriedad del servicio civil sustitutivo en reemplazo del militar.
Por su parte, la Policía Nacional de Paraguay es una institución de naturaleza civil dependiente del Poder Ejecutivo, cuya Secretaría del Estado es el Ministerio del Interior, encargado de la seguridad interna de la Nación.

### Derechos humanos
En materia de derechos humanos, respecto a la pertenencia a los siete organismos de la Carta Internacional de Derechos Humanos, que incluyen al Comité de Derechos Humanos (HRC), Paraguay ha firmado o ratificado:
| Paraguay | Tratados internacionales | Tratados internacionales    | Tratados internacionales | Tratados internacionales | Tratados internacionales | Tratados internacionales | Tratados internacionales    | Tratados internacionales | Tratados internacionales | Tratados internacionales | Tratados internacionales | Tratados internacionales | Tratados internacionales | Tratados internacionales | Tratados internacionales | Tratados internacionales | Tratados internacionales | Tratados internacionales |
| --- | --- | --------------------------- | --- | --- | --- | ------------------------ | --------------------------- | --- | ------------------------ | ------------------------ | ------------------------ | ------------------------ | ------------------------ | ------------------------ | ------------------------ | ------------------------ | ------------------------ | ------------------------ |
| Paraguay | CESCR | CESCR                       | CCPR | CCPR | CCPR | CERD                     | CED                         | CEDAW | CEDAW                    | CAT                      | CAT                      | CRC                      | CRC                      | CRC                      | CRC                      | MWC                      | CRPD                     | CRPD                     |
| Paraguay | CESCR | CESCR-OP                    | CCPR | CCPR-OP1 | CCPR-OP2-DP | CERD                     | CED                         | CEDAW | CEDAW-OP                 | CAT                      | CAT-OP                   | CRC                      | CRC-OP-AC                | CRC-OP-SC                | CRC-OP-CP                | MWC                      | CRPD                     | CRPD-OP                  |
| Pertenencia | Paraguay ha reconocido la competencia de recibir y procesar comunicaciones individuales por parte de los órganos competentes. | Firmado pero no ratificado. | Paraguay ha reconocido la competencia de recibir y procesar comunicaciones individuales por parte de los órganos competentes. | Paraguay ha reconocido la competencia de recibir y procesar comunicaciones individuales por parte de los órganos competentes. | Paraguay ha reconocido la competencia de recibir y procesar comunicaciones individuales por parte de los órganos competentes. | Firmado y ratificado.    | Firmado pero no ratificado. | Paraguay ha reconocido la competencia de recibir y procesar comunicaciones individuales por parte de los órganos competentes. | Firmado y ratificado.    | Firmado y ratificado.    | Firmado y ratificado.    | Firmado y ratificado.    | Firmado y ratificado.    | Firmado y ratificado.    | Sin información.         | Firmado y ratificado.    | Firmado y ratificado.    | Firmado y ratificado.    |
| Firmado y ratificado, firmado, pero no ratificado, ni firmado ni ratificado, sin información, ha accedido a firmar y ratificar el órgano en cuestión, pero también reconoce la competencia de recibir y procesar comunicaciones individuales por parte de los órganos competentes. | |                             | | | |                          |                             | |                          |                          |                          |                          |                          |                          |                          |                          |                          |                          |

#### Derechos LGBT
Las minorías sexuales se enfrentan a ciertos desafíos legales y sociales no experimentados por otros residentes. La homosexualidad se ha tratado históricamente como un tabú dentro de la sociedad paraguaya. Tanto la actividad sexual entre hombres como entre mujeres es legal, sin embargo las parejas homosexuales y los hogares encabezados por parejas del mismo sexo no son elegibles para todas las protecciones sociales y legales disponibles para las parejas casadas heterosexuales. Incluso, las personas lesbianas, gais, bisexuales y transgénero (LGBT) pueden enfrentar penas legales ya caducadas en otros países.
La opinión pública manifiesta una fuerte tendencia conservadora con respecto a la homosexualidad, demostrando un rechazo mayoritario a los derechos de las minorías sexuales, incluso en comparación con otros países sudamericanos. La Iglesia católica ejerció una fuerte influencia opositora a las uniones homosexuales en el país, no obstante, durante la visita del papa Francisco a Paraguay en 2015, representantes de organizaciones de la comunidad LGBT, fueron invitados a una recepción junto a otros líderes sociales.
Paraguay es uno de los países más conservadores de América del Sur, donde cuestiones como las temáticas LGBT y el aborto, por nombrar algunos, son en gran medida evitadas tanto por políticos como por la sociedad paraguaya en general, debido a la gran influencia que tiene la Iglesia católica en el país, siendo este a su vez el país con más fieles en América Latina en términos porcentuales.

## Organización territorial
Paraguay es un Estado unitario que propende a la descentralización, en la forma que establece la Constitución y las leyes. Para los efectos de la estructuración política y administrativa del Estado, el territorio nacional se divide en departamentos y distritos.
Los 17 departamentos de Paraguay constituyen la primera división política administrativa del país. La Región Oriental concentra 14 de ellos y la Región Occidental 3. A ellos se suma la capital Asunción que es un distrito, pero que para efectos censales es considerada como un departamento. Además, el país cuenta con 263 municipios que equivalen a distritos, incluyendo a Asunción. Estos componen cada una de las subdivisiones de un departamento -salvo Asunción que es independiente de todo departamento- y a su vez están divididos en áreas urbanas y rurales.
La Constitución Nacional de 1992 reconoce a los departamentos y distritos la autonomía política, administrativa y normativa para la gestión de sus intereses, y de autarquía en la recaudación e inversión de sus recursos.
| Entidades subnacionales de Paraguay |                          |                  |                        |
| Alto Paraguay Boquerón Presidente Hayes Amambay Concepción San Pedro D.C. Guairá Caazapá Alto Paraná Caaguazú Canindeyú Itapúa Paraguarí Misiones Ñeembucú Cordillera Central Brasil Bolivia Argentina \| Departamento \| Capital \| Superficie (km²) \| Población (censo 2022) \| \| Distrito capital \| Asunción \| 117 km² \| 462 241 \| \| Concepción \| Concepción \| 18 051 km² \| 206 181 \| \| San Pedro \| San Pedro de Ycuamandiyú \| 20 002 km² \| 355 175 \| \| Cordillera \| Caacupé \| 4948 km² \| 268 037 \| \| Guairá \| Villarrica \| 3846 km² \| 179 555 \| \| Caaguazú \| Coronel Oviedo \| 11 474 km² \| 431 519 \| \| Caazapá \| Caazapá \| 9496 km² \| 139 479 \| \| Itapúa \| Encarnación \| 16 525 km² \| 449 642 \| \| Misiones \| San Juan Bautista \| 9556 km² \| 111 142 \| \| Paraguarí \| Paraguarí \| 8705 km² \| 200 472 \| \| Alto Paraná \| Ciudad del Este \| 14 895 km² \| 763 702 \| \| Central \| Areguá \| 2465 km² \| 1 883 927 \| \| Ñeembucú \| Pilar \| 12 147 km² \| 76 719 \| \| Amambay \| Pedro Juan Caballero \| 12 933 km² \| 179 412 \| \| Canindeyú \| Saltos del Guairá \| 14 667 km² \| 191 114 \| \| Presidente Hayes \| Villa Hayes \| 72 907 km² \| 123 313 \| \| Alto Paraguay \| Fuerte Olimpo \| 82 349 km² \| 17 195 \| \| Boquerón \| Filadelfia \| 91 669 km² \| 71 078 \| \| Total \| Total \| 406 752 km² \| 6 109 903 \| |                          |                  |                        |
| Departamento | Capital                  | Superficie (km²) | Población (censo 2022) |
| Distrito capital | Asunción                 | 117 km²          | 462 241                |
| Concepción | Concepción               | 18 051 km²       | 206 181                |
| San Pedro | San Pedro de Ycuamandiyú | 20 002 km²       | 355 175                |
| Cordillera | Caacupé                  | 4948 km²         | 268 037                |
| Guairá | Villarrica               | 3846 km²         | 179 555                |
| Caaguazú | Coronel Oviedo           | 11 474 km²       | 431 519                |
| Caazapá | Caazapá                  | 9496 km²         | 139 479                |
| Itapúa | Encarnación              | 16 525 km²       | 449 642                |
| Misiones | San Juan Bautista        | 9556 km²         | 111 142                |
| Paraguarí | Paraguarí                | 8705 km²         | 200 472                |
| Alto Paraná | Ciudad del Este          | 14 895 km²       | 763 702                |
| Central | Areguá                   | 2465 km²         | 1 883 927              |
| Ñeembucú | Pilar                    | 12 147 km²       | 76 719                 |
| Amambay | Pedro Juan Caballero     | 12 933 km²       | 179 412                |
| Canindeyú | Saltos del Guairá        | 14 667 km²       | 191 114                |
| Presidente Hayes | Villa Hayes              | 72 907 km²       | 123 313                |
| Alto Paraguay | Fuerte Olimpo            | 82 349 km²       | 17 195                 |
| Boquerón | Filadelfia               | 91 669 km²       | 71 078                 |
| Total | Total                    | 406 752 km²      | 6 109 903              |

## Geografía
El territorio de Paraguay es el octavo en superficie de América del Sur y el sexagésimo en extensión de la Tierra. Está integrado exclusivamente en territorio americano, y su superficie totaliza 406 752 km². En esta cantidad no se incluye franja oceánica alguna, ni plataforma continental ya que se trata de un estado sin litoral.
Ubicado en el centro de América del Sur, Paraguay se encuentra entre los paralelos 19°10′ y 27°50′ de latitud sur y los meridianos 54°10′ y 62° 50′ de longitud oeste. El trópico de Capricornio cruza el territorio, al nivel de la localidad de Belén (Departamento de Concepción), es decir, que pasa en cuanto a las latitudes se refiere, casi exactamente sobre la parte media del Paraguay. El territorio se halla a 611 km del océano Atlántico y a unos 819 km del Pacífico. Limita al norte con Brasil y Bolivia, al este con Brasil y Argentina, al sur con Argentina y al oeste con Bolivia y Argentina.

### Fronteras

#### Límites con Argentina
Las relaciones diplomáticas entre estos dos vecinos se establecieron en 1811, con la firma de un acuerdo sobre Amistad, Asistencia y Comercio. Ambos países estuvieron en guerra durante la guerra de la Triple Alianza entre 1864 y 1870 (con el Paraguay solo contra la Argentina, Brasil, y Uruguay), y no volvieron a beligerar entre sí desde entonces.
Argentina tiene una embajada en Asunción y 2 Consulados Generales, uno en Ciudad del Este, y el otro en Encarnación. Paraguay tiene una embajada en Buenos Aires y 7 consulados: uno en Clorinda, en Corrientes, en Formosa, en Posadas, en Resistencia, en Rosario y en Puerto Iguazú.
Ambos países son miembros de pleno derecho del Mercosur, la Unión de Naciones Suramericanas, la Organización de Estados Americanos, la Organización de Estados Iberoamericanos, el Grupo de Río, Grupo de los 77, Sistema Económico Latinoamericano y Asociación Latinoamericana de Integración. Ambos son copropietarios de la Represa Hidroeléctrica de Yacyretá.
En las ciudades fronterizas, como Posadas-Encarnación, Clorinda-Nanawa/Asunción, Formosa-Alberdi, Ciudad del Este-Puerto Iguazú, entre otras ciudades; existe un gran intercambio comercial entre éstas ciudades, además de otro tipos de intercambios a nivel sociocultural. En Argentina residen alrededor de medio millón de ciudadanos paraguayos, siendo ésta la comunidad extranjera más numerosa de la Argentina. Por otra parte, en Paraguay viven cerca de cien mil ciudadanos argentinos, siendo uno de los principales destinos para vivir de los inmigrantes argentinos.

#### Límites con Brasil
La frontera entre Brasil y Paraguay es un lindero internacional continuo que delimita los territorios de ambos países colindantes. En toda su extensión de 1367 kilómetros, cruza una variedad de terreno, desde grandes zonas urbanas hasta desiertos inhóspitos y humedales. Comienza en el hito Triple Frontera entre Foz do Iguaçu y Presidente Franco, y termina en el trifinio en la frontera con Bolivia, cerca de la ciudad paraguaya de Bahía Negra. En la frontera entre Brasil y Paraguay, se encuentra la Central Hidroeléctrica de Itaipú, que es la mayor represa hidroeléctrica del mundo en generar energía. En esta frontera se ubica el Puente Internacional de la Amistad comunica a las ciudades de Foz do Iguaçu (Brasil) y Ciudad del Este (Paraguay). La frontera seca tiene un total de 438 kilómetros de extensión, mientras que la fluvial es de 929 kilómetros. Esta última se conforma por los ríos Paraguay, Paraná y Apa, y por el arroyo Estrella, y tiene un total de 23 islas de las cuales 13 pertenecen al Brasil y 10 al Paraguay.
La fijación de la frontera ocurrió después de la guerra de la Triple Alianza, cuando en 1872 se firmó un tratado de paz con Paraguay, el cual también contenía sus límites con el Brasil, y que según Hélio Viana, respetaba los convenios de la época colonial y reivindicaba al Brasil las tierras ocupadas y exploradas por los portugueses y brasileños.
La frontera entre Brasil y Paraguay ha sido una de las principales rutas de tráfico de armas de fuego y de drogas en América del Sur, además de contrabando de mercancías y vehículos robados, especialmente por el tránsito en la Triple Frontera (punto fronterizo entre Argentina, Brasil y Paraguay). Esto ocurrió históricamente por la dificultad geográfica para controlar la región por parte de las autoridades fronterizas de ambos países, algo que se ha ido mitigando con el esfuerzo conjunto de las fuerzas del orden brasileñas y paraguayas.

#### Límites con Bolivia
La frontera entre Bolivia y Paraguay es el límite de 742 km de longitud que separa los territorios de Bolivia y Paraguay.
Se extiende desde la triple frontera de Argentina, Bolivia y Paraguay (cerca del pueblo de La Esmeralda en el río Pilcomayo) en dirección norte-noreste hacia la cumbre del cerro Capitán Ustares, donde gira hacia el este, hasta la localidad de Fortín Galpón, en el que sigue una línea al sur con el río Paraguay, donde termina en los límites triples de Bolivia, Brasil y Paraguay.
Está demarcada por 11 marcadores (Hito I a Hito X más el hito tripartito). Los marcadores I a X están conectados entre sí por líneas rectas, el hito X está conectado al terminal tripartito por un curso de agua. La mayoría de estos tienen nombre, y están cerca de un destacamento militar en el lado paraguayo.
Hay un puesto fronterizo próximo a la localidad paraguaya de Infante Rivarola.

### Regiones naturales

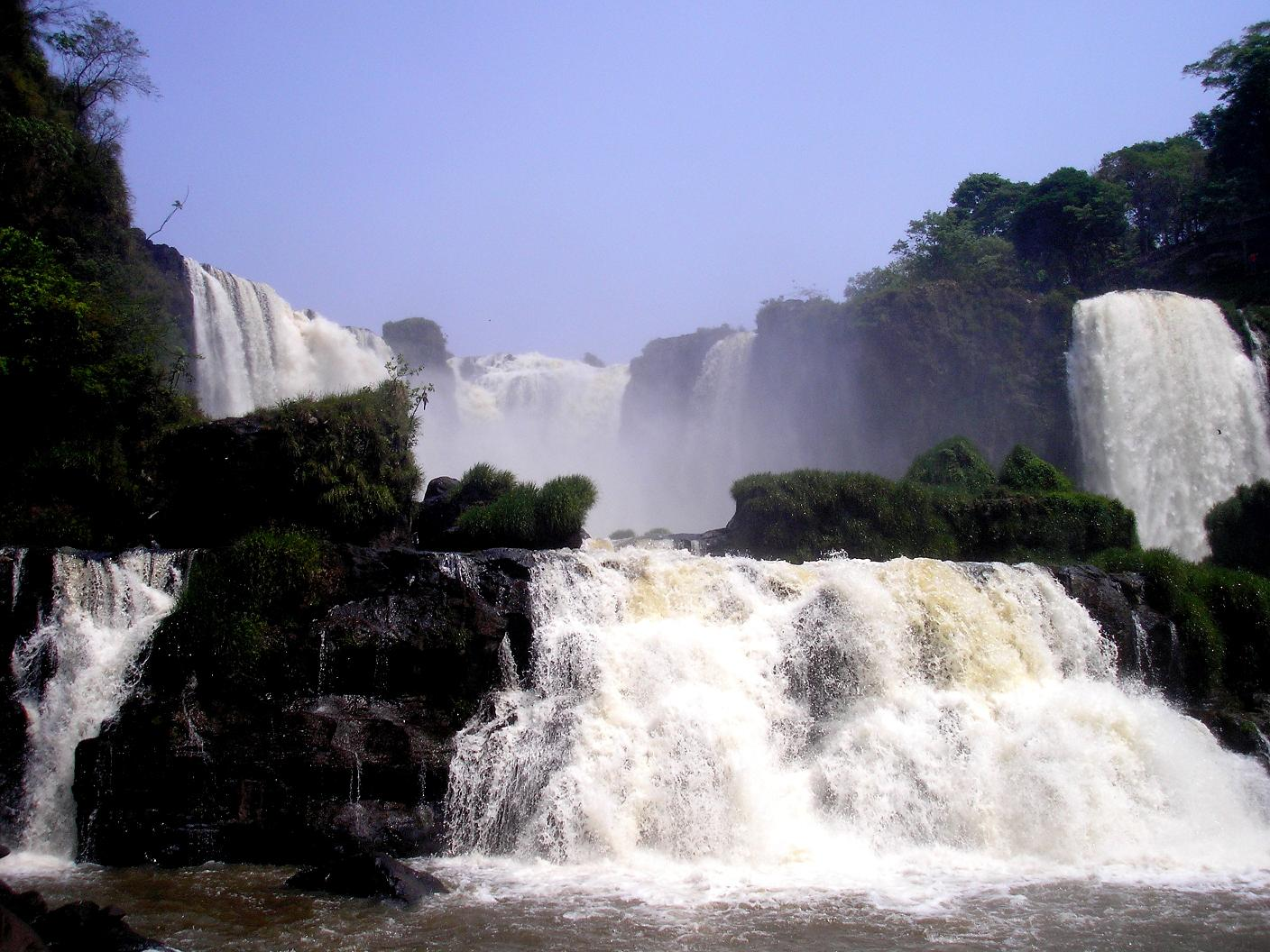
Saltos del Monday, en Presidente Franco.

El río Paraguay divide al país en dos grandes regiones geográficas, con diferente geología y topografía. Mientras que la Región Oriental o paraneña tiene el 39,3 % del territorio nacional, y consta de suelos ferralíticos y mayormente ácidos sobre rocas antiguas cristalinas, presentando un paisaje ondulado de colinas con lluvia abundante (hasta 1700 mm/año), la Región Occidental o Chaco, con el 60,7 % del territorio nacional, geológicamente joven con suelos neutros a alcalinos, constituye una planicie aluvial extensiva semiárida a subhúmeda con sedimentos de los Andes.
En el Chaco paraguayo las altitudes oscilan entre 91m en sureste y 390m en el noroeste. El Bajo Chaco (Chaco húmedo) es una planicie inundable, influenciada por los ríos Pilcomayo y Paraguay (lluvia anual de 910 a 1300 mm); el Chaco Boreal (Chaco seco) con un promedio de lluvia de 403 a 910 mm. Su territorio está formado por un fondo marino que emergió en la era Cuaternaria, esta región está poblada de matorrales extensos y palmarés, esteros, lagunas y riachos. La temperatura media anual ronda los 25 °C.
La Región Oriental está subdividida en dos subregiones, la mayor corresponde a la propia cuenca del Río Paraguay, y una de menor para la cuenca del río Paraná. Predominan los bosques tropicales y subtropicales, y las precipitaciones. Sus altitudes oscilan desde más de 611 m s. n. m. (metros sobre el nivel del mar) en la zona nororiental hasta 65 m s. n. m. en el suroeste. En esta región la temperatura media anual varía entre 20 y 24 °C. Es la región más pequeña pero más poblada y fértil.

### Relieve

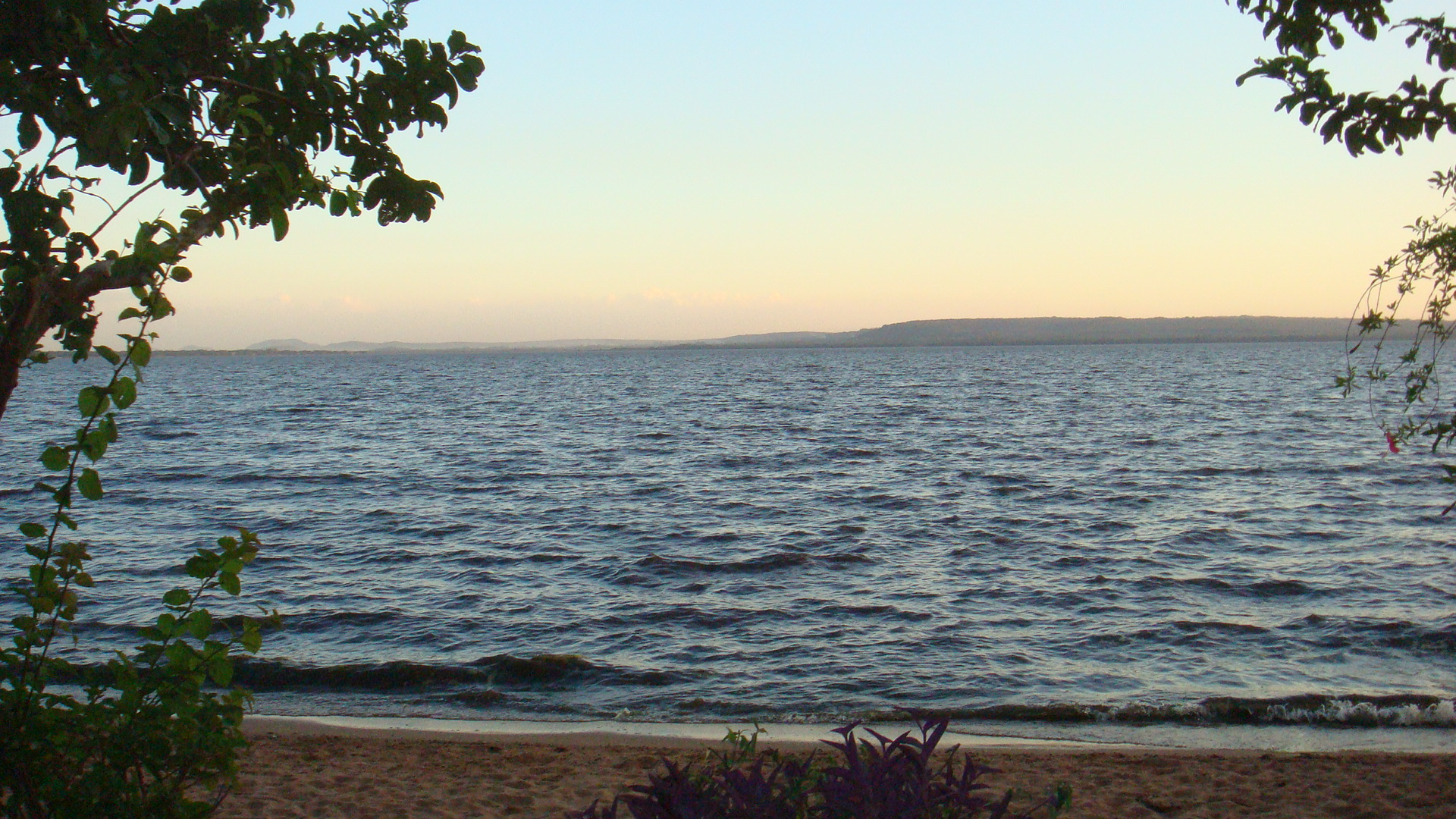
Lago Ypacaraí, el más grande del país ubicado entre los departamentos Central y Cordillera.

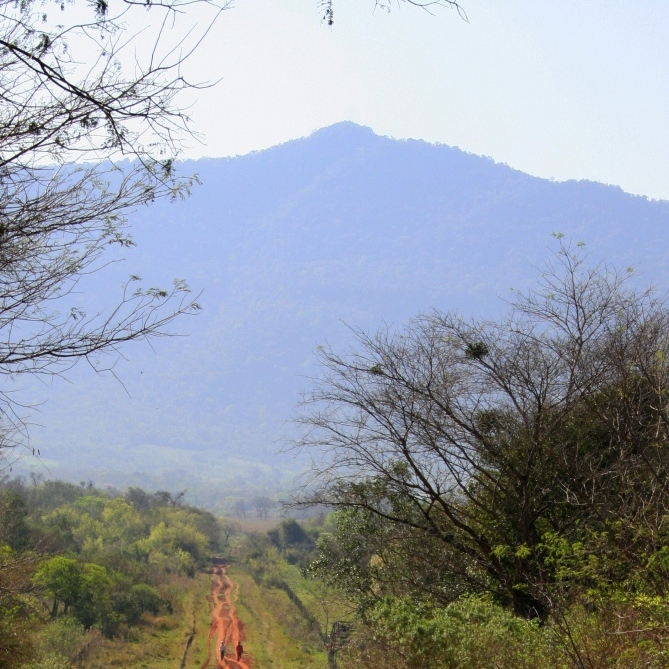
Cerro Tres Kandú, el punto más elevado del territorio paraguayo.

La mayor parte del territorio paraguayo se ubica entre los 104 y 507 m de elevación, que corresponden a grandes áreas de los departamentos de Alto Paraguay, Boquerón, Presidente Hayes, Concepción, San Pedro, Paraguarí e Itapúa, principalmente. Las zonas de menor elevación, con promedios inferiores a 104 m de altura, se ubican principalmente en el sudeste de los departamentos de Presidente Hayes, Central, Paraguarí, Ñeembucú, Misiones e Itapúa. En general, las pendientes de los terrenos son suaves, por lo cual es limitada la erosión hídrica. Los puntos altos se ubican en las inmediaciones de Pedro Juan Caballero en el centro norte de la región oriental.
La geomorfología de la región occidental tiene una ondulación repetitiva del terreno de norte a sur, que permite la génesis de por lo menos dieciséis ríos tributarios del río Paraguay. Cada uno de estos ríos presenta condiciones bajas de pendiente, por lo que favorece la formación de meandros. Una porción menor de esta región drena directamente al río Pilcomayo. Son terrenos relativamente planos de un altiplano cruzado por escasas corrientes favorecidas por el ondulamiento. Los terrenos de mayor elevación se encuentran al occidente de esta región y sus puntos más bajos corresponden al límite oriental de esta región en el río Paraguay. La región forma parte de la Llanura chacopampeana, y presenta una inclinación poco pronunciada con rumbo hacia el sudeste con una elevación promedio de 130 m s. n. m.
El relieve de la Región Oriental es resultado de la Meseta Brasileña que se extiende hacia el norte hasta la llanura amazónica y hacia el este al océano Atlántico. Esta planicie posee varios cerros, algunas cordilleras de reducida altura y valles por los que discurren ríos y arroyos. La altitud promedio de la región es de 286 m. Se presentan en esta región tres sistemas montañosos: la sierra de Amambay, la de Maracayú y la de Caaguazú. Las alturas máximas se encuentran en la cordillera del Ybytyruzú, donde destaca el cerro Tres Kandu con 842 m s. n. m.

### Hidrografía

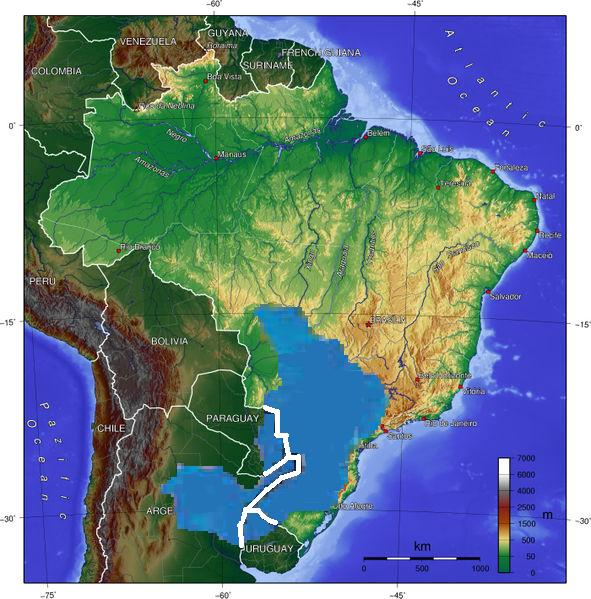
Ubicación del Acuífero Guaraní.

Paraguay no tiene costa marítima pero sus dos ríos principales, el Paraguay y el Paraná, que forman parte de la cuenca del Río de la Plata, lo comunican con el océano Atlántico. El Paraguay nace en Mato Grosso (Brasil) y tras un trayecto de alrededor de 2695 km, desemboca en el río Paraná a través de tres brazos: Atajo, Humaitá y Paso de Patria.
El valle del Alto Paraná conforma una ondulada planicie, que se eleva hacia poniente. Esta zona tiene numerosos cursos de agua, todos drenando al Paraná, que discurre por una profunda garganta y es represado en la planta de energía eléctrica Itaipú.
Además de ríos, Paraguay posee humedales y lagos. El conjunto de humedales del lago Ypoá, conformado por cuatro lagos, y el lago Ypacaraí, son los lagos más grandes de Paraguay. Además en Paraguay hay una considerable cantidad de esteros como el Pantanal paraguayo, y ha inscripto seis humedales en el Convenio de Ramsar, cuyas superficies suman un total de 793 910 ha.

### Áreas silvestres protegidas
Paraguay impulsa estrategias para la protección ambiental y principalmente la defensa de las especies que sirven para defender los procesos ecológicos, con el objetivo de disponer de los recursos para las generaciones futuras. La Secretaría del Ambiente de la República del Paraguay (SEAM), actual Ministerio del Ambiente y Desarrollo Sostenibles (MADES), y el Programa de las Naciones Unidas para el Desarrollo (PNUD), con los fondos de Global ejecuta el Proyecto Paraguay Silvestre.
Entre las áreas silvestres protegidas se encuentran las siguientes: parque nacional Defensores del Chaco, parque nacional Teniente Enciso, parque nacional Río Negro, monumento natural Cerro Chovoreca, Reserva Natural Cabrera-Timane, parque nacional Tinfunqué, parque nacional Paso Bravo, parque nacional Serranía San Luis, parque nacional Bella Vista, parque nacional Cerro Corá, Reserva de Recursos Manejados San Rafael, parque nacional Caaguazú, Reserva de Recursos Manejados Ybytyruzú, parque nacional Ybycuí, parque nacional Ypoá, Refugio de Vida Silvestre Yabebyry, monumento natural Macizo Acahay, Reserva Nacional Kuri'y, parque nacional Ñacunday, parque nacional Lago Ypacaraí, Monumentos Naturales Cerros Köi y Chororí.

### Clima

Tipos de clima en Paraguay según Köppen.
Clima semiárido cálido (BSh)
Clima tropical de sabana (Aw)
Clima subtropical húmedo (Cfa)

La clasificación climática de Köppen divide a Paraguay en prácticamente tres tipos de clima: el clima subtropical húmedo (Cfa), predominante al sur de la Región Oriental; el clima tropical de sabana (Aw), predominante en el Chaco (Región Occidental) y al norte de la Región Oriental; y el clima semiárido cálido (BSh) al noroeste del Chaco (departamento de Boquerón).
La temperatura media anual ronda entre los 20 y los 25 °C en el país, aumentando de sur a norte. Las precipitaciones son variables según la región. Por ejemplo hacia el sureste del Paraguay, las precipitaciones son abundantes en todos los meses (>1700 mm/anual). Hacia la región centro-norte de la Región Oriental, y la región tropical del Chaco, las precipitaciones bajan considerablemente durante la estación invernal (1300 mm/anual). En la región semiárida del Chaco, las precipitaciones son prácticamente nulas en la estación invernal (<800 mm/anual). En general, en verano cae la mayor acumulación pluvial del año.
Las temperaturas máximas extremas en el verano pueden superar los 40 °C (récord de 45 °C en 2014), y las temperaturas mínimas en invierno pueden bajar de los 0 °C (récord de −7,5 °C en 2000). Las estaciones no están bien definidas debido al reinante calor que se da gran parte del año y a la cercanía con el trópico de capricornio. La diferencia de temperatura entre el mes más cálido y el más frío es de 10 °C aproximadamente.

#### Estaciones
El verano paraguayo es caluroso y húmedo. Tanto las noches como las tardes son muy cálidas en todo el país, y debido a la alta humedad, la sensación de calor supera a la temperatura real. Las máximas promedio superan los 30 °C desde noviembre a marzo. Esta es la estación más lluviosa del año, en el que las precipitaciones se dan generalmente por tormentas aisladas y chaparrones. La influencia dominante sobre el clima, es el cálido viento del norte que sopla desde el Brasil, aunque de vez en cuando suele soplar «vientos del sur» que trae temperaturas más agradables, generalmente con el paso de tormentas aisladas.
El invierno paraguayo, es caracterizado por ser suave e irregular, pues pueden presentarse días de intenso frío (mínimas por debajo de 0 °C) así como días calurosos de más de 30 °C. La temperatura media del invierno ronda entre los 15 y los 20 °C, siendo más fresco hacia el sur del país. Un típico día invernal suele presentarse fresco entre la noche y la mañana, y luego templado por la tarde. Es la estación menos lluviosa del año, pero las precipitaciones de igual forma pueden darse en forma de llovizna o cortas tormentas originados por los frentes polares provenientes de Argentina. Los bancos de niebla y neblina suelen darse en esta estación debido a la elevada humedad ambiental, factor que de paso suele aumentar la sensación de frío. La influencia dominante sobre el clima es el fresco viento del sur que sopla desde la Argentina, aunque de vez en cuando suelen soplar «vientos del norte», que trae temperaturas más cálidas por algunos días.
Como promedio, las heladas en el centro-norte de la región oriental y occidental se dan una a dos veces por año y año de por medio inclusive,[cita requerida] mientras que hacia el sur de la región oriental el promedio aumenta a 3 veces al año; esto se da en conjunto con los frentes fríos de tipo polar provenientes de la Argentina, entre los meses invernales de junio, julio y agosto. Pueden presentarse heladas en prácticamente todo el territorio nacional, aunque lo usual es que se dé en aquellas zonas donde predomina el clima subtropical húmedo y el semiárido cálido.
El otoño y la primavera son estaciones de transición e inestables, con grandes variaciones en la temperatura, entre lo fresco y caluroso, en las que pueden darse hasta severas tormentas. Normalmente al inicio del otoño y final de la primavera, el clima es similar al veraniego.

### Medio ambiente

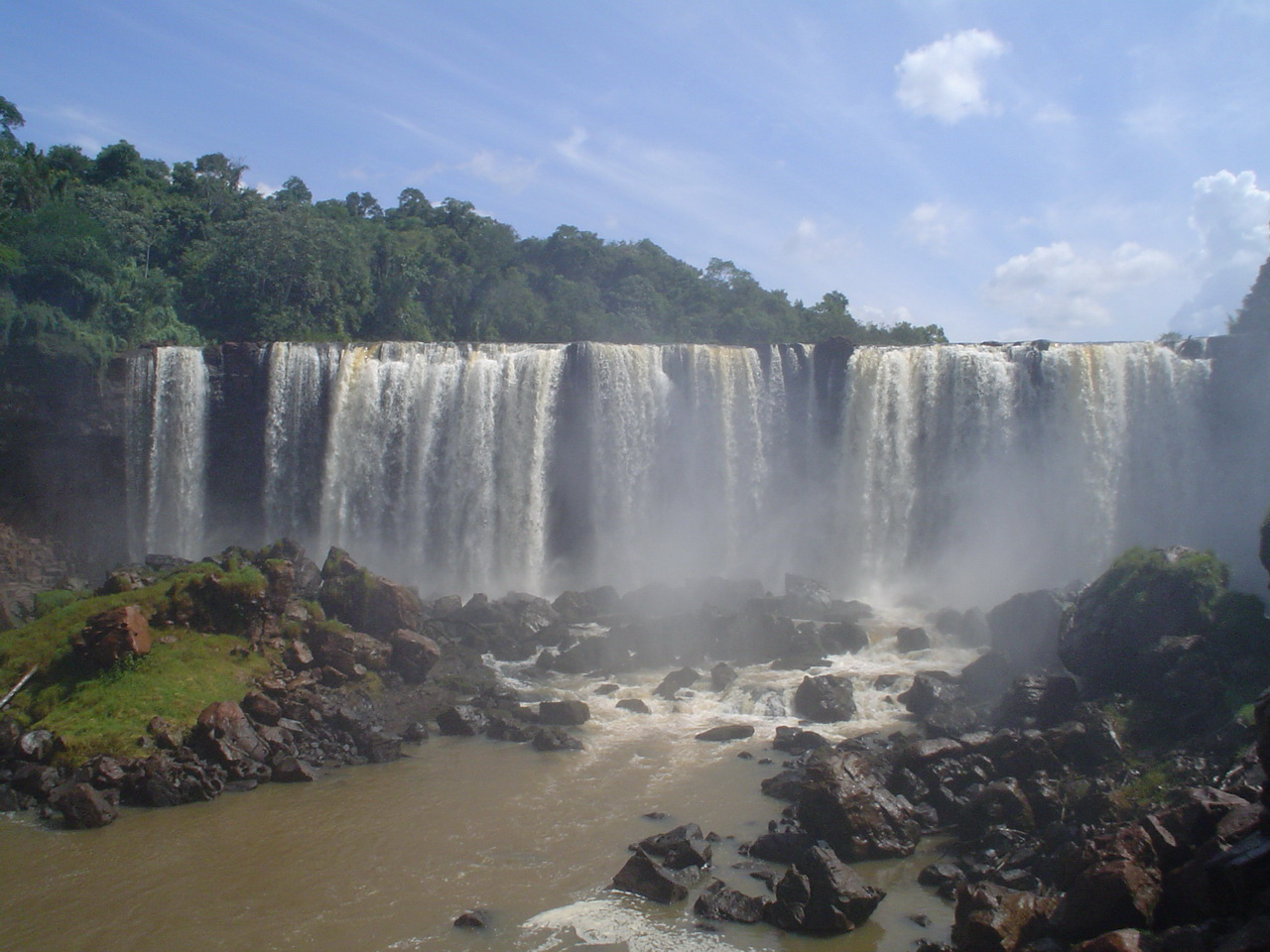
Saltos del Ñacunday, en el parque nacional Ñacunday.

Paraguay posee una elevada riqueza en fauna y flora debido a que las seis ecorregiones que convergen en su territorio registran una notable biodiversidad.
Las distintas ecorregiones se encuentran muy diferenciadas, el poniente se caracteriza por ser una región semiárida, el noreste se caracteriza por las inmensas zonas inundables que conforman el Pantanal, mientras que a lo largo de la ribera del río Paraguay se desarrollan humedales subtropicales, caracterizados por grandes cuerpos de agua como el lago Ypoá. En la zona norte de la Región Oriental se encuentran las sabanas subtropicales del Cerrado, mientras que en el levante del país hasta la ribera del río Paraná se desarrolla el Bosque Atlántico, uno de los bosques más diversos y biológicamente ricos del planeta. Por último la zona sur, caracterizada por planicies con clima más templado.
El país perdió en las últimas cinco décadas casi el 90 % de la cobertura boscosa original de su territorio, debido mayormente a la expansión de las actividades ganaderas y agrícolas. Se estima que entre 1945 y 1997, el 76,3 % de la cobertura boscosa de la Región Oriental fue transformada en tierras para la producción agropecuaria.
Paraguay tiene en el Chaco reglas ambientales menos estrictas que en Brasil. Los propietarios pueden desmontar aproximadamente un 50 % de su selva, mientras en Brasil se puede (legalmente) desmontar solo un 20 %, por lo tanto, la presión de la ganadería sobre el monte virgen avanzó hacia Paraguay. La pérdida de bosques solamente en Alto Paraguay, el departamento ecológicamente más intacto, fue de 220 000 hectáreas tan solo en 2008.
En marzo de 2009, se estimó que en los departamentos: Boquerón y Alto Paraguay se llegó a deforestar ente 1000 y 1500 ha por día, al tiempo que el proyecto de ley «Deforestación Cero» —el cual iba a prohibir la deforestación en el Alto Paraguay— fue rechazado por la Cámara de Diputados de Paraguay.

### Flora y fauna

Jaguar o yaguareté, el felino más grande que habita el país.

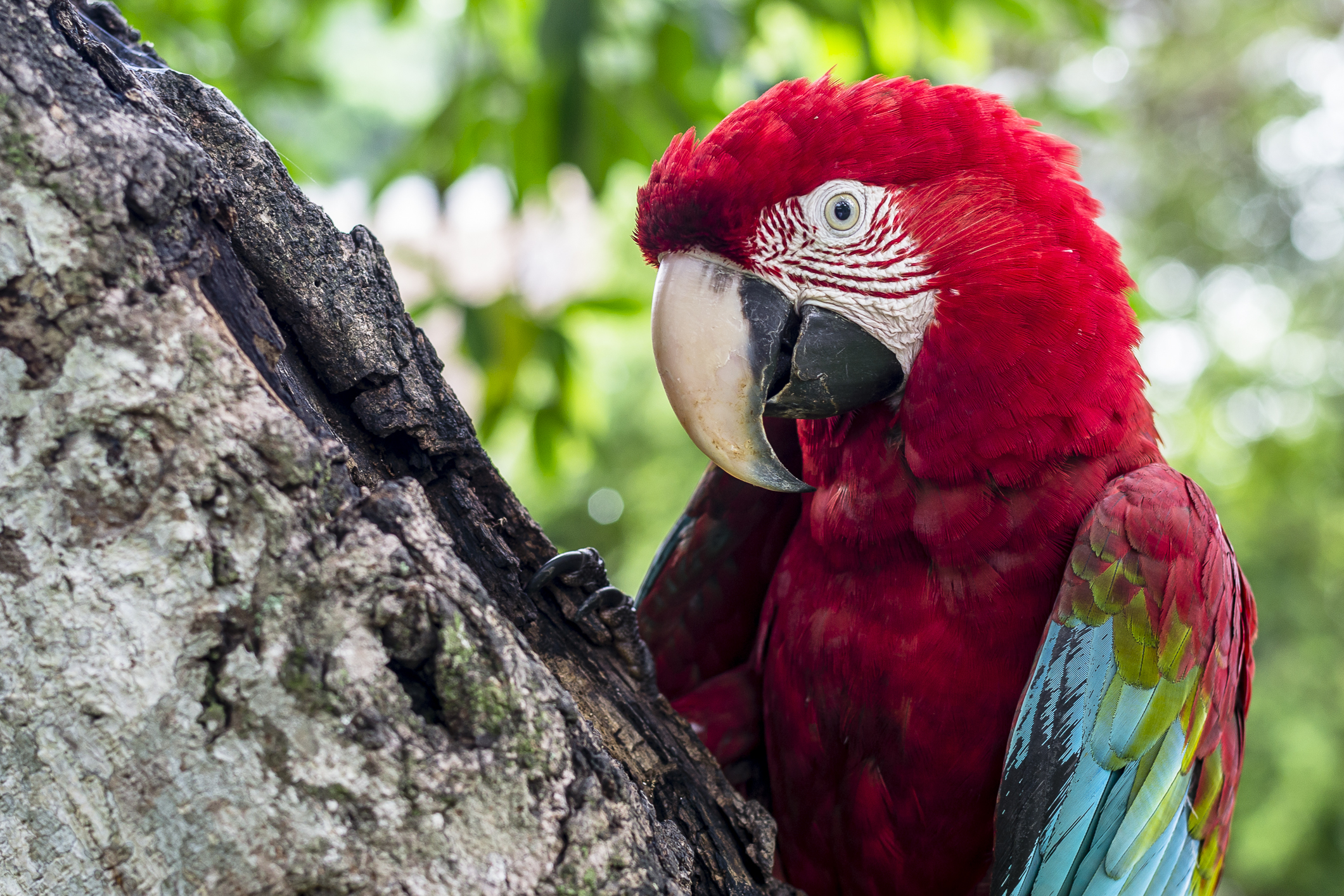
El guacamayo rojo o gua'a pytã, psitácido amenazado.

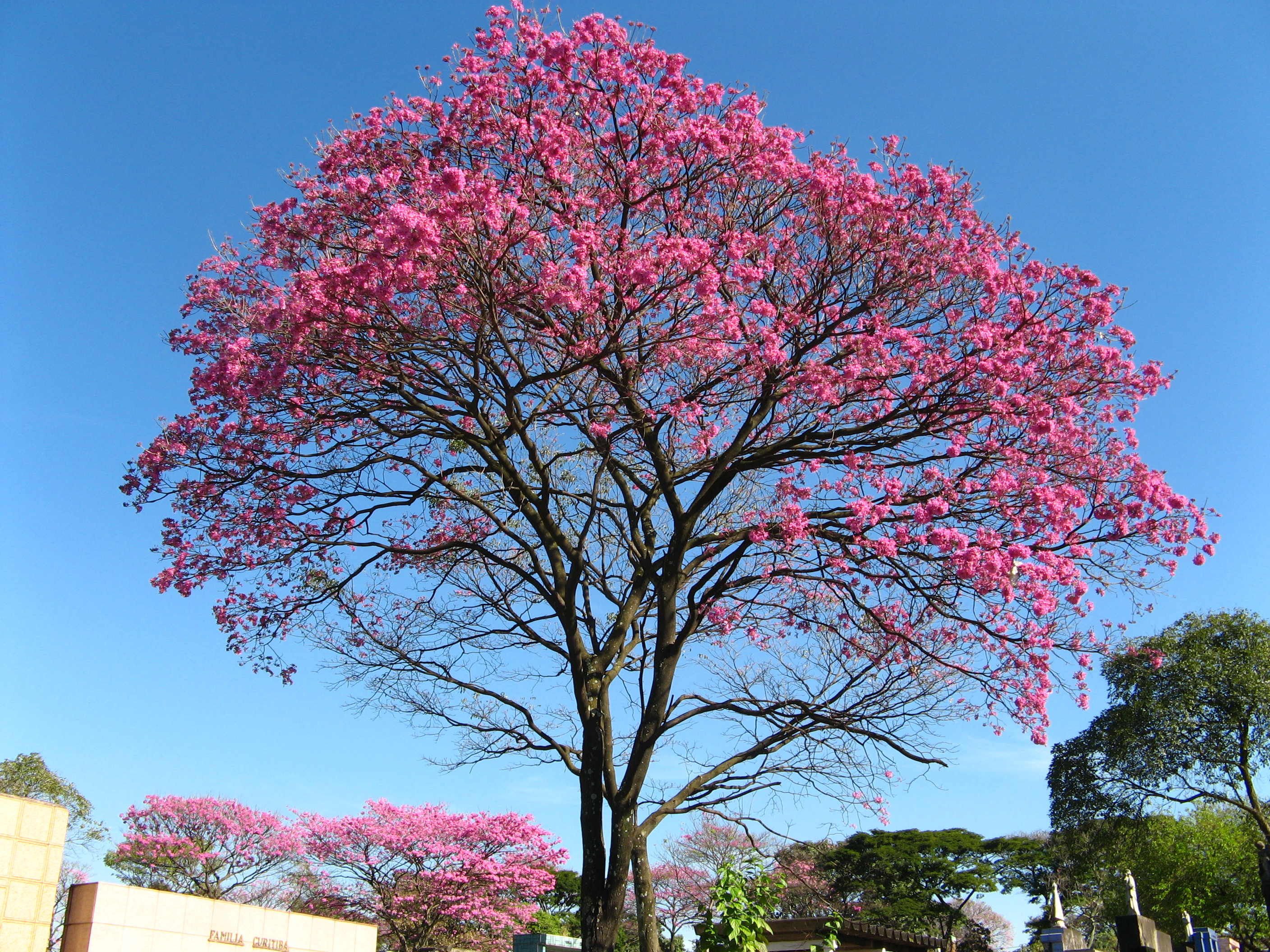
El lapacho, árbol nacional del Paraguay.

Paraguay posee una amplia variedad de especies animales y plantas tropicales y subtropicales. Según registros de la Secretaría del Ambiente de Paraguay (SEAM), se estima que en el país se encuentran entre 8000 y 13 000 especies de plantas, de las cuales 800 son arbóreas. En cuanto a especies animales, se estiman unas 100 000 de invertebrados y 1498 de vertebrados. Entre estas cantidades se reconocen 81 especies de la flora y 128 especies de la fauna, consideradas en peligro de extinción debido principalmente a la destrucción de sus hábitats y la caza furtiva.
Paraguay es uno de los mayores exponentes de la riqueza faunística de América del Sur. Cuenta con más de 100 000 especies de invertebrados, 200 especies de peces, 60 de anfibios, 100 de reptiles, 700 de aves y 167 de mamíferos.
Entre las especies vegetales dominantes en el Chaco se cuentan los lapachos, quebrachos, urundey, timbó, el guayacán, palo santo, samuhu, guayaibi, la palma caranday, varias lauráceas, entre otras.
En la fauna del Chaco predomina la vida nocturna, la abundancia de los hábitos crípticos (vida oculta bajo diferentes elementos), la diapausa y la dormancia. Ello debido a que los invertebrados presentan la diversidad más alta y mayor abundancia de individuos. En los humedales los peces son poco abundantes, excepto en la cuenca de los ríos Pilcomayo y Paraguay. En comparación con otras áreas subtropicales templadas, su fauna de mamíferos es poco diversa.
La Región Oriental cuenta con una gran variedad de aves como el buitre, el chimango, el gavilán, la lechuza, el guacamayo, el pájaro campana, la calandria,y el Pitogüe. Existen varias especies de zorzales, la golondrina, la familia de los picaflores y el martín pescador, entre otros. También tiene mamíferos como el mono aullador, el jaguarete, el puma, el gato montés, el tapir, el jabalí, al hormiguero y los tatúes.
Los peces más comunes son el surubí, el dorado, la corvina, el armado, la raya, el bagre, el pati y la piraña. En el ecosistema acuático se encuentran también reptiles como el caimán, la iguana y el camaleón. Otros reptiles notables de esta región son la serpiente de coral y la ñandurire, que es la víbora más pequeña de todas.
| Flora y fauna de Paraguay            |                                               |                                      |                                        |                                             |                                                 |                              |                                                  |
|                                      |                                               |                                      |                                        |                                             |                                                 |                              |                                                  |
| Pájaro campana (Procnias nudicollis) | Ñandú (Rhea americana)                        | Aguará guazú (Chrysocyon brachyurus) | Flor del mburucuyá (Passiflora edulis) | Tucán toco (Ramphastos toco)                | Cardenal de cresta roja (Paroaria coronata)     | Iguana verde (Iguana iguana) | Tapir (Tapirus terrestris)                       |
|                                      |                                               |                                      |                                        |                                             |                                                 |                              |                                                  |
| Nutria (Myocastor coypus)            | Capuchino corona gris (Sporophila cinnamomea) | Yvyrá-pytá (Peltophorum dubium)      | Yerba mate (Ilex paraguariensis)       | Guacamayo azul (Anodorhynchus hyacinthinus) | Ciervo de los pantanos (Blastocerus dichotomus) | Yacaré negro (Caiman yacare) | Oso hormiguero gigante (Myrmecophaga tridactyla) |

## Economía

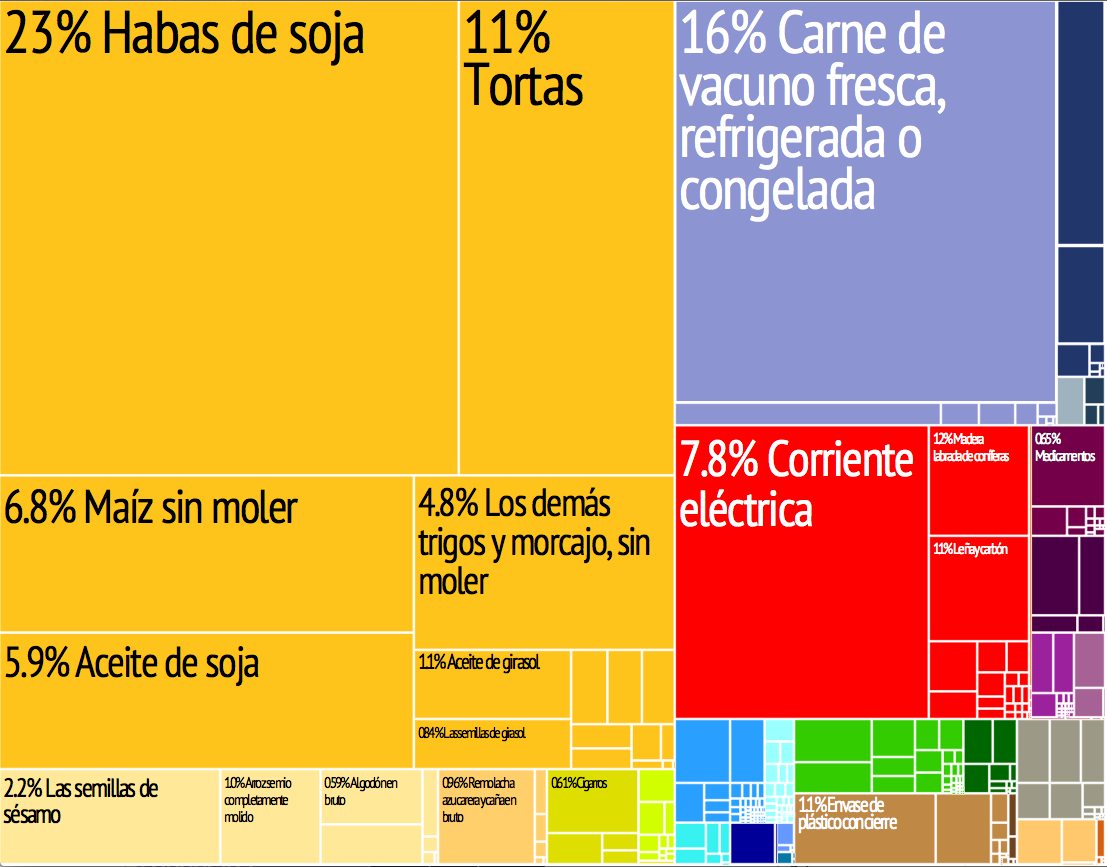
Representación gráfica de los productos de exportación del país en 28 categorías codificadas por color.

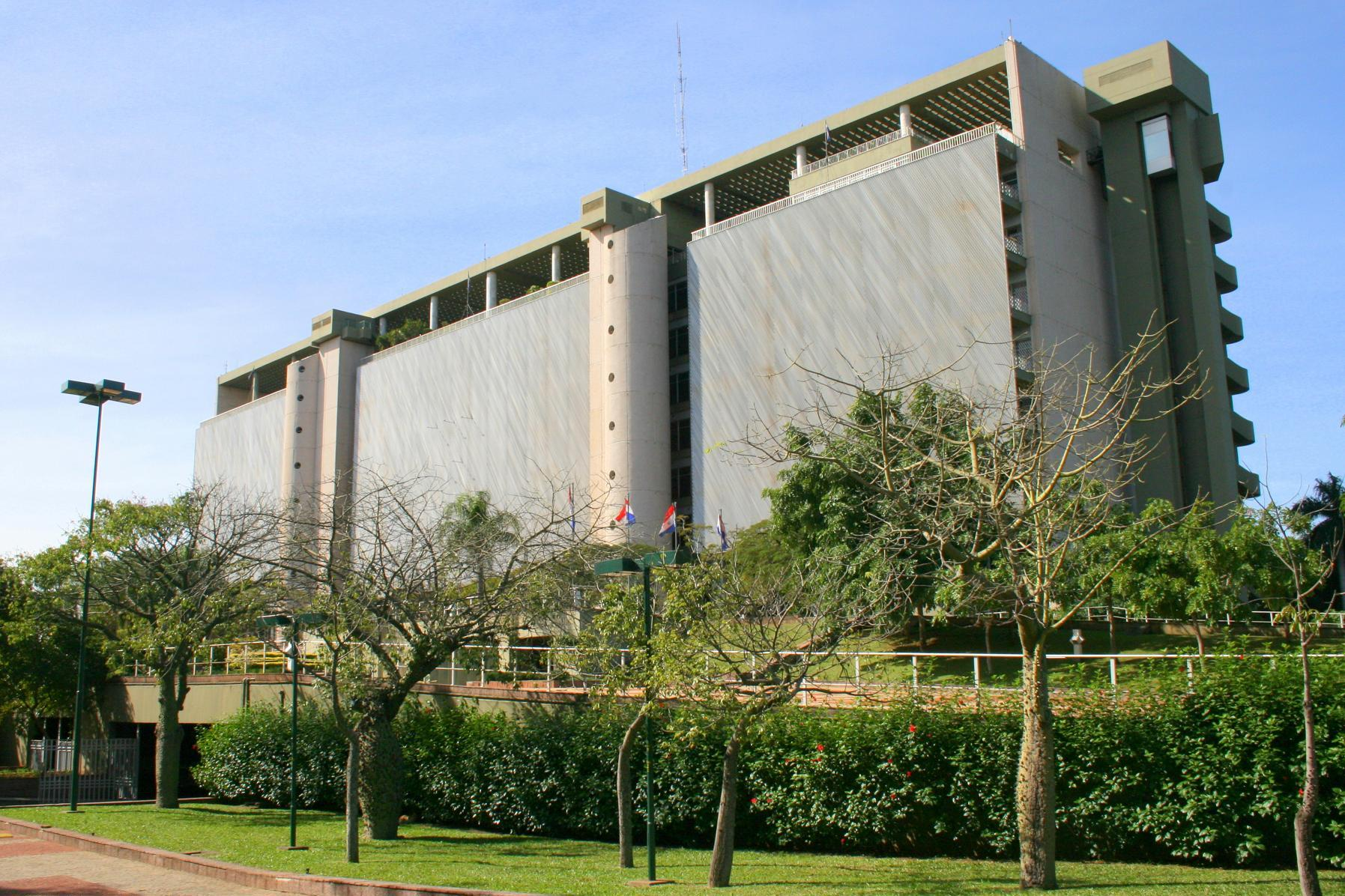
El Banco Central de Paraguay que emite el guaraní, moneda nacional del país.

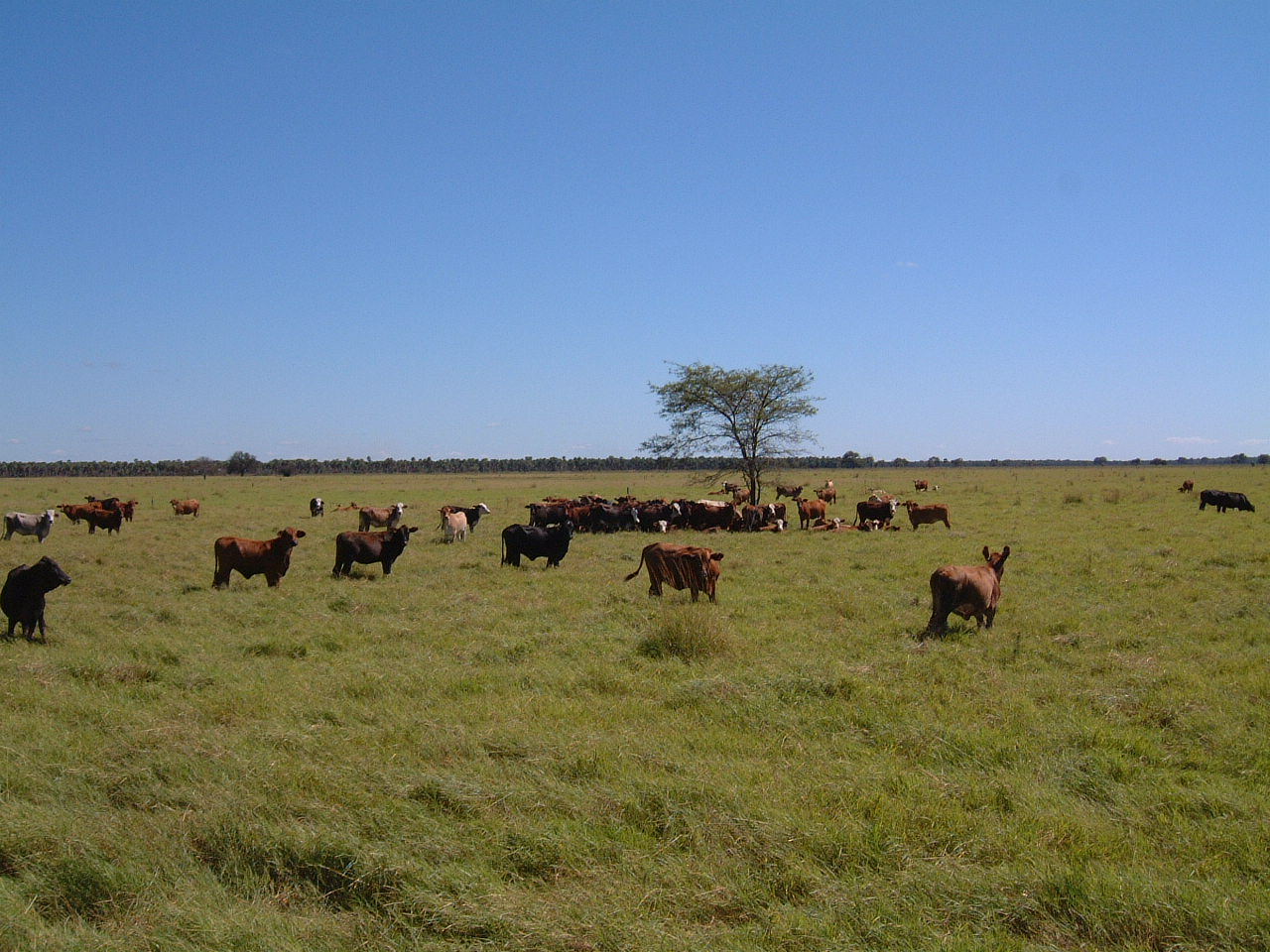
Ganadería en el Chaco.

Paraguay tiene una economía medianamente diversificada. En las últimas cuatro décadas, Paraguay ha tenido el mayor crecimiento de la Sudamérica, con un promedio de 7,2 % de crecimiento anual desde 1970. En 2010 y 2013, Paraguay experimentó la mayor expansión económica de América Latina, con un histórico crecimiento del PIB del 14,5 % y 13,6 % respectivamente. En 2011, el Banco Central de Paraguay presentó la nueva estructura del PIB del país, que incluye la generación de energía eléctrica de las Entidades Binacionales Itaipú y Yacyretá, que en ambos casos pertenecen 50 % al Paraguay. Tras esta incorporación, el valor del PIB aumentó 9 % y llega a los 33 737 millones de dólares, frente a los 27 129 millones alcanzados al cierre de 2010.
Según datos del INE en 2023 la pobreza general afecta al 22,7 % de la población del país ―1.330.000 personas―, mientras la pobreza extrema afecta al 4,9 % del total ―289.000 personas―. Paraguay es la decimoquinta economía de América Latina en términos de PIB Nominal, y la decimotercera en cuanto al PIB a precios de paridad de poder adquisitivo (PPA). Es un país de ingreso medio-alto, y se ubica entre los diez países latinoamericanos con mayor PIB per cápita Nominal y PPA.
A partir de la década de 1990 el país viene desarrollando intensamente los sectores industriales y terciarios. Actualmente, el 11,4 % del PIB corresponde al sector agroganadero, el 33,5 % al sector industrial, el 47,5 % al sector servicios y el 7,6 % a las tasas. Los siete productos de exportación más importantes; la soja y sus derivados (42 % del total de las exportaciones paraguayas) lo que lo convierte en el sexto mayor productor de soja, También figuran el maíz, trigo, sésamo, aceite de girasol y azúcar. Con relación al cultivo de estevia en Paraguay se resalta que hubo una superficie sembrada de 2300 hectáreas con una producción de 3680 toneladas en el año 2014 según estimaciones de la Dirección Nacional de Censos y Estadísticas del Ministerio de Agricultura y Ganadería (citada por Acosta, 2015). Entre los servicios no básicos, los sectores de mayor relevancia en la generación de riqueza son el comercial y el financiero, con una participación aproximada entre ambos del 28 %.
Es el mayor exportador mundial de energía eléctrica, el sexto exportador de soja, el segundo mayor productor de Estevia, el sexto mayor exportador de maíz, el décimo mayor exportador de trigo, el octavo exportador de carne de res en el mundo, tiene la tercera flota fluvial más grande del mundo (2600 barcazas con 200 remolcadores), luego de Estados Unidos y China. Primer exportador mundial de azúcar orgánica, tercer productor y exportador mundial de Yerba Mate (ilex paraguariensis). Asimismo, se presenta como uno de los países con las mayores tasas de crecimiento, donde el punto cumbre lo alcanzó en 2010 con 14,5 %, finalizando tercero a nivel mundial detrás de Catar y Singapur.
La economía de mercado se distingue por un gran sector informal, que presenta la reexportación de bienes de consumo importados a bajo costo de países como China a países vecinos, así como las actividades de miles de microempresas y vendedores ambulantes urbanos. Sin embargo, en los últimos 10 años, la economía paraguaya se diversificó drásticamente, con las industrias de energía, autopartes, construcciones y vestimenta. Un gran porcentaje de la población, especialmente en las zonas rurales, vive de la actividad agrícola, a menudo de subsistencia. Debido a la importancia del sector informal, es difícil obtener medidas económicas precisas. La economía creció rápidamente entre 2003 y 2013 debido a la creciente demanda mundial de productos básicos combinada con precios altos y clima favorable para apoyar la expansión de las exportaciones de productos básicos en Paraguay.
Según el Índice mundial de innovación, a cargo de la Organización Mundial de la Propiedad Intelectual, en 2024, Paraguay se ubicó en lugar 93 en innovación entre 133 países del mundo;mientras que en 2023 ocupó el lugar 97 y el lugar 91 en 2022.

### Comercio
| Exportaciones a | Exportaciones a | Importaciones de | Importaciones de |
| País            | Porcentaje      | País             | Porcentaje       |
| --------------- | --------------- | ---------------- | ---------------- |
| Brasil          | 34.9%           | China            | 28.1%            |
| Argentina       | 24.6%           | Brasil           | 21.9%            |
| Chile           | 8.92%           | Estados Unidos   | 10.4%            |
| Rusia           | 5.63 %          | Argentina        | 8.78 %           |
| Estados Unidos  | 2.07%           | Chile            | 3.68%            |
| Otros           | 23.88 %         | Otros            | 27.14 %          |

En cuanto al comercio exterior, sus principales socios comerciales son los otros miembros del Mercosur, Argentina es donde llega la mayoría de su producción de Soya ya que allá es donde se procesa. Uruguay es importante para su comercio ya que Paraguay usa los puertos uruguayos para exportar. Paraguay tiene mercados importantes como Israel, Europa o Rusia que es a donde exporta sus carnes. el comercio con China está muy limitado ya que Paraguay reconocen diplomáticamente a Taiwán.

### Industria
El sector industrial produce el 33,5 % del PIB de Paraguay y emplea a cerca de 31 % de la fuerza laboral (octubre de 2005).
La producción de cemento, mineral de hierro y acero forma parte del sector industrial de Paraguay. El crecimiento de la industria fue impulsado aún más por la industria maquiladora, con grandes complejos industriales ubicados en la región oriental del país. Paraguay estableció muchos incentivos destinados a atraer industrias al país. Una de ellas es la llamada «ley de la maquila» por la cual las empresas pueden trasladarse a Paraguay, disfrutando de las bajas tasas impositivas.
La industria farmacéutica está sustituyendo a los proveedores extranjeros de drogas en el cumplimiento de las necesidades del país. Las empresas paraguayas reúnen ahora el 70 % del consumo interno y también han comenzado a exportar medicamentos. Un fuerte crecimiento también es evidente en la producción de aceites comestibles, lácteos, prendas de vestir, azúcar orgánica, procesamiento de cárnicos y acero. A más de las grandes industrias productoras de yerba mate, cervezas, tabaco, ron y destiladoras de alcohol.
Paraguay ha sido considerado como un país pobre en recursos minerales. A partir de 2009, esa idea ha ido desechándose como consecuencia del descubrimiento de grandes reservas de uranio y el anuncio en 2010 del descubrimiento de la que sería la mayor reserva de titanio del mundo. Se ha descubierto también oro, níquel, cobalto y cromo.

## Infraestructura

#### Transporte
Luego de 57 años, en el marco de la Resolución N.º 1090/19, y en cumplimiento a la Ley N.º 5552/2016, el Ministerio de Obras Públicas y Comunicaciones presenta la clasificación y recategorización de las rutas nacionales de toda la red vial del Paraguay, ampliando de 12 a 22 rutas nacionales, las cuales recibirían su denominación con las letras PY con su numeración correspondiente. Se espera que esta recategorización se lleve a cabo de forma gradual. Desde el año 1962, la extensión de las rutas nacionales alcanzaban una extensión de 3588 km, y en tanto a partir de este nuevo decreto la extensión de las rutas nacionales alcanzarían los 8762 km, tanto en rutas asfaltadas, enripiadas, empedradas y en algunos casos todavía con caminos de tierra.
En Paraguay, alrededor del 90 % de los 65 000 km de rutas interurbanas son caminos de tierra y ripio, mientras que de los centros urbanos es asfalto y empedrado. El transporte público es el más utilizado a nivel urbano e interurbano. El servicio se presta a través de autobuses (también denominados colectivos) que cubren buena parte del territorio del país. Los buses de larga distancia e internacionales son despachados desde la Terminal de Ómnibus de Asunción que conecta con todos los departamentos de Paraguay y varias ciudades de América del Sur, donde empresas de ómnibus realizan viajes diarios hacia la Argentina, Brasil, Bolivia, Chile, Uruguay y Perú.
Dentro del área metropolitana de Asunción, se encuentra el Aeropuerto Internacional Silvio Pettirossi que tiene vuelos a diferentes ciudades de América. Este es el principal aeropuerto del país, seguido por el Aeropuerto Internacional Guaraní, ubicado en Minga Guazú y que sirve a Ciudad del Este, el cual tiene vuelos directos a Asunción, Buenos Aires y São Paulo.
Por otra parte, la hidrovía Paraná - Paraguay es una estrategia de transporte fluvial a lo largo del sistema hídrico del mismo nombre, desde Brasil hasta Uruguay, pasando por Paraguay.
Paraguay contaba con 1150 km de vías férreas distribuidas en diferentes ramales a lo largo del territorio; todos ellos sin estar vinculados entre sí. El de mayor extensión correspondía al F.C.P.C.A.L. (Ferrocarril Carlos Antonio López) que unía las Ciudades de Asunción con Encarnación; y a su vez posibilitaba la unión con el sistema de ferrocarriles argentinos por medio del puente internacional San Roque González de Santa Cruz. Actualmente el único tramo del ferrocarril que se encuentra en funcionamiento es una línea internacional en la frontera con Argentina, entre Encarnación y Posadas que atraviesa dicho puente.

#### Energía
Paraguay no cuenta con grandes yacimientos de petróleo ni de gas natural. Pese a numerosos intentos de extracción, las reservas halladas serían insuficientes para la explotación comercial. Al no contar con reservas, Paraguay depende totalmente de las importaciones para satisfacer la demanda interna. El estado subsidia la importación y venta del gasoil, mientras que la nafta, el alcohol, el GLP y otros carburantes cuentan con libre importación.
Hasta 1970, toda la energía eléctrica utilizada en el país provenía de usinas termoeléctricas. En 1970, entretanto, fue inaugurada la usina hidroeléctrica de Acaray, a fin de transformar el país en exportador de electricidad a Brasil y a Argentina. La represa del Yguazu fue construida en el año 1977, una presa de acumulación de agua como para ser utilizada en casos de necesidad de suministrar agua a la Represa de Acaray, libera diariamente un volumen promedio de aguas de cien metros cúbicos, con un máximo 200 metros cúbicos, pero en varias horas.
En 1984 comenzó a operar la usina de Itaipú, la segunda represa hidroeléctrica más grande del mundo. Esta usina fue resultado de una cooperación entre Paraguay y Brasil y que hizo de Paraguay uno de los mayores exportadores de energía. La represa cuenta con 20 turbinas y una capacidad instalada de 14 000 MW compartidos en partes iguales entre Paraguay y Brasil. En 2004, Paraguay consumió el 16 % de la energía que le corresponde y el resto la exportó a Brasil.
La otra represa en importancia es Yacyretá, equipada con 20 turbinas y una capacidad instalada de 3100 MW. Paraguay y la Argentina comparten energía generada en Yacyretá aunque casi la totalidad de la energía que le corresponde a Paraguay es exportada a la Argentina.
El 100 % de la energía eléctrica consumida en Paraguay es generada a través de hidroeléctricas, siendo así uno de los países con la energía más limpia del mundo. El país tiene instalada una capacidad eléctrica de 8110 MW, que produce 63 000 000 000 kWh (sesenta y tres mil millones de kilovatios-hora) anuales (según datos de 2016), con un consumo interno de tan solo 15 000 000 000 kWh (quince mil mil millones de kilovatios-hora) anuales, vendiendo el resto de lo no consumido a Argentina, Brasil y Uruguay, convirtiendo a Paraguay en el mayor exportador mundial de energía eléctrica.
La Administración Nacional de Electricidad (ANDE) controla todo el mercado eléctrico incluyendo la generación, distribución y transporte. Opera con 2100 millas de líneas de transporte y 670 millas de líneas de distribución. Más del 92 % del país tiene cobertura eléctrica.

### Medios de comunicación

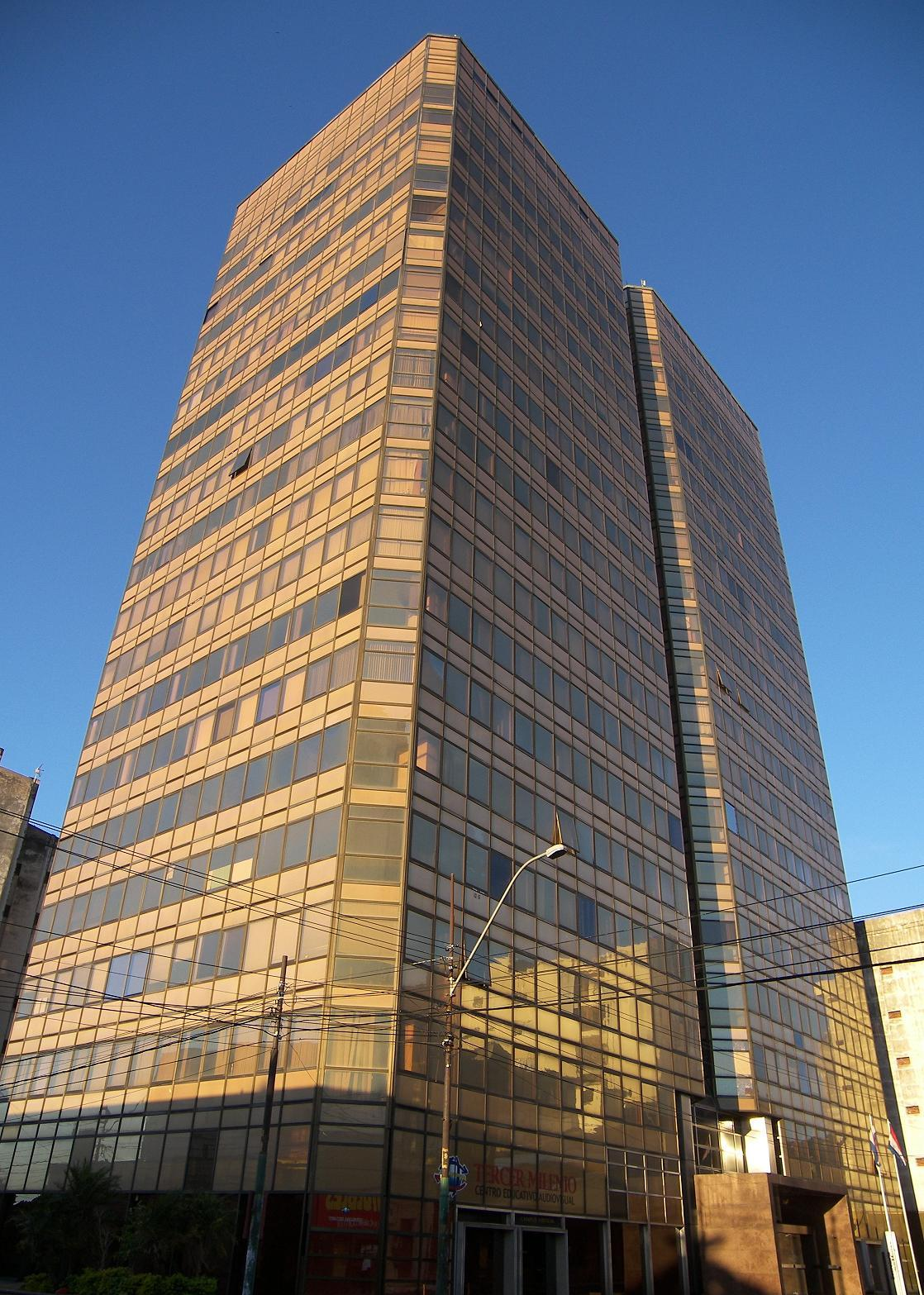
Edificio de la Comisión Nacional de Telecomunicaciones.

En Paraguay la libertad de expresión y la libertad de prensa están amparadas por la Constitución Nacional. Según un estudio realizado en 2009 por la Organización Reporteros sin Fronteras, Paraguay ocupa los mejores puestos en calidad y libertad de prensa, superando incluso a Brasil y ocupando los mismos lugares que Chile, Uruguay, Francia y Estados Unidos.

#### Diarios
Los periódicos nacionales son publicados en Asunción y se distribuyen por todo el territorio nacional, mientras los regionales son publicados en sus respectivos departamentos. Los principales periódicos son: La Nación, ABC Color, Última Hora, Crónica, Popular, Extra y ADN Paraguayo. En total, la circulación de periódicos y revistas alcanzan los 100 ejemplares por cada 1000 habitantes. La mayoría de los diarios más populares del país tienen su sitio web digital.

#### Radio y televisión
Los principales canales de televisión se transmiten tanto por aire como por cable, TDT y en satélite. Se emiten desde la ciudad y el área metropolitana de Asunción, y en menor medida desde el interior. Por el sector público están Paraguay TV y TV Cámara, y desde el sector privado están SNT, RPC, Sur TV, Telefuturo, Unicanal, NPY, Paravisión, Latele, C9N, ABC TV, Tigo Sports, LOBOTV, Canal 5 Días, Canal PRO, HEi, Venus Media, Troplicalia y GEN. La cantidad de suscriptores de TV Paga (videocable, TDT o satelital) ronda los 600 000 suscriptores, la mayoría de Gran Asunción y las demás ciudades principales del interior.
Los medios de comunicación estatales lo conforman Radio Nacional de Paraguay y Paraguay TV cuya programación incluye contenidos de carácter educativo, cultural e informativo.

#### Telefonía e internet
La entidad estatal que actúa como regulador del sistema nacional de telecomunicaciones en la parte administrativa, técnica, de planificación, programación, control, fiscalización y verificación es la Comisión Nacional de Telecomunicaciones (CONATEL).
La mayoría de las líneas de telefonía fija, proveída por la estatal Copaco, y que alcanzan alrededor de 300 000 suscriptores, están instaladas en Asunción, Encarnación, Ciudad del Este y en las principales ciudades del interior. Cada ciudad o zona urbana cuenta con su prefijo telefónico. Por ejemplo el caso de Gran Asunción el prefijo es 021, de Ciudad del Este es 061, de Encarnación es 071, etc.
El servicio de Internet es provisto por numerosas empresas privadas y también por la estatal Copaco. Se provee mediante tecnologías ADSL, WiMAX, 3G, 4G y Cable. La cantidad de usuarios con acceso a Internet en Paraguay ronda el 70 %, y la mayoría de los paraguayos acceden a Internet por medio de los teléfonos celulares.
Paraguay cuenta con cuatro empresas proveedoras de telefonía celular: Telecel S.A. (Tigo), Núcleo S. A. (Personal), América Móvil (Claro) y Hola Paraguay S.A (Vox). Estas empresas contaban en 2018 con 7,4 millones líneas habilitadas en el país. Según un estudio de la International Telecommunication Union (ITU) en 2009, en Paraguay había 928 teléfonos móviles por cada mil habitantes, lo que lo coloca por encima de Colombia (885), Chile (881) y Estados Unidos con 876 celulares por cada mil habitantes. Actualmente la cantidad de líneas supera a la población.

### Ciencia y tecnología
Instituciones públicas:
- Consejo Nacional de Ciencia y Tecnología (Paraguay)
- Agencia Espacial de Paraguay (AEP)
- Instituto Paraguayo de Tecnología Agrícola (IPTA)

Instituciones civiles:
- Instituto de Biotecnología Agrícola (INBIO)
- Centro de Análisis y Difusión de la Economía Paraguaya

## Demografía

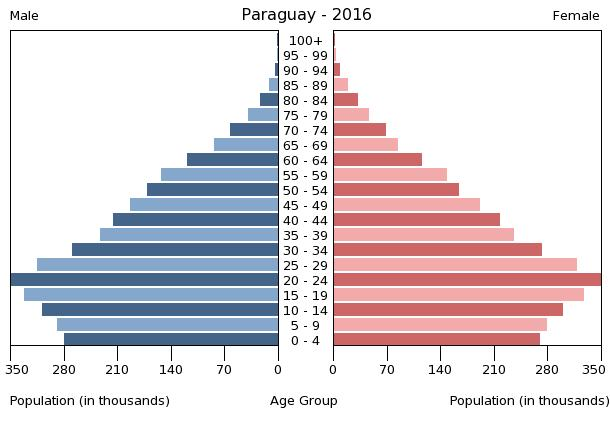
Distribución de la población por sexo y edad de Paraguay (2016); en miles de habitantes.

Según el censo paraguayo de 2022, el país cuenta con 6 109 903 habitantes. La densidad de población es de 15,02 hab/km², la tercera más baja de América después de Bolivia y Canadá. El porcentaje de hombres y mujeres es prácticamente similar, compuesta por un 50,4 % de hombres y 49,6 % de mujeres. La población urbana llega al 69 % del total de habitantes. La edad media del paraguayo es de 29 años, en el que se resalta una gran población juvenil (de 0 a 15 años en primer lugar, y luego de 15 a 29 años).
La distribución de la población paraguaya a lo largo del territorio es muy irregular. La gran mayoría de la gente vive en la Región Oriental: generalmente en ciudades cercanas a la capital nacional, ciudades fronterizas a otros países, o ciudades ubicadas sobre rutas importantes del país. En esta región es donde se asientan las mayores zonas urbanas del Paraguay, como Gran Asunción, Gran Ciudad del Este, Gran Encarnación, Caaguazú, Coronel Oviedo, Pedro Juan Caballero, etc. Por otra parte, en el Chaco o Región Occidental (que abarca cerca del 60 % del territorio paraguayo), predomina la población rural, ya que no hay grandes urbes sino pequeños poblados. La mayoría de su población se ubica al sur del Chaco, y en el Chaco Central, en el que generalmente se asientan los menonitas (menos del 5 % de la población total del país).
La guerra de la Triple Alianza (1864-1870), en la que el Paraguay se enfrentó contra la Triple Alianza (Brasil, Argentina y Uruguay), condujo al Paraguay a un desastre demográfico sin precedentes, al punto de que se estima que la mitad (o más) de la población paraguaya pereció durante la guerra (gran parte de ellos eran hombres adultos jóvenes). Según varios historiadores, Paraguay antes de la guerra alcanzaba el medio millón de habitantes. Tras la guerra, se realizó un censo en que se contabilizaron 116 351 habitantes, de los cuales apenas alrededor del 10 % eran hombres jóvenes adultos. Por ende, el Paraguay se mantuvo prácticamente estancado, tanto demográfica como económicamente, hacia inclusive fines del siglo XIX.

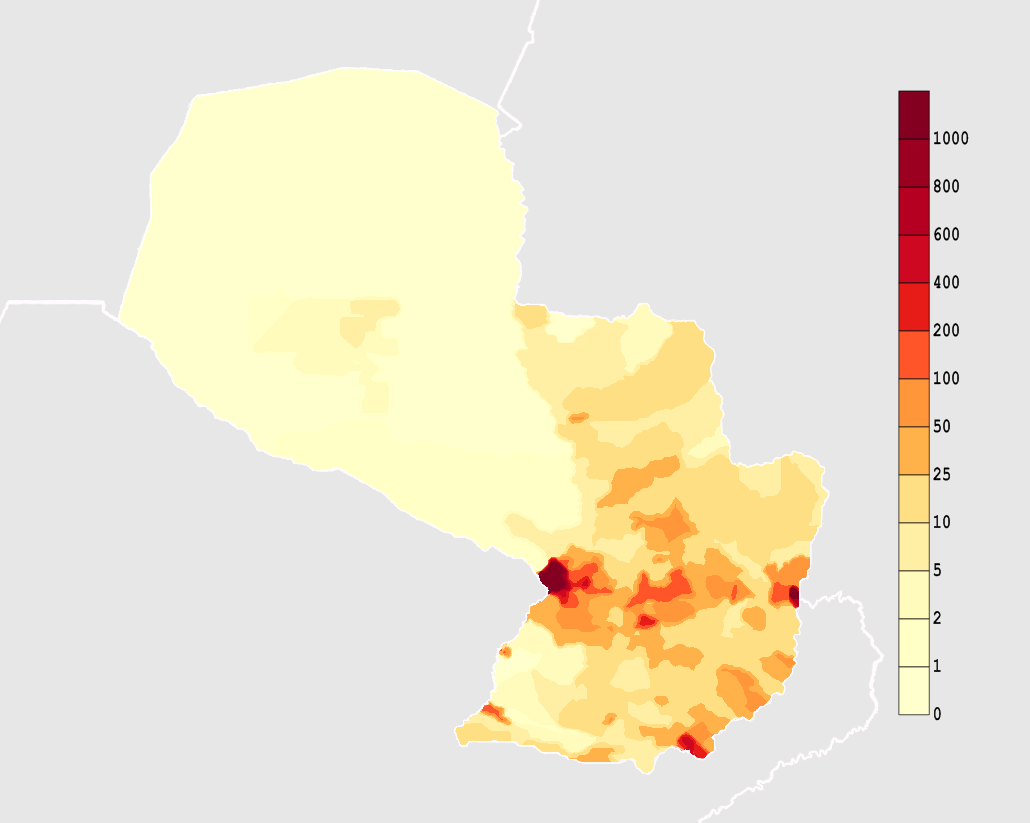
Distribución de la población por zonas de Paraguay (por km²).

Recién iniciado el siglo XX, durante los primeros años, Paraguay alcanzó la población que tenía antes de la Guerra, y fue aumentando progresivamente, aunque de forma modesta a comparación de los países vecinos. Un punto importante en la recuperación de la población paraguaya, además de la inmigración europea y de vecinos al Paraguay, fue la alta tasa de natalidad de la población. Este efecto en países marcados por guerras devastadoras es conocido como baby boom. Hasta el día de hoy, Paraguay conserva una estructura de población mayoritariamente joven.
Sin embargo, últimamente la población adulta mayor de 65 años ha aumentado a la par que la población juvenil ha descendido, tendencia que se ve actualmente en los países del primer mundo, debido al descenso de natalidad y a las mejoras en la calidad de vida.

### Composición étnica

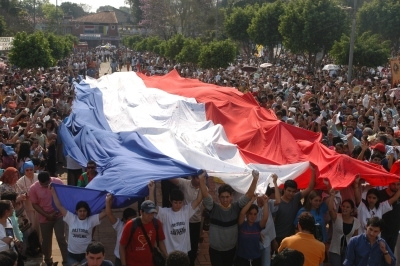
La mayoría de los paraguayos son mestizos (mezcla indígena-europea). Los blancos son la segunda etnia más numerosa, con cerca de un tercio de la población.

No existe ningún dato oficial sobre la composición étnica del pueblo paraguayo, debido a que el Instituto Nacional de Estadística del Paraguay no incluye los conceptos raza o etnia en las encuestas de censo. Sin embargo, si cuenta con estadísticas sobre la población indígena del país.
La mayoría de los paraguayos se autodenomima como «mestizo» (mezcla europea-española e indígena-guaraní); mientras que entre el 20 y el 30% de los paraguayos son caucásicos (blanco). En Paraguay la definición de blanco obedece más a un rubro cultural que biológico o físico, ya que la mayoría de la población domina el idioma guaraní, por lo que gran cantidad de personas biológicamente blancas se consideran mestizas en exaltación al pasado guaraní de su país, lo que deriva que fuentes internas afirmen que el porcentaje de mestizos es 95 %. Según el Latinobarómetro de 2011 los caucásicos paraguayos representan el 30 % de la población, mientras que según Francisco Lizcano ronda el 20 %.
La población paraguaya es el resultado de una mezcla heterogénea: mestizos, criollos, inmigrantes españoles, italianos, alemanes, indígenas de ascendencia guaraní e indígenas pámpidos, etc. Luego de la guerra de la Triple Alianza (1864-1870), en el cual la población paraguaya original fue prácticamente exterminada, se repobló el país con la ayuda de inmigrantes, sobre todo de países europeos y vecinos; que no fueron muchos, pero sí importantes debido al pequeño número de habitantes del país de la época. Debido a esto, según estudios, el individuo paraguayo promedio actual es genéticamente: 55,0 % europeo; 38,0 % amerindio; 8,0 % africano (Fuerst et al, 2016).
La llegada de europeos al Paraguay en el último siglo, principalmente de varones; provocó un aumento del fondo autosómico europeo, simultáneamente con una disminución del nativo americano. La baja ascendencia africana es consistente con datos históricos que registraron la llegada de un número restringido de africanos a Paraguay durante la trata transatlántica de esclavos en comparación con las regiones circundantes.
Últimamente, resalta la inmigración de asiáticos (coreanos, taiwaneses, japoneses), y árabes (sirio-libaneses) al país, además de los países vecinos. En el sur del país, especialmente en el departamento de Itapúa; existe una gran población de inmigrantes y descendientes de eslavos, principalmente ucranianos, rusos y polacos. En la región central del Chaco, se asienta la mayor parte de la comunidad menonita.
Por otra parte, la población indígena de Paraguay es de 140 206 personas (2,3 % de la población) según el censo 2022. Así como también tiene el menor porcentaje de afrodescendientes, conocido como afroparaguayos o kambás —en guaraní— (8013 personas censadas).

### Pueblos autóctonos

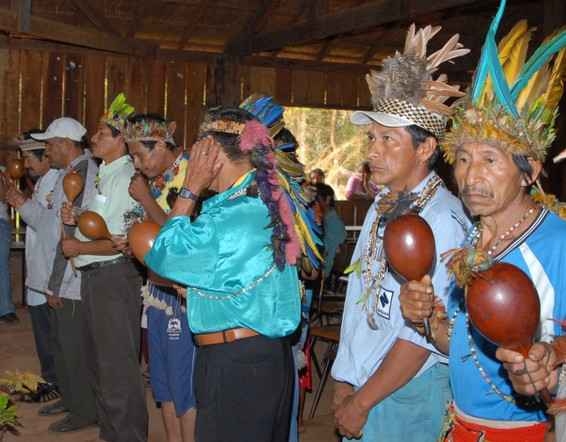
Indígenas guaraníes.

Durante la época virreinal los indígenas constituían cerca del 60 % de la población alrededor del año 1760. En aquellos tiempos, la mayoría vivían en las llamadas misiones guaraníticas, reducciones creadas por la Compañía de Jesús para evangelizar a los nativos. Sin embargo, en 1767 los jesuitas fueron expulsados del Imperio por Carlos III, por lo que los indígenas tuvieron que dispersarse y fueron asimilados por el resto de la población. Con las constantes guerras, muertes por enfermedades, hambrunas y mestizaciones, se produciría la reducción de su población original con el paso de los años.
Según el censo indígena del año 2022, existen 853 comunidades o aldeas habitadas por 19 pueblos indígenas distribuidas por catorce departamentos y la capital del país, agrupadas principalmente en cinco familias lingüísticas (Guaraní, Lengua Maskoy, Mataco Mataguayo, Guaicurú, y Zamuco).
En 2022 fueron censados 140 206 indígenas, que corresponden al 2,3 % de la población paraguaya, menor que la mayoría de otros países latinoamericanos, pero superior a los anteriores censos paraguayos. El grupo lingüístico más numeroso corresponde a la familia guaraní, con 73 607 miembros, seguido por la familia mascoyana (30 208), la mataco mataguayo (20 403), la zamuco (4 733), la guaicurú (2 182) y otras minorías lingüísticas (6 374). En total existen 19 pueblos amerindios oficialmente reconocidos: los mbyás (27 835), los ava guaraníes (22 235), los nivaclés (17 845), los paí tavyterás (15 609), los enlhet norte (9 222), los enxet sur (8 070), los angaités (6 909), los sanapanás (3 470), los guaraníes ñandévas (3 133), los achés (2 596), los ayoreos (2 394), los guaraníes occidentales (2 199), los qom (2 182), los makás (2 129), los ybytosos (2 126), los toba mascoy (2 025), los guanás (512), los manjuis (429) y los tomárahos (213).

### Migración

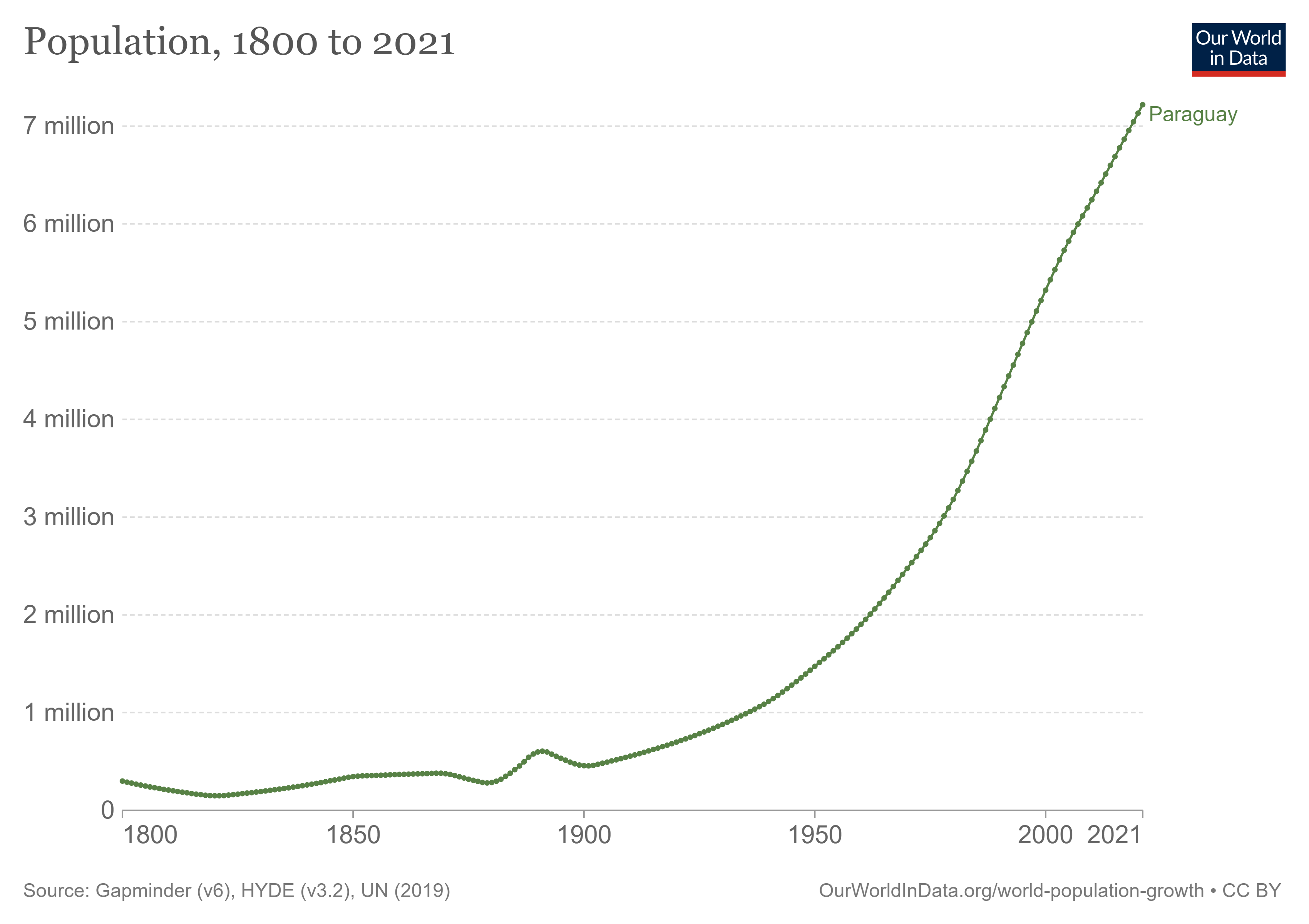
Evolución de la población de Paraguay, datos de la Our World In Data (2022).

Paraguay, debido a su condición mediterránea y lejanía con el océano, nunca había sido un país receptor de inmigrantes, en comparación con sus vecinos, como Argentina o Brasil. La mayoría de la población paraguaya era autóctona, es decir, la mayoría eran indígenas y mestizos, y solamente una minoría era blanca o criolla.
Durante el siglo XX, Paraguay empezó a recibir numerosa cantidad de inmigrantes, sobre todo europeos que se fugaban de las guerras ocurridas en Europa en aquella época, buscando mejores condiciones de vida y paz, facilitado en ocasiones por el Estado, época en que se buscaba repoblar al país luego de la guerra de la Triple Alianza. Varios grupos de inmigrantes que se instalaron en Paraguay fueron los españoles, alemanes (algunos de los cuales son menonitas), italianos, franceses, polacos, ucranianos, entre otros.
Con la construcción de la represa de Itaipú, el país vivió un acelerado crecimiento económico durante la década de 1970, que provocó una masiva migración hacia la Región Oriental. Esta migración interna vino acompañada de migración externa proveniente principalmente de Brasil, y una considerable proporción de Corea del Sur y Oriente Medio (en su mayoría sirios libaneses y taiwaneses). El país detuvo su alta tasa de emigración para estabilizarse y obtuvo por primera vez en el siglo XX una tasa migratoria positiva.
La creciente inestabilidad política y una economía estancada hacia mediados de la década de 1980, aceleró la emigración temporal a Argentina, revirtiendo así el saldo migratorio. Así mismo, a principios de la década del 2000, aumentaron los casos de emigración a España y Estados Unidos, a donde se dirigían el 7 % del total de emigrados por año. Actualmente, el saldo migratorio se mantiene en neutro (alrededor del 0 %), compensándose la emigración de paraguayos al exterior con la llegada de extranjeros al Paraguay.
El Instituto Nacional de Estadística (INE) recibió durante todo el año 2011 (y hasta el mes de febrero de 2012) 100 000 solicitudes de radicación de europeos. De esa cantidad, hasta enero último de 2012, se registraron residencias de 16 000 polacos, 15 200 alemanes, 5140 españoles, 3000 italianos y 2200 franceses. A esos datos deben agregarse la llegada de 5700 ciudadanos norteamericanos, 9200 inmigrantes japoneses y 23 000 surcoreanos.
Según fuente oficial (INE-2002), la población extranjera en el Paraguay era del 3,4 %. En aquel entonces la población extranjera ascendía a 173 176 hab; siendo 81 592 hab. del Brasil, 63 153 hab. de la Argentina, 27 679 de otros países y un 752 no informado. Según la Dirección del Gabinete de Migraciones (2018) refiere que los extranjeros registrados viviendo en Paraguay ascienden a poco más de 400 000 habitantes aproximadamente. Prácticamente la mitad de ellos son de nacionalidad brasileña (unos 200 000 hab) -muchos de ellos sin radicación-, seguidos de argentinos (60 000 hab), coreanos (20 000 hab), taiwaneses (15 000 hab), e importantes minorías de sirio-libaneses, japoneses, menonitas, chilenos, uruguayos, colombianos, bolivianos, etc. El registro de extranjeros es difícil de precisar debido a que muchos cuentan con doble nacionalidad.
Por otra parte, Paraguay tiene uno de los mayores niveles de emigración de la región. Se estima que alrededor de un millón de paraguayos residen en el exterior. Los principales destinos de los emigrantes paraguayos son: Argentina (550 000 residentes paraguayos), España (80 000), Brasil (30 000), Estados Unidos (30 000), y pequeñas minorías en Chile, Japón, etc.

### Urbanización
Paraguay siempre se ha caracterizado por ser un país mayoritariamente rural durante gran parte de su existencia. Sin embargo, la población urbana superó a la rural por primera vez hacia finales del siglo XX, según datos del censo del año 1992.
Sin embargo, la urbanización no es igual en todo el país: por ejemplo Asunción (100% urbanizado), Central (87% urbanizado), se contraponen con otros departamentos como Caazapá, que apenas está urbanizado un 21% de su población total. Solamente seis de los diecisiete departamentos son mayormente urbanizados, en el que su población urbanizada supera el 50%.
El 69 % de los paraguayos vive en zonas urbanas (ciudades o distritos). Actualmente hay 11 ciudades con más de 100 000 habitantes; tales como Asunción, con 462 241 habitantes, seguida de Ciudad del Este (325 819 habitantes), Luque (259 705 habitantes), Capiatá (236 999 habitantes), San Lorenzo (225 395 habitantes), Limpio (139 652 habitantes), Pedro Juan Caballero (127 437 habitantes), Lambaré (127 150 habitantes), Ñemby (116 383 habitantes), Fernando de la Mora (110 255 habitantes), y Encarnación (106 842 habitantes).
En total, la población de Asunción, sumada a su área metropolitana, dan una población de más de 2 millones de habitantes, lo que la hace una de las mayores zonas urbanas de Sudamérica.

### Salud

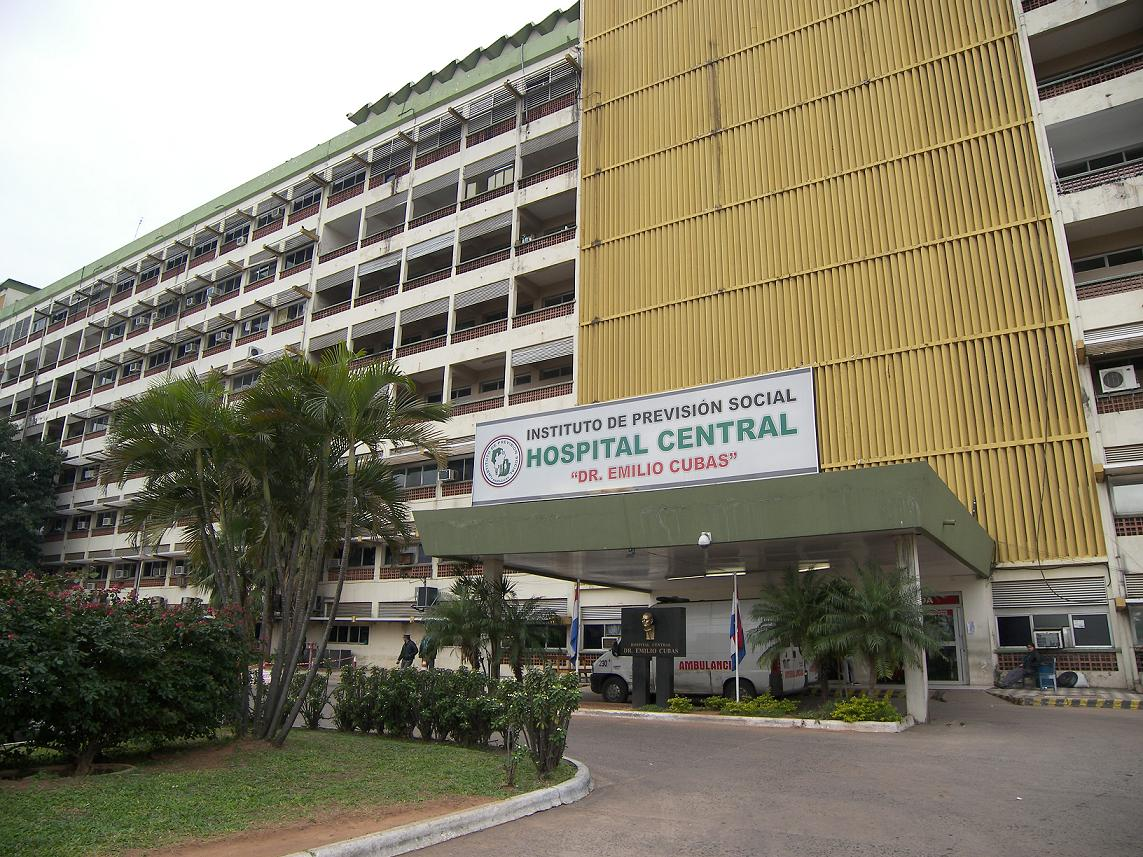
Hospital Central Dr. Emilio Cubas, del IPS.

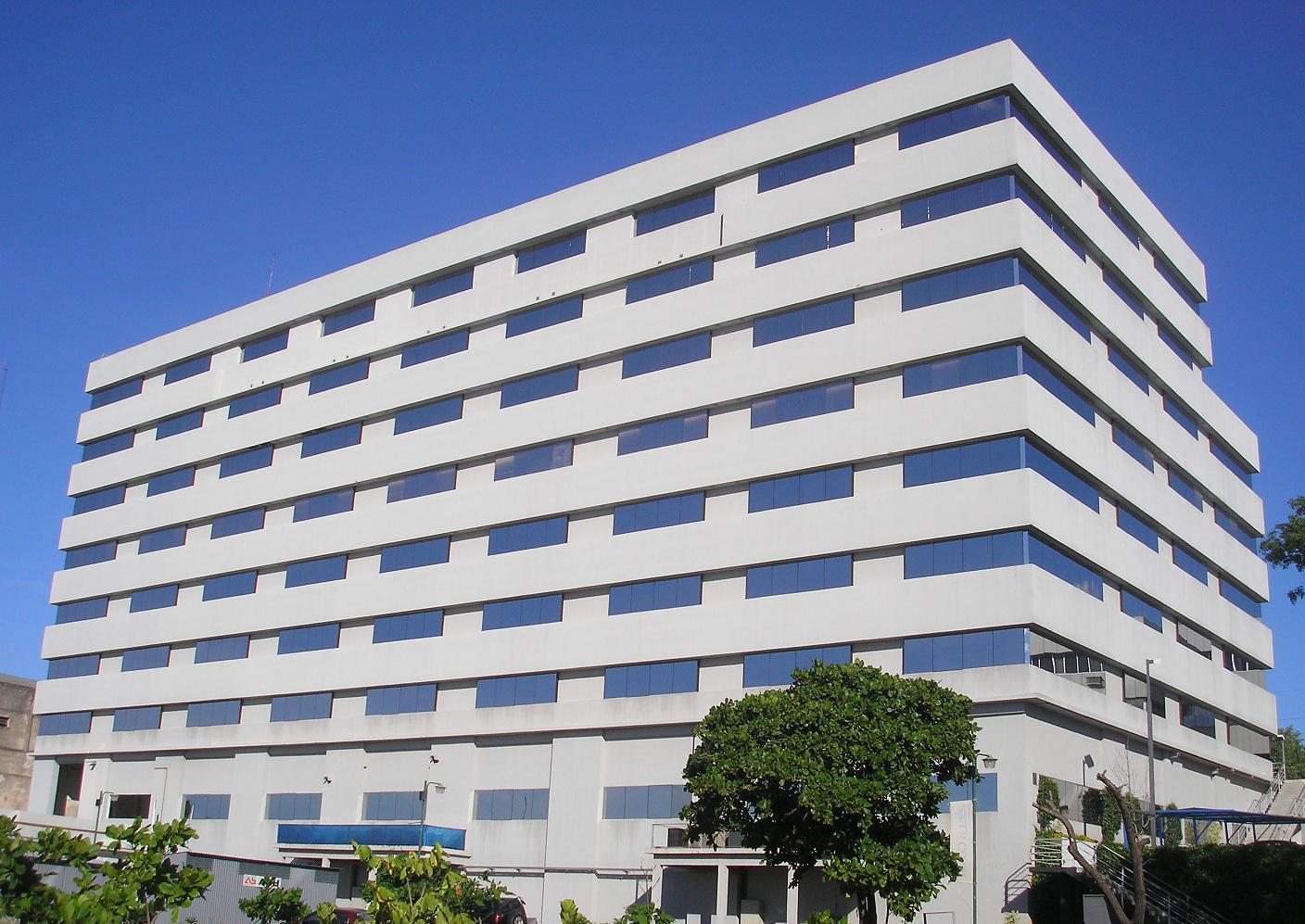
Centro Médico La Costa Asunción.

Un aumento de la esperanza de vida se ha registrado en años recientes debido a la caída acentuada de la mortalidad infantil, al igual que al aumento de la cantidad de mayores con más de 80 años de edad. En 2007, la cantidad de mayores de 85 años representaban el 17 % del total de muertes en 2007, contra 14 % de 2000. La mortalidad infantil es de 23 por cada 1000 nacimientos, habiéndose reducido 29 % desde el año 1990 a 2008. La esperanza de vida para los hombres es de 72 años, mientras que para las mujeres es de 78 años. Según la Organización Mundial de la Salud (OMS), en 2009, Paraguay tenía una esperanza de vida promedio de 75 años, ubicando al país en el quinto lugar en América Latina.
Las principales causas de muerte de los paraguayos son las enfermedades cardíacas, respiratorias (neumonía y tuberculosis), las enfermedades parasitarias y el cáncer.
En 2008, el gobierno dispuso la gratuidad universal de los servicios de salud pública. El Ministerio de Salud cuenta con 12 hospitales especializados, 15 hospitales regionales, 137 centros de salud y 477 puestos de salud. El IPS (Instituto de Previsión Social) mantiene un hospital central, 7 hospitales regionales, 22 centros de salud y 70 puestos de salud. La sanidad militar tiene un hospital central, 3 hospitales divisionales, 35 centros de salud y 26 enfermerías. La Sanidad Policial tiene 1 hospital central y 22 enfermerías. La Universidad Nacional de Asunción mantiene el Hospital de Clínicas y el Hospital Neurospiquiátrico. La Universidad Católica mantiene dos hospitales, uno en Asunción y el otro en Villarrica.
Existen aproximadamente 10 200 camas entre el sector público y privado en el país, la mitad de ellas se encuentra en la Gran Asunción. La cantidad de médicos es de ocho a diez médicos por cada 10 000 habitantes, cuando la OMS recomienda uno por cada 1000 como ideal. El principal problema es la mala distribución de los galenos a nivel nacional, ya que estos se concentran en las principales áreas metropolitanas.
Durante la Pandemia de COVID-19, Paraguay prácticamente duplicó las camas de terapia intensiva (UTI) en su sistema de salud pública, pasando de 306 camas UTI para marzo de 2020, a 764 camas UTI para junio de 2021, sin incluir las más de 200 camas UTI del sector privado.

### Educación

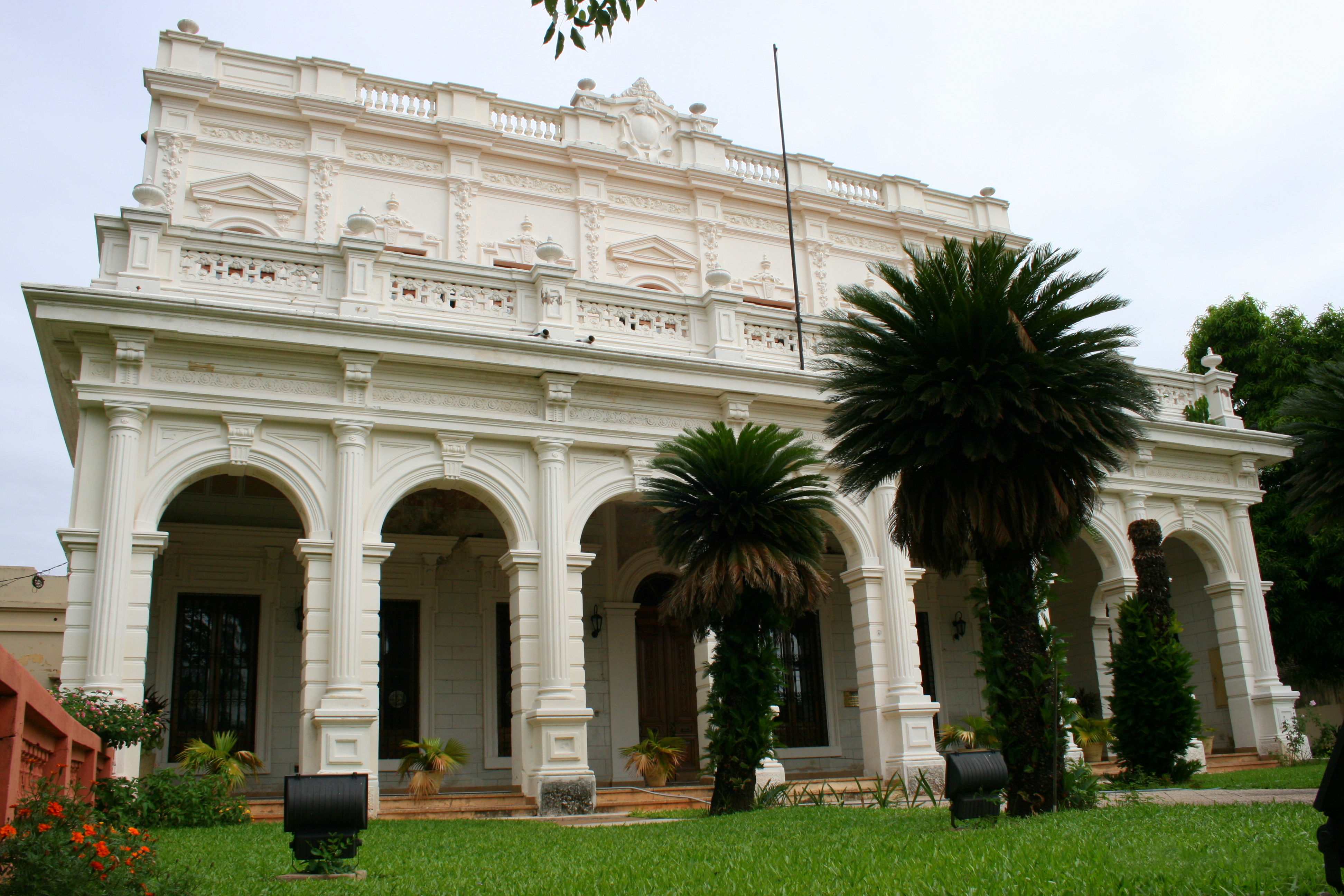
Rectorado de la Universidad Nacional de Asunción sobre la avenida España en Asunción.

El sistema educativo de Paraguay se compone de cuatro niveles: inicial, primaria, secundaria y superior. En Paraguay es obligatoria la educación primaria que requiere de nueve años. La educación secundaria, por su parte, requiere de tres años. Existen 8295 escuelas básicas: 7104 públicas, 590 subvencionadas y 601 privadas (datos de 2008). En cuanto a las escuelas públicas, el Ministerio de Educación (MEC) habilitó 300 en los últimos cinco años, la mayoría en zonas rurales. Con aproximadamente 1 750 000 alumnos en los tres niveles educacionales (primario, secundario y terciario), la tasa bruta de matrícula alcanzó 76 % en 2007, haciendo que el Índice de Desarrollo Humano educacional alcanzara el índice de 0,884.
El gasto del PIB para el área de educación es del 4,3 %, uno de los más bajos de Latinoamérica. La tasa de alfabetización es del 96%. El alfabetismo en Paraguay es curioso, pues se aprende a leer y escribir en castellano en las escuelas, pero la mayoría se expresa mejor en guaraní, al ser el idioma materno.
En Paraguay funcionan 53 universidades (8 nacionales y 45 privadas). Las más grandes son la Universidad Nacional de Asunción, la Universidad Autónoma de Asunción y la Universidad Católica Nuestra Señora de la Asunción.
Según datos del censo de 2002, el 5 % de la población no cuenta con ningún tipo de instrucción y es prácticamente analfabeta. Por otra parte, la mayoría de la población paraguaya solo cuenta con hasta el sexto grado de escolar básica aprobado (50,6 %), evidenciando el bajo nivel educativo del país. Mientras que aquellos que han culminado el colegio o son universitarios, apenas llegan al 9,8 % de la población.
Según el ranking: Webometrics Ranking of World Universities de 2022 elaborado por el Consejo Superior de Investigaciones Científicas español (CSIC) que mide el impacto de las investigaciones científicas de las distintas universidades del mundo; a julio de 2022 las diez universidades Paraguayas que evidencian un mejor desempeño en el mundo académico son las siguientes:
| Clasificación Nacional | Clasificación Mundial | Universidad                                        | Logo | Web Oficial             | Sede            |
| ---------------------- | --------------------- | -------------------------------------------------- | ---- | ----------------------- | --------------- |
| 1                      | 3583                  | Universidad Nacional de Asunción                   |      | una.py/Estatal          | San Lorenzo     |
| 2                      | 5975                  | Universidad Católica Nuestra Señora de la Asunción |      | uc.edu.py/Privada       | Asunción        |
| 3                      | 6771                  | Universidad del Norte                              |      | uninorte.edu.py/Privada | Asunción        |
| 4                      | 7705                  | Universidad Politécnica y Artística del Paraguay   |      | upap/Privada            | Asunción        |
| 5                      | 10819                 | Universidad Nacional del Este                      |      | une.py/Estatal          | Ciudad del Este |
| 6                      | 11223                 | Universidad Autónoma de Encarnación (UNAE)         |      | unae/Privada            | Encarnación     |
| 7                      | 11846                 | Universidad Nacional de Caaguazú                   |      | unca.py/Estatal         | Coronel Oviedo  |
| 8                      | 12047                 | Universidad Autónoma de Asunción                   |      | uaa/Privada             | Asunción        |
| 9                      | 12717                 | Universidad Autónoma del Paraguay                  |      | uap/Privada             | Asunción        |
| 10                     | 13188                 | Universidad Nacional de Itapúa                     |      | uni.py/Estatal          | Encarnación     |

### Idioma
| Idioma más hablado en el hogar (INE 2022) | Idioma más hablado en el hogar (INE 2022) | Idioma más hablado en el hogar (INE 2022) | Idioma más hablado en el hogar (INE 2022) | Idioma más hablado en el hogar (INE 2022) |
| ----------------------------------------- | ----------------------------------------- | ----------------------------------------- | ----------------------------------------- | ----------------------------------------- |
| Idioma                                    | Idioma                                    |                                           | Porcentaje                                | Porcentaje                                |
| Español y Guaraní                         | Español y Guaraní                         |                                           | 34,3%                                     | 34,3%                                     |
| Guaraní                                   | Guaraní                                   |                                           | 32,6%                                     | 32,6%                                     |
| Español                                   | Español                                   |                                           | 30,4%                                     | 30,4%                                     |
| Otros                                     | Otros                                     |                                           | 2,7%                                      | 2,7%                                      |

El Paraguay es una nación predominantemente bilingüe, pues la mayoría de la población utiliza el idioma español y el idioma guaraní. La Constitución paraguaya de 1992 lo declara como un país pluricultural y bilingüe, estableciéndose como idiomas oficiales el castellano y guaraní.
Según datos de la Encuesta Permanente de Hogares Continua (EPHC) 2024, el 38,7% de la población paraguaya de 5 años y más (equivalente a 2.106.168 personas) habla Guaraní y Castellano en su hogar. Por su parte, el 30% (1.636.287 personas) se comunica mayormente en Guaraní, mientras que el 28,5% (1.554.939 personas) utiliza el Castellano. Además, un 2,4% de la población (129.765 personas) emplea otro idioma como principal (inglés, portugués,  francés,  alemán, japonés,  coreano, árabe,  polaco, ruso, ucraniano e idioma indígena).
Los departamentos donde más se habla el idioma guaraní en el hogar, según datos del EPH 2017, son: San Pedro (78,87 %), Caazapá (77,39 %) y Concepción (71,34 %); mientras donde menos se habla guaraní son: Asunción (8,95 %), Central (15,9 %) y Alto Paraná (37,75 %). En estos últimos departamentos predomina el castellano.
Según el Informe 2020 «El Español: Una lengua viva» del Instituto Cervantes, en Paraguay el 67,3 % de la población, tiene un buen dominio del idioma español. El restante 32,7 % pertenece al Grupo de Competencia Limitada, que tiene un escaso dominio del idioma castellano; pues la mayoría de ellos se refiere a los guaraní-hablantes y tienen al español como segunda lengua.
A pesar del rango oficial del idioma guaraní en el país y a pesar del alto número de guaraní-hablantes, el idioma castellano sigue siendo mayormente utilizado en cuestiones gubernamentales, en documentos oficiales, procesos judiciales, procesos administrativos, profesionales, en los negocios, en los medios de comunicación y en la educación —las clases se imparten principalmente en español—, por lo que el guaraní se relega a utilizar en un entorno más coloquial, de uso entre familiares y amigos. Debido a esto, se habla que existe Diglosia y no bilingüismo puro.
Entre los bilingües suele haber preferencia por el guaraní en situaciones íntimas (o de confianza), personales y familiares. El guaraní se utiliza más en las zonas rurales que en las urbanas. Por otra parte, en Asunción y otras ciudades grandes, se habla más español y yopará (español mezclado con guaraní).

### Religión

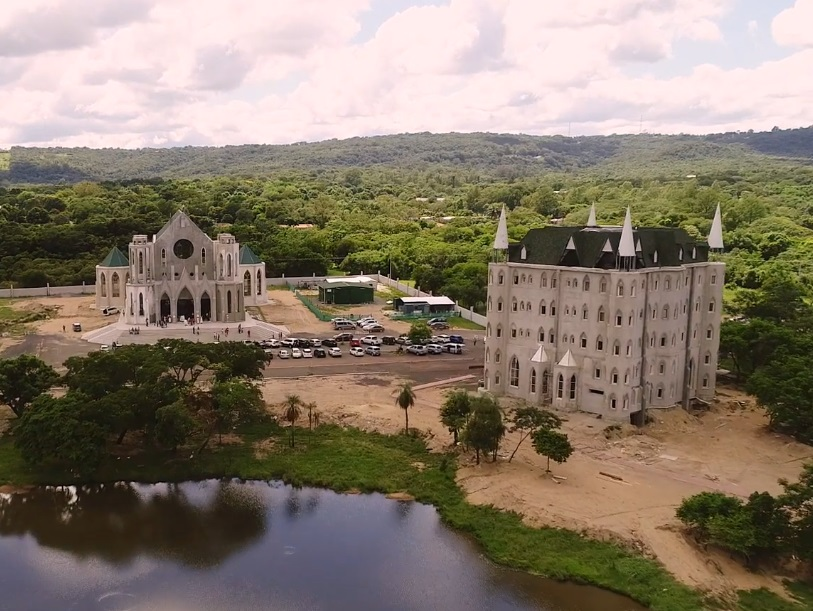
Iglesia de los Heraldos en Ypacaraí, construida bajo el estilo neogótico.

Según el censo de 2002, el 90,0 % de la población es católica y el 7,3 % es protestante (6,2 % evangélica, 1,1 % otras cristianas). La religión católica es predominante debido en gran medida, al proceso de evangelización llevado a cabo por los misioneros a los indígenas y demás habitantes del país durante los siglos XVI, XVII y principios del XVIII.
También están presentes las religiones indígenas, los testigos de Jehová, la Iglesia de Jesucristo de los Santos de los Últimos Días, judíos, musulmanes, budistas, y miembros del Bahaísmo. Entre los grupos protestantes la iglesia de la unificación es criticada pero también entre los más reconocidos se destacan: los evangélicos pentecostales, principalmente los del Centro Familiar de Adoración, una iglesia que cuenta con más de 20 000 personas y más de 100 templos, y la Congregación Cristiana en Paraguay que tiene cerca de 300 iglesias. Otros destacados son los menonitas, que principalmente se asientan en el Chaco y algunos expertos lo relacionan con la separación de la Iglesia y Estado, de la Constitución Nacional de 1992 que establece al Estado paraguayo como aconfesional.
La mayor manifestación religiosa en Paraguay tiene lugar entre el 28 de noviembre al 8 de diciembre, día de la Virgen de Caacupé, cuando miles de paraguayos van a venerarla a su basílica. También se realizan peregrinaciones a la Virgen de Itacua. El Viernes Santo, en la ciudad de San Ignacio Guasu, se realiza la procesión de Tañarandy, en el cual se rememora la Pasión de Cristo con miles de candiles y velas que iluminan la noche de fe.

## Cultura
El Paraguay tiene la particularidad de ser una de las pocas naciones oficialmente bilingüe, y de mantener un idioma nativo (como lo es el guaraní), en un buen estado, pues pasa de generación en generación sin la pérdida del mismo. En el país se tiene una población mayoritariamente mestiza (cerca del 75 %) y relativamente homogénea y autónoma (en la apariencia y la cultura); ya que, a pesar de que el uso del idioma guaraní predomina en gran parte de la población paraguaya, la gente no aparenta, ni se viste ni se comporta como indígena. Los términos mestizo y ladino no se utilizan en el español de Paraguay, y no existen en este país conceptos de mestizaje cultural o racial, a diferencia de otros países americanos.
Los paraguayos tienen varias costumbres muy notables como la sopa paraguaya, el único país con «sopa sólida», la bebida nacional (el tereré): por las calles y avenidas de las ciudades se encuentran los yuyeros o vendedores de plantas refrescantes, buenas para la digestión, que ayuda a aplacar la sed del caluroso clima paraguayo. La sociedad paraguaya es una de las más conservadoras de la región, a la vez que es una de las más creyentes (prácticamente el 98 % de la población es cristiana, de los cuales un 89 % es católica y el resto protestante).
Las Misiones jesuíticas guaraníes tuvieron relevancia en el acercamiento del nativo y mestizo local a las manifestaciones culturales europeas, las cuales adoptó y adecuó a su manera de sentir; así como también el propio fenómeno del mestizaje, donde en el núcleo familiar compuesto por madre aborigen y padre europeo era permitido cultivar elementos de ambas culturas.

### Música

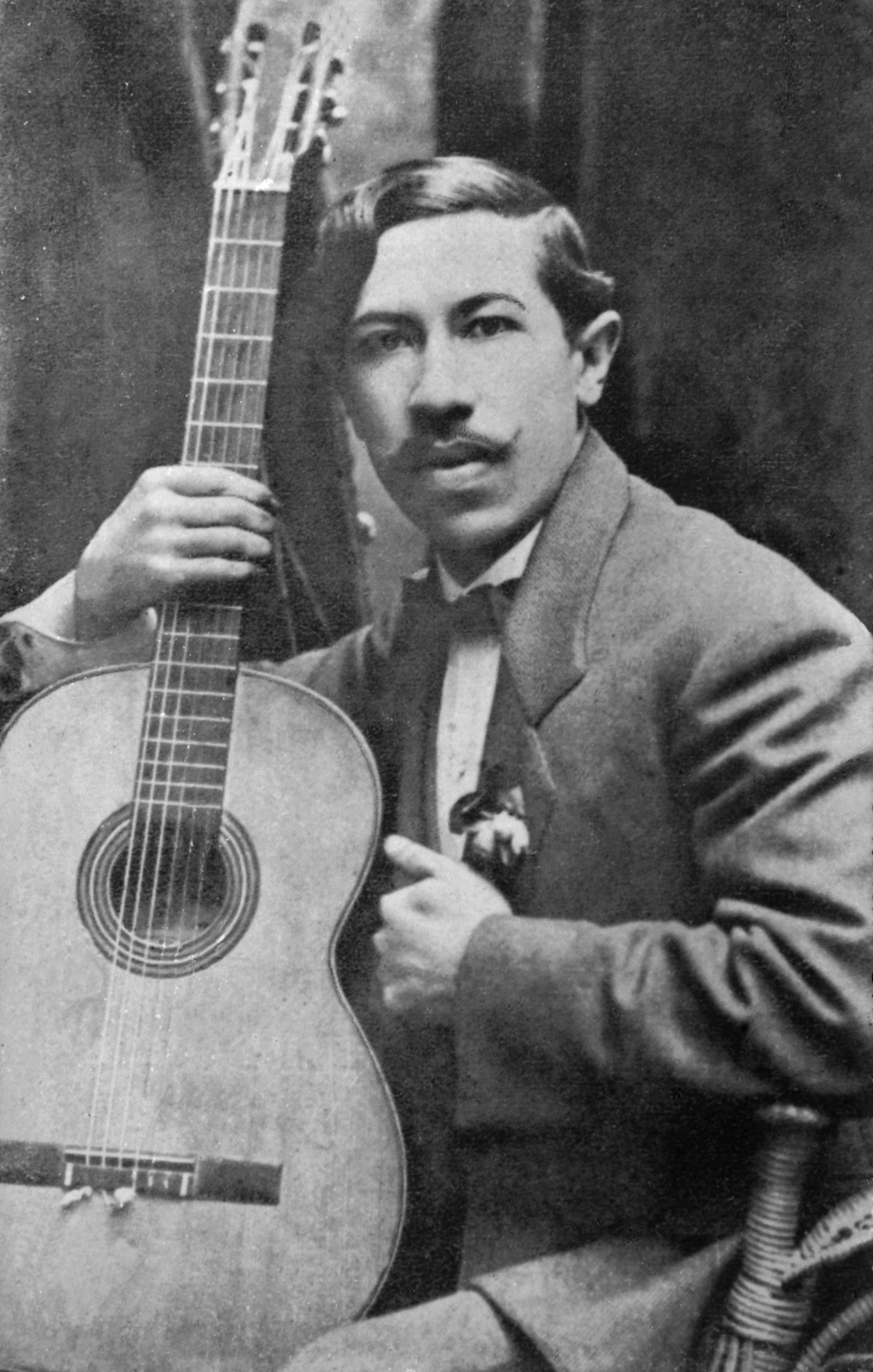
Agustín Pío Barrios, uno de los mejores compositores de la guitarra clásica.

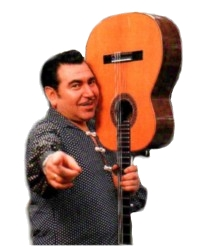
Luis Alberto del Paraná, compositor de famosas guaranias, compartió escenario con The Beatles.

Los instrumentos más populares de la música paraguaya son el arpa y la guitarra. Esta última se encuentra representada por Agustín Barrios «Nitsuga Mangoré», el guitarrista y compositor paraguayo de música clásica de mayor renombre internacional. Por otro lado, está Ermelinda Pedroso Rodríguez D'Almeida, conocida como Perla, la cantante paraguaya más conocida en Brasil. Fue consagrada como cantante de radio y televisión en la década de 1970, con el éxito de Fernando. A lo largo de su carrera profesional, vendió más de 15 millones de álbumes, ganó 11 álbumes de oro, dos de platino, uno de platino doble, entre otros premios.
Los géneros autóctonos son la polka paraguaya y la guarania, caracterizada por una canción lenta que fue desarrollada por José Asunción Flores alrededor de los años 1920. El folklore local tuvo un auge desde la década de los 1930 con autores como Emiliano R. Fernández, Eladio Martínez, Mauricio Cardozo Ocampo, Teodoro S. Mongelós, Félix Fernández Galeano entre otros. Esta generación coincide con la irrupción de la radio y la industria fonográfica las cuales hacen que sus creaciones sean ampliamente divulgadas. Uno de los más conocidos difusores de la música paraguaya a nivel internacional fue Luis Alberto del Paraná.
En las década de 1970 y 1980 surgió un género denominado Nuevo Cancionero donde despuntó el nombre de Maneco Galeano. Desde entonces, la música paraguaya ha estado marcada por distintas corrientes de renovación que buscan introducir ritmos y armonías provenientes del jazz, pop, rock, bossa nova y otros estilos latinoamericanos, tales como el chamamé, el malambo, la chacarera y otros más. Artistas como Rolando Chaparro, «Lobito» Martínez, Oscar Cardozo Ocampo, Víctor Riveros, Aldo Meza, Perla, Hugo Ferreira además de grupos de pop contemporáneo como Paiko, La Secreta y otros se destacan en la corriente del nuevo cancionero.

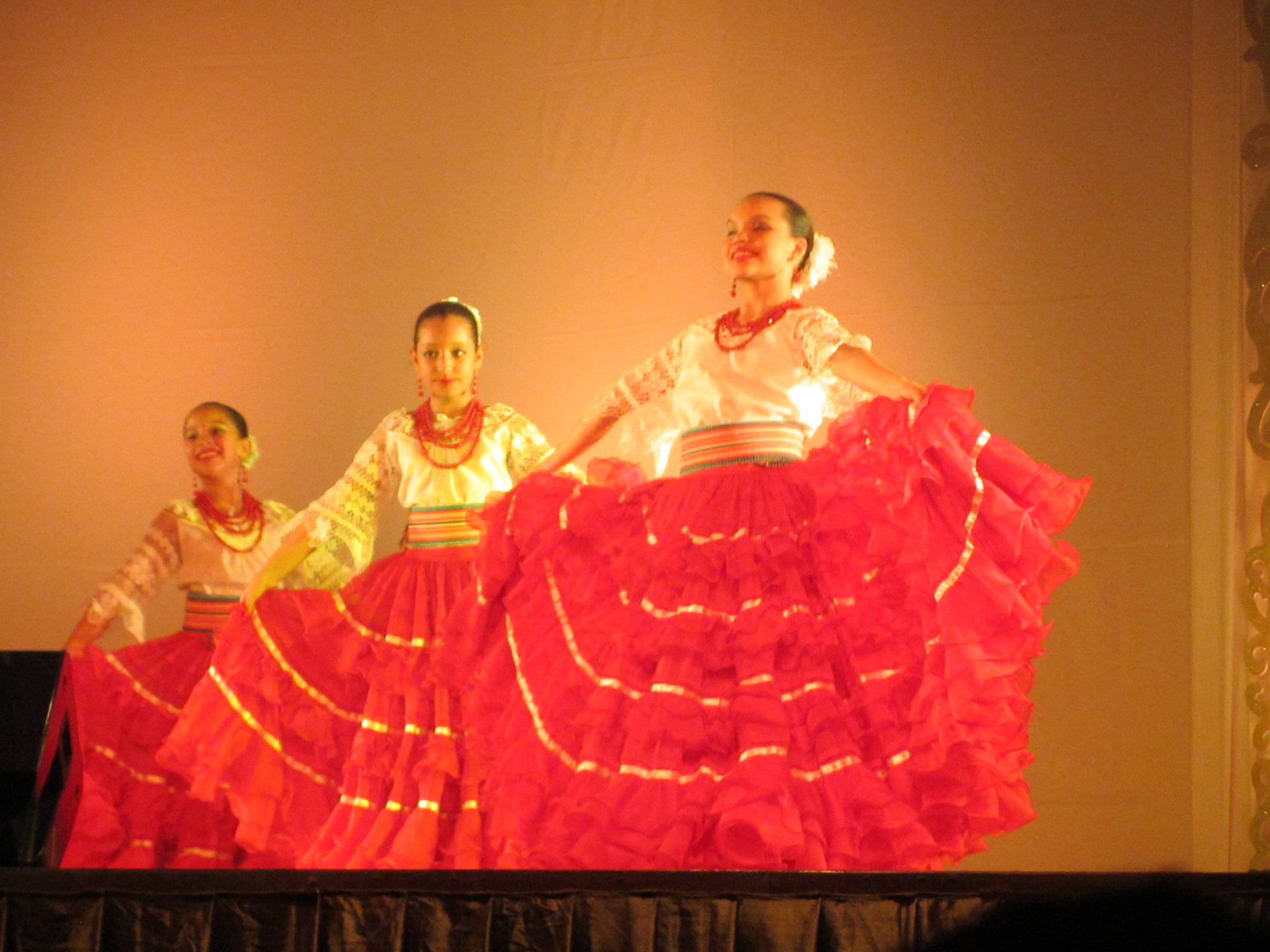
Exhibición de danzas paraguayas en la Cooperativa de San Lorenzo, Gran Asunción.

Para la danza paraguaya existen unas vivas polkas y polkas galopadas. La polca en general es una danza realizada por parejas conformadas por un hombre y una mujer. Las polkas galopadas en particular son danzadas por un grupo de mujeres llamadas galoperas que giran formando un círculo, balanceándose de un lado a otro con un cántaro o jarrón en sus manos.
En el ámbito urbano y del rock nacional destacan artistas como Kchiporros, Tierra Adentro, Salamandra, Flou, Pipa para tabaco, Revolber, Paiko y otros. Existe otra variante de música paraguaya urbana en la cual se utilizan menos instrumentos: un arpa, un requinto y una guitarra marcante. Se canta en armonías a tres voces, en donde el arpista hace, por lo general, la tercera voz. Los temas son cantados predominantemente en español, si bien las canciones más famosas se cantan en guaraní y también algunas son interpretadas en yopará.
Berta Rojas, con su disco Legado ganó dos Premios Grammy Latinos en su 23° edición, el primero en la categoría «Mejor Álbum de Música Clásica», convirtiéndose en el primer Grammy Latino para el Paraguay, y el segundo galardón en la categoría «Mejor obra/composición clásica contemporánea» por Anido’s Portrait: I. Chacarera, composición de Sergio Assad, quien fuera comisionado por la guitarrista para escribir una obra en homenaje a María Luisa Anido.

### Literatura

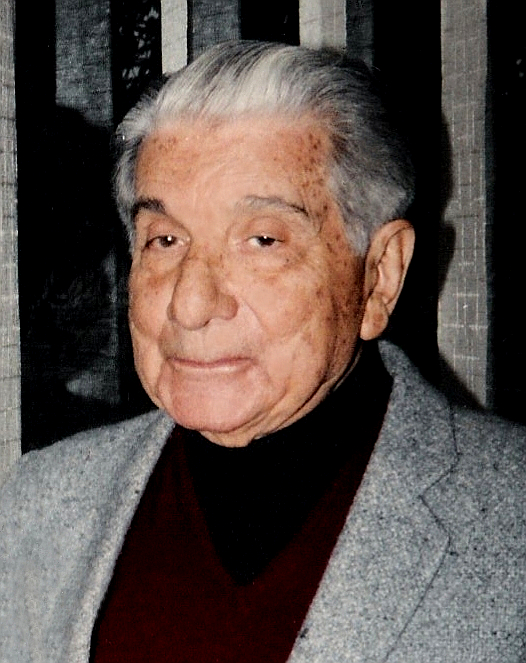
Augusto Roa Bastos, ganador del Premio Cervantes (1989).

La literatura de Paraguay tiene dos vertientes: la producida en castellano y la creada en guaraní —sin desmerecer la literatura del país en otras lenguas nativas—. Con todo, debe decirse que la primera ha tenido mayor desarrollo y difusión que la segunda.
El siglo XIX es un campo yermo en la creación literaria paraguaya. La férrea censura de la dictadura del Doctor Francia fue un factor propicio del estancamiento del desarrollo literario. Solo se conocen hasta la fecha algunos autores dedicados fundamentalmente a la poesía en guaraní, como Natalicio Talavera, y algunos hitos literarios aislados, como la creación de la revista La Aurora. La agravante de la guerra de la Triple Alianza supuso la interrupción de esas incipientes actividades literarias. Así, con el país dedicado a su reconstrucción durante el último cuarto del siglo decimonónico, las primeras producciones paraguayas importantes aparecerían en pleno siglo XX. La primera novela escrita por un paraguayo se llamó Viaje nocturno de Gualberto o Las reflexiones de un ausente, escrita por el coronel Juan Crisóstomo Centurión, publicada en Nueva York en 1877.
A principios del siglo XX destacaron Ignacio A. Pane, Arsenio López Decoud, Juan E. O'Leary, Juan Silvano Godoy o Ricardo Brugada, giraron la poesía hacia presupuestos más universales, pero sobre ellos acabó pesando el ambiente político nacional, lo que perjudicó notablemente a su inspiración y, por tanto, a sus temas y formas. El modernismo tuvo expresiones poéticas con peso específico en Paraguay, con Raúl Amaral y Enrique Marini Palmieri como exponentes, aunque el Canto Secular de Eloy Fariña Núñez es la aportación más notable; en otras latitudes son igual o más modernistas las composiciones de Fortunato Toranzos Bardel. Parte de él desembocó en el mundonovismo y en el nativismo, bien representados por el fortalecimiento de la poesía escrita en guaraní, sobre todo de la mano de Narciso R. Colmán, Natalicio González y Manuel Ortiz Guerrero.
Existen escritores que destacaron por su aporte a la literatura guaraní, ya sea en cuentos, poesías, versos y novelas: Constante José Aguer, Néstor Amarilla, Narciso Ramón Colman, Mabel Coronel Cuenca, Julio Correa, Susy Delgado, Félix Fernández Galeano, Rigoberto Fontao Meza, David Galeano Olivera, Félix Giménez Gómez, Darío Gómez Serrato, Anselmo Jover Peralta, Silvano Mosqueira, Clementino Ocampos, Manuel Ortiz Guerrero, Ignacio A. Pane, Antonio Ruiz de Montoya, Natalicio Talavera y Javier Viveros. La mayoría de las obras escritas en guaraní se musicalizaron a través de los distintos géneros que se encuentra en la música paraguaya.

### Historiadores
Los historiadores más emblemáticos fueron: Efraím Cardozo, Julio César Chaves, Ciriaco Duarte, Francisco Isidoro Resquín, Francisco Gaona, Blas Garay, Juan Natalicio González, Alejandro Hamed, Juan Carlos Herken Krauer, Pedro Lozano, Fulgencio R. Moreno, Juan E. O'Leary, Carlos Pastore, Margarita Prieto Yegros, Guido Rodríguez Alcalá, Ruy Díaz de Guzmán, Alfredo Seiferheld, Juan Stefanich, Manuel Antonio Talavera, Jorge Thompson y otros.

### Cine
La primera proyección de cine en Paraguay fue en junio de 1900, con las Vistas de Actualidad, en el Teatro Nacional (luego Municipal) de Asunción. Las primeras filmaciones las hizo el argentino Ernesto Gunche en 1905. El primer paraguayo en grabar un cortometraje fue Hipólito Carrón, con Alma paraguaya, de 10 minutos de duración, que realizó en 1925, durante la peregrinación a Caacupé.
En 1932, el fotógrafo argentino Roque Funes grabó el primer largometraje documental en Paraguay, titulado En el infierno del Chaco. En 1937 se filmó la primera película argumental Paraguay, tierra de promisión, una coproducción paraguayo-argentina inconclusa. En 1954 se realiza la oficialmente primera coproducción de Argentina y Paraguay: Codicia, dirigida por el italiano Catrano Catrani. Con El trueno entre las hojas (1958), del argentino Armando Bó, se inician una serie de coproducciones entre Argentina y Paraguay, como: La sangre y la semilla (1959) y En la vía (1959, inédita), ambas de Alberto Du Bois; La burrerita de Ypacaraí (1962), de Armando Bó; así como películas argentinas con participación paraguaya como Sabaleros (1959) e India (1960), de Armando Bó; o La sed (1961), de Lucas Demare.
También con Brasil se dieron varias coproducciones, entre ellas O Amante de Minha Mulher (1978), del italiano Alberto Pieralisi; O Último Cão de Guerra (1979), de Tony Vieira; A Cafetina de Meninas Virgens (1981; conocida en Paraguay como Kapanga), de Agenor Alves y Guillermo Vera Díaz; y O Amigo Dunor (2005), de José Eduardo Alcázar.
En 1969, el realizador paraguayo Carlos Saguier realiza el mediometraje de 40 minutos, El Pueblo. En 1978 se estrena el primer largometraje de producción íntegramente paraguaya, con aporte gubernamental y en 35 milímetros: Cerro Corá, una ficción de corte bélico, que fuera también el primer éxito de taquilla nacional, bajo la dirección de Guillermo Vera Díaz. Con la aparición del video se realizaron numerosos cortometrajes en las décadas de los '80 y '90, así como las coproducciones Miss Ameriguá (1994, con Suecia y Chile), de Luis R. Vera; y El toque del oboe (1998, con Brasil), de Cláudio MacDowell.
Entre las principales realizaciones del siglo XXI están: María Escobar (2002), de Galia Giménez; Réquiem por un soldado (2002), de Galia Giménez; Miramenometokei (2002), de Enrique Collar; Hamaca paraguaya (2006, con Argentina, Francia, Holanda), de Paz Encina; Carimea (2006), de Ray Armele; Tierra roja (2006, documental), de Ramiro Gómez; Acople (2006), de Agu Netto y Rafael Kohan; El invierno de Gunter (2007), de Galia Giménez; El reflejo (2008), de Gustavo Delgado; El regalo de Sofía (2008), de Leticia Coronel y Hugo Cataldo; Error de imprenta (2008), de Nilfe Vera y Aragón; Universo servilleta (2010), de Luis A. Aguirre; 18 cigarrillos y medio (2010, con España y México), de Marcelo Tolces; Novena (2010), de Enrique Collar; Cuchillo de palo (2010, documental con España), de Renate Costa; Felipe Canasto (2010), de Darío Cardona; Semana capital (2010), de Hugo Cataldo; Che pykasumi (2011), de Ermes Medina Valiente; Tren Paraguay (2011, documental), de Mauricio Rial; 1811, Jirones de Gloria (2011), de Ramón Ramoa Salcedo; Libertad (2012), de Gustavo Delgado; 7 cajas (2012), de Juan Carlos Maneglia y Tana Schémbori; Lectura según Justino (2013, con Argentina), de Arnaldo André; Fin de la línea (2013), de Gustavo Delgado; El azúcar del naranjo (2013), de Galia Giménez; Costa Dulce (2013, con Holanda), de Enrique Collar; Latas Vacías (2014, de Coronel Oviedo), de Hérib Godoy; Luna de Cigarras (2014), de Jorge Bedoya.
Desde 1990, se realiza el Festival Internacional de Cine Arte y Cultura - Paraguay, creado y dirigido por Hugo Gamarra. También la Sociedad Cultural de Coronel Oviedo realiza el Concurso Nacional de Cortometrajes, desde 2005; y en Caacupé se realiza los Premios Arasá de cortometrajes, desde 2014.
Además de la Dirección Nacional del Audiovisual, de la Secretaría Nacional de Cultura; existen las entidades: Organización de Profesionales del Audiovisual Paraguayo (OPRAP), que desde 2012 organiza el Congreso Nacional Audiovisual - Tesape; Cámara Paraguaya de Empresas Productoras de Cine y Televisión (CAMPRO), Inter Artis Paraguay, Egeda Paraguay, Archivo Audiovisual y Fotográfico de Paraguay (AAFP), Academia de Artes y Ciencias Cinematográficas de Paraguay, Casa de las Artes Visuales Ignacio Núñez Soler, Dirección Nacional de Propiedad Intelectual (DINAPI).

### Gastronomía

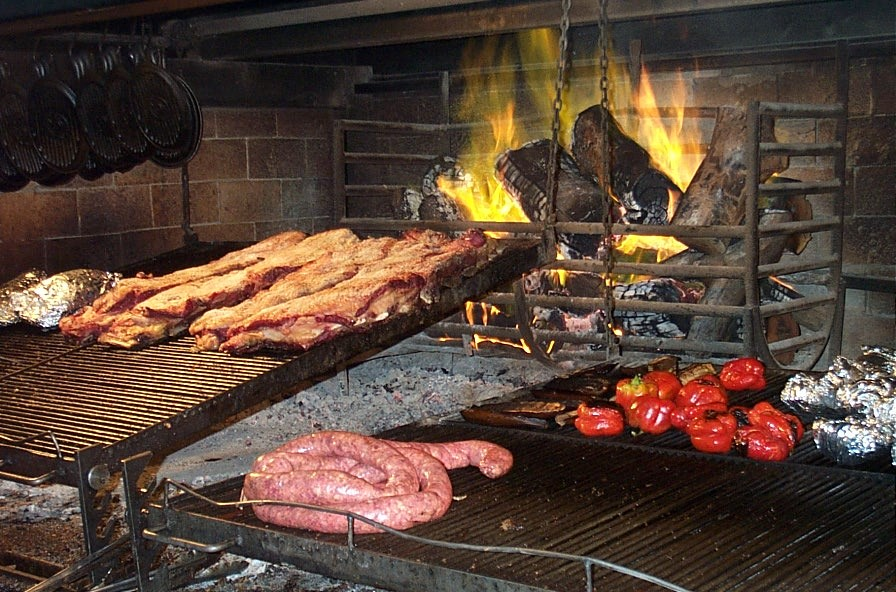
Paraguay es el tercer consumidor mundial per cápita de carne vacuna, especialmente por el asado.

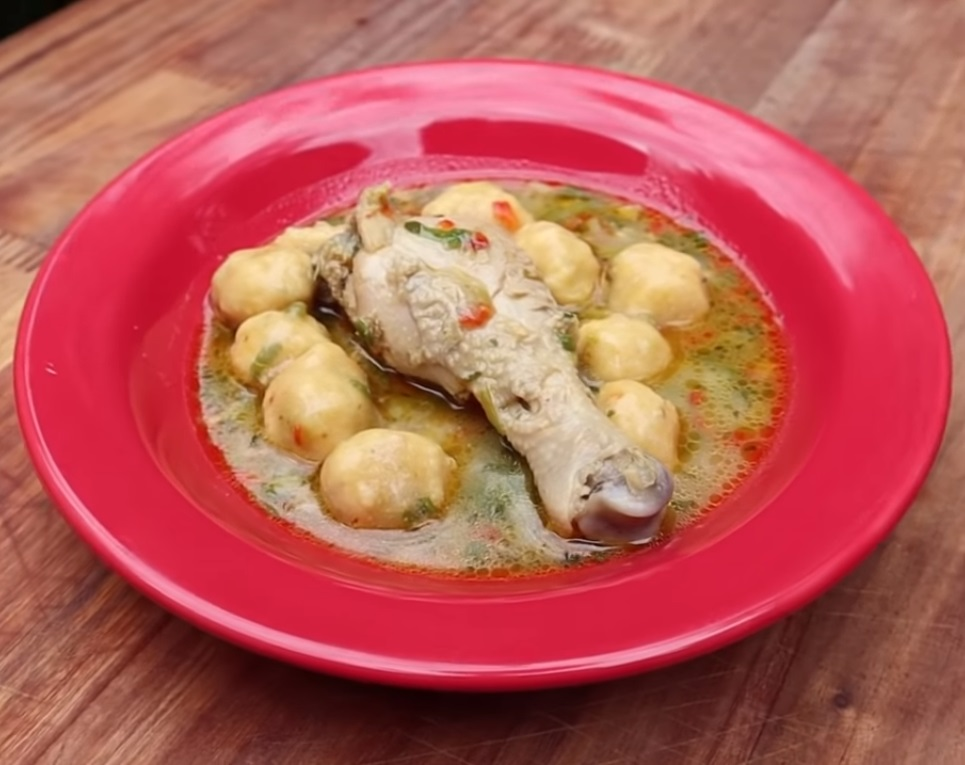
Vorí vorí, el plato ícono de la gastronomía paraguaya.

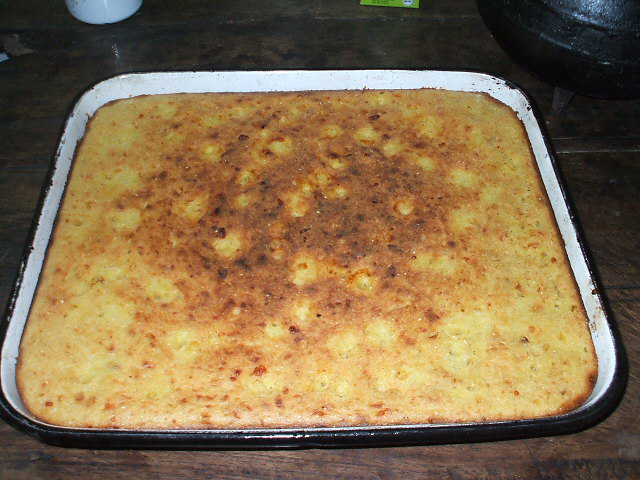
Sopa paraguaya, la guarnición tradicional del país.

La gastronomía derivada de la fusión cario guaraní-española es el más característico de la cocina paraguaya, sumado a los aportes de los colectivos migratorios históricos, como la cocina italiana y la cocina alemana. La ciudad de Asunción es el epicentro de la gastronomía distintiva que se extiende en el actual Paraguay y sus áreas de influencia. En la sociedad paraguaya, el intercambio de conocimientos se desarrolla entre mestizos, criollos y guaraníes, desde la época virreinal hasta el presente, siendo el primer antecedente el contacto con los carios-guaraníes en el siglo XVI.
En una casa paraguaya promedio, un almuerzo típico podría ser el puchero (sopa concentrada de carne de res y verduras), el soyo, el poroto, guiso de arroz o fideo, todos acompañados con jugo de frutas tropicales. También son muy populares los tallarines, la milanesa, el ñoquis, los ravioles, la pizza, el asado y los diversos tipos de empanadas.
Entre algunas comidas tradicionales, la más popular es la chipa, el cual viene en dos formas: una es la chipa piru o chipita que tiene una forma similar a la rosquita, y la otra viene en forma de pan o argolla. Ambas están hechas a base de almidón. El asado también es típico en las mesas paraguayas, generalmente se consumen los domingos o en acontecimientos especiales acompañada siempre de mandioca. De la mandioca se hacen comidas deliciosas como el pastel mandi'o que es una empanada hecha a base de mandioca cocida. Otras comidas típicas del país son: mbeyú, kavuré, sopa paraguaya, chipa guazú, payaguá mascada, chipa cuerito, vorí vorí, locro, soyo, batiburrillo, embutidos (como el choripán, butifarra, chorizo misionero), piracaldo, so'o apu'a (albóndigas), mandi'o chyryry, tykue'i so'o, etc.
Entre las infusiones típicas están el mate y el tereré; la primera es una infusión a base de agua caliente, yerba mate y yuyos medicinales como el anís, manzanilla, eneldo, boldo, burrito, etcétera, mientras que la segunda es a base de agua, hielo, yerba mate y raíces/yuyos refrescantes como el azafrán, urusu he'e, agrial, batatilla, entre muchos otros. Por lo general, el tereré es de mayor consumo y, más que para aplacar el calor, sirve para socializar. El mate se prepara en un termo de acero inoxidable junto con el matero, en cambio el tereré requiere una jarra o termo de plástico que se complementa con la guampa; para estas dos infusiones se utiliza la bombilla de metal o alpaca. Por último pero no menos importante, existen termos frío-caliente para usos destinados a estas bebidas, y es común su venta en formato personalizado, ya sea forrados en cuero u otros tipos de diseño rústico.
Aparte del té y del café, otra infusión muy consumida durante el desayuno o la merienda es el mate cocido o simplemente «cocido»; esta bebida a base de yerba mate suele tomarse puro (cocido negro) o mezclado con leche (cocido con leche). Si bien el mate cocido está comercialmente explotada en saquitos solubles, todavía hay quienes lo preparan en su forma más ortodoxa, conocida con el nombre de cocido quemado. Una variante del tereré, que sustituye las plantas medicinales características del tereré tradicional, es el tereré ruso; esta bebida a base de jugos cítricos es oriunda de la comunidad eslava del sur de Paraguay y es popular solamente en esa región del país.

### Turismo

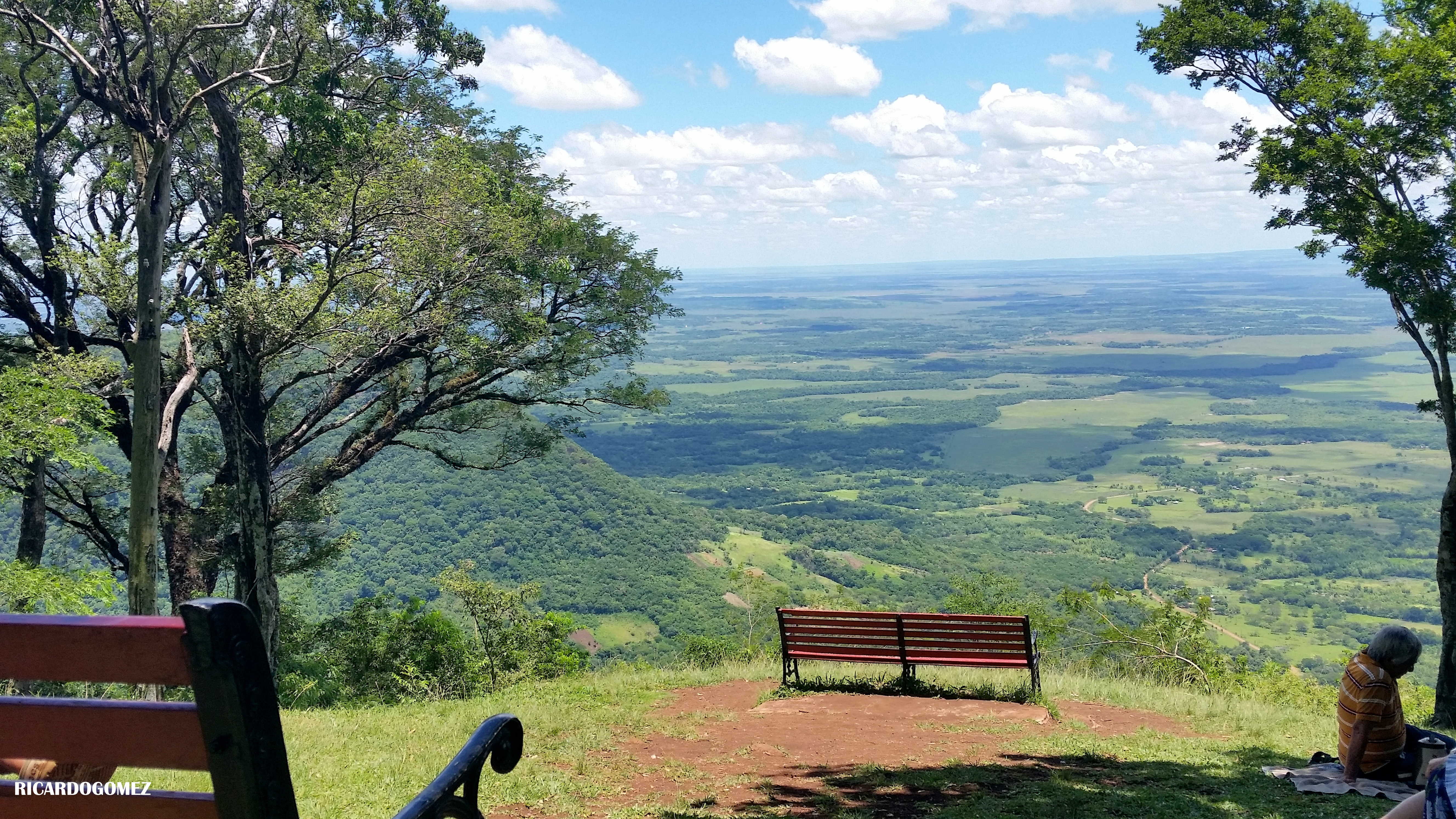
Mirador en la cúspide del cerro Akatĩ, el cual forma parte de la Cordillera del Ybytyruzú.

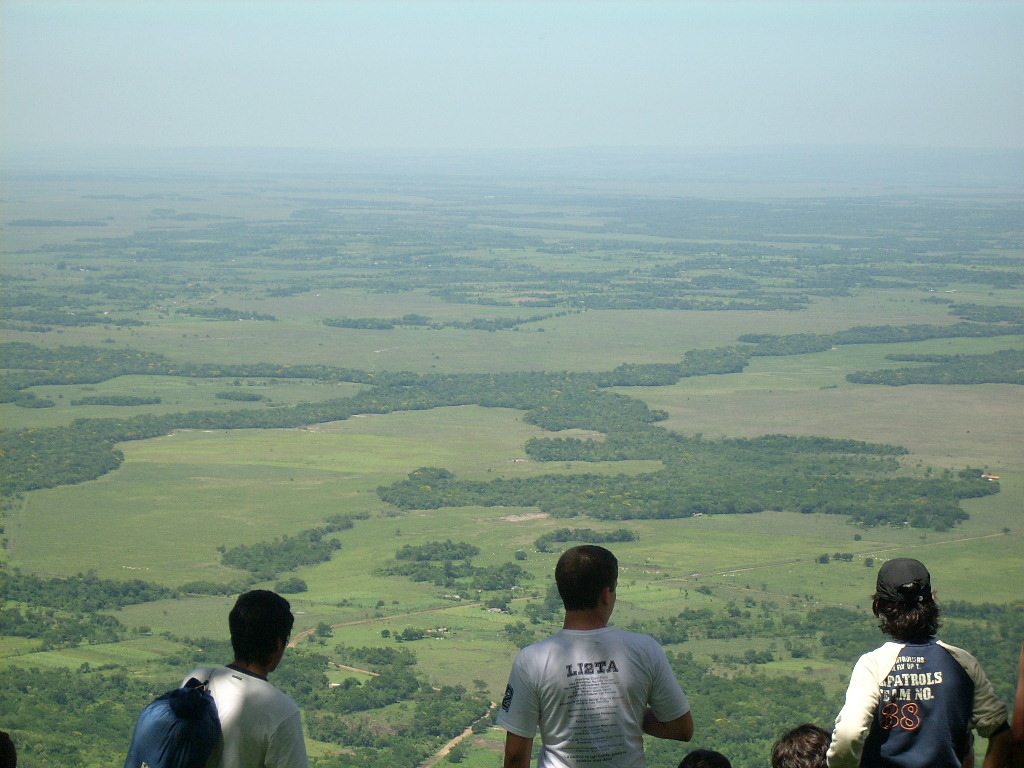
Vista desde el cerro Tres Kandú, punto más alto del país.

La Secretaría Nacional de Turismo (Senatur) es la encargada de promover y desarrollar la actividad turística en Paraguay. Desde mediados de la década de 2010, el aumento del flujo turístico fue del 10 % aproximadamente. Paraguay se ubicó décimo en la clasificación de países de América del Sur en cuanto a ingresos por concepto de turismo.
A pesar de los desafíos que aún debe enfrentar el país en el área de turismo, el progreso de los últimos años ofrece un panorama favorable, considerando que en 2015 se ha registrado el ingreso de 1 214 613 turistas extranjeros al país, lo que representó un incremento del 87 % con relación a la cifra del año 2014 (datos de Senatur). Los turistas argentinos y brasileños son los que más visitan el país, generalmente por turismo de compras, turismo rural y también para visitar a parientes.
Paraguay lidera el turismo de compras —especialmente las ciudades fronterizas—, así como el turismo rural —expediciones al Chaco, o eco-aventuras por el interior del país— y la visita a monumentos históricos y modernos —el Palacio de los López en Asunción, la central hidroeléctrica de Itaipú en Hernandarias, las Ruinas Jesuíticas en Itapúa, etc.—.
El turismo comercial se ha extendido ampliamente y Ciudad del Este es la localidad elegida por los turistas de la región para sus compras, siendo este el principal ingreso económico de la ciudad. En Asunción se encuentran variados servicios de gastronomía, hotelería y comercios de primer nivel, conservando hasta hoy la mayoría de sus edificios históricos, combinados con amplias y arboladas avenidas que poseen la mayor infraestructura de centros comerciales, bares, cines, casinos, teatros y lugares de ocio del país.
Por otra parte, el Carnaval Encarnaceno, el más importante del país, atrae a 50 000 turistas aproximadamente. Encarnación a principios de la década de 2010, ha construido la costanera al borde del enorme Río Paraná, transformando así sus costas en hermosas playas en aguas de río sustituyendo a las constantes demandas a playas de mar de países extranjeros, también se ha vuelto el centro turístico (veraniego) más importante del país por contar con servicios de hotelería de primera, centros comerciales, culturales y competencias deportivas. Cerca de esta ciudad se encuentran las Ruinas jesuíticas de Jesús y Trinidad, declaradas Patrimonio de la Humanidad por la UNESCO en 1993
| Atracciones Turísticas del Paraguay                    |                                                                            |                                        |                                |
|                                                        |                                                                            |                                        |                                |
| Saltos del Monday.                                     | Tirolesa en la Eco Reserva Mbatoví.                                        | Represa de Itaipú de noche.            | Museo del Fútbol Sudamericano. |
|                                                        |                                                                            |                                        |                                |
| Laguna Blanca.                                         | Kayaks en el Puerto Naranjahai, poblado del distrito de Arroyos y Esteros. | Turismo de compras en Ciudad del Este. | Salto Cristal.                 |
|                                                        |                                                                            |                                        |                                |
| Ruinas Jesuíticas de la Santísima Trinidad del Paraná. | Ciudad de Encarnación, capital del verano y del carnaval.                  | Dunas de la Isla Yacyretá.             | Pantanal Paraguayo.            |

### Arquitectura
En términos generales, la arquitectura en cualquiera de sus corrientes tuvo presencia en Paraguay durante al menos, un momento de su historia. La arquitectura vernácula se representa por la tipología de la casa Culata Jovai, típica de la vivienda rural en Paraguay y en la amplia zona guaranítica de América del Sur, preparada para afrontar un clima semitropical. Durante la época colonial (1537-1811) e incluso luego de la época independentista, Asunción era todavía una comunidad semirrural y los núcleos urbanos aún no existían en Paraguay. La arquitectura de esta época poseía características de una manifestación eminentemente popular, con pocos edificios significativos. Durante el gobierno de José Gaspar Rodríguez de Francia (1813-1840), se da pocos avances en el erigimiento de edificios y planificación urbana del Paraguay, así como en la capital. Es en el gobierno de Carlos Antonio López donde comienza la imposición paulatina de patrones culturales que relegarían la tradición colonial, tales como la arquitectura de fachada, los monumentos y otros rasgos europeizados que continuarían siendo introducidas por su hijo Francisco Solano López en el periodo 1862-1870.
Tras la guerra de la Triple Alianza, continuaron la restauración de algunos edificios históricos así como la culminación de obras inconclusas. La restauración fue realizada con la ayuda de inmigrantes europeos, quienes imprimieron su sello al paisaje urbano de la nación con su notable eclecticismo de carácter italiano, una corriente que uniformizó el paisaje de centros urbanos como Concepción, Villarrica y también Asunción. Entre 1900 y 1940 surge una reacción antiacademicista con Enrique Clari, el máximo representante del modernismo catalán quien también destacó por su interesante manejo en el art nouveau. En menor medida se desarrollaron otras corrientes de presencia internacional, como el Art-Decó cuya obra más representativa es el edificio Marcopolo. La arquitectura moderna se introduce en Paraguay desde los años 1940, mientras que en las décadas de 1950 y 1960 se recibe un soplo renovador con el Movimiento Moderno.

### Deporte

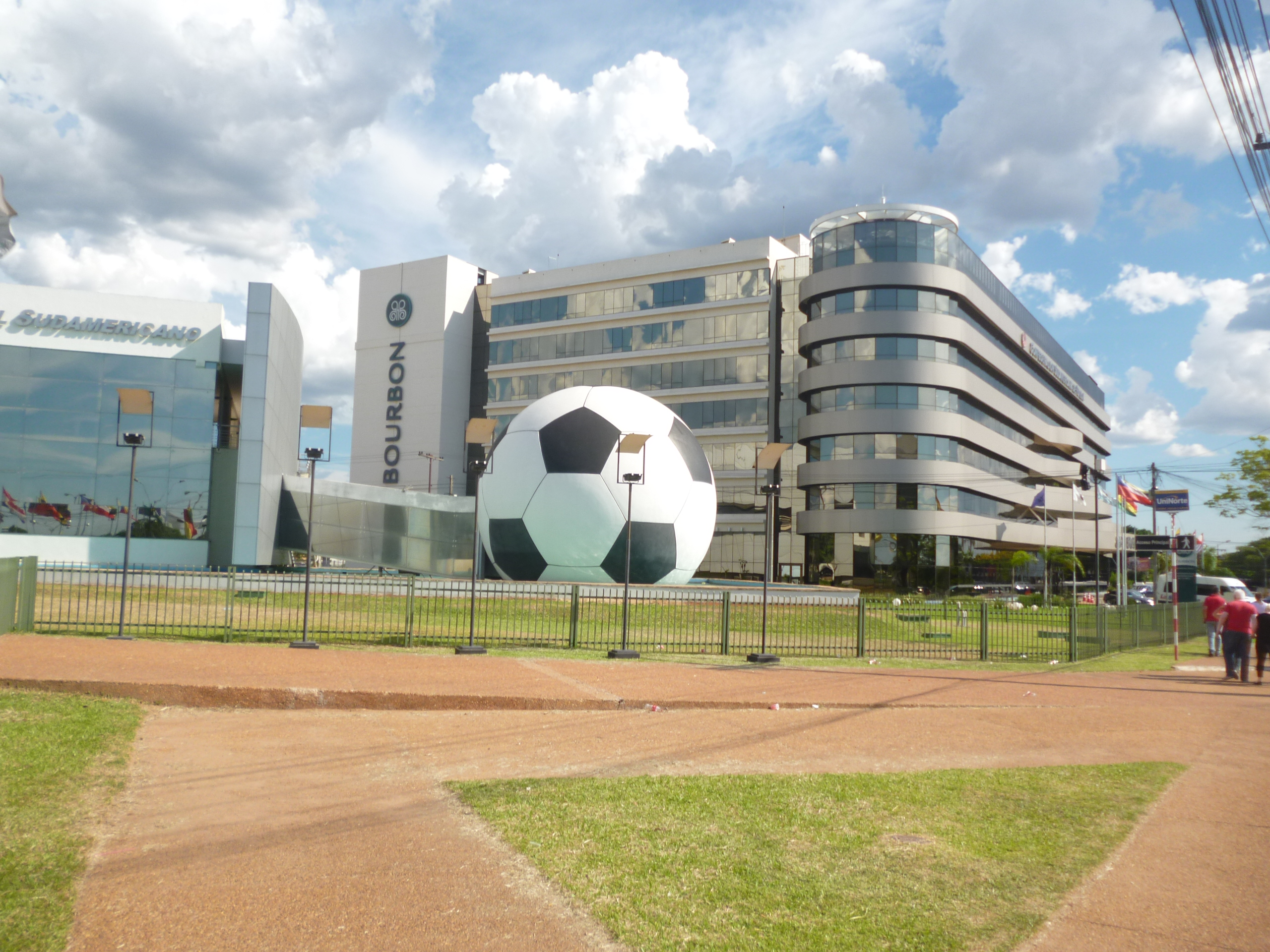
En Luque, Gran Asunción, el Museo del Fútbol Sudamericano posee contenido audiovisual e interactivo que exhiben la historia del fútbol sudamericano con fotos, videos y objetos históricos.

El deporte más practicado y más popular es el fútbol. La selección de Paraguay fue dos veces campeona de la Copa América, en 1953 y 1979. También obtuvo una medalla de plata en los Juegos Olímpicos de Atenas de 2004, siendo la única del país hasta el momento. Además participó ocho veces en la Copa Mundial de Fútbol, siendo en la del 2010 su mejor participación al alcanzar por primera vez los cuartos de final. Por otra parte, Paraguay es sede de la Confederación Sudamericana de Fútbol (Conmebol), en la ciudad de Luque, una de las confederaciones más poderosas del fútbol mundial.
Los clubes más populares son el Olimpia apodado localmente «El Decano», por tener la mayor cantidad de títulos a nivel nacional e internacional, también es el primero en ser fundado. El otro equipo es Cerro Porteño apodado como «El Ciclón», es el segundo equipo con mayor cantidad de títulos a nivel nacional. Libertad apodado como «El Gumarello» es otro de los clubes más importantes del país, por ser el tercer equipo con más campeonatos oficiales. Otros clubes relevantes son Guaraní, Nacional, Sportivo Luqueño, Sol de América, entre otros. Los jugadores más conocidos son Arsenio Pastor Erico, José Luis Chilavert, Catalino Rivarola Méndez, Fabián Balbuena, Roque Santa Cruz, Salvador Cabañas, Carlos Gamarra, José Saturnino Cardozo, Gustavo Gómez, Romerito, Roberto Cabañas, Francisco Javier Arce Rolón, entre otros.
Además, Paraguay se destaca en el fútbol de salón gracias a sus tres campeonatos mundiales ganados, el fútbol sala ya logró participar en cuatro de las seis ediciones del Campeonato Mundial de fútbol sala de la FIFA.
Luego del fútbol, el deporte con más aficionados es el rally, cuyo evento más tradicional es el Trans-Chaco Rally que se disputa desde el año 1971. El deporte amateur con mayor crecimiento en el país en los últimos años ha sido el rugby. Otros deportes practicados son el baloncesto, el hockey sobre césped, el voleibol, el balonmano, el remo, el golf, el patinaje artístico sobre ruedas y la natación, cuyo principal representante es Benjamín Hockin.
En el tenis, Víctor Pecci consiguió el Torneo de Roland Garros en la categoría júnior en 1973 y el subcampeonato en la categoría profesional en 1979, Rossana de los Ríos repitió lo de Pecci en 1992 con el título del Roland Garros júnior. En la Copa Davis Paraguay compitió por primera vez en la edición del año 1931, y luego volvió a competir solo en el año 1982. Su mejor resultado fue llegar a los cuartos de final del Grupo Mundial en cuatro oportunidades en los años 1983, 1984, 1985 y 1987.

### Fiestas

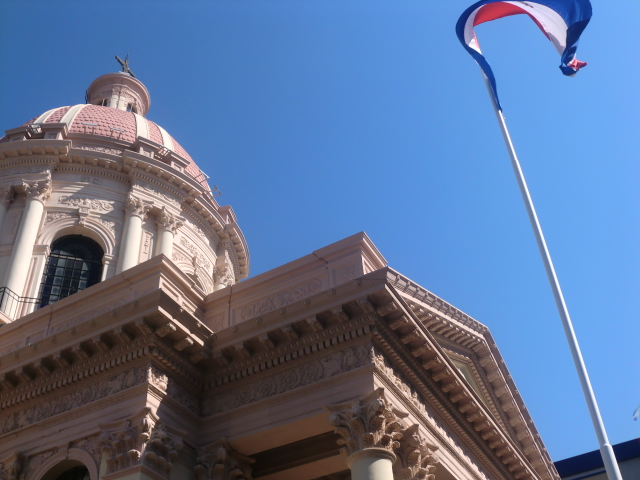
Panteón Nacional de los Héroes.

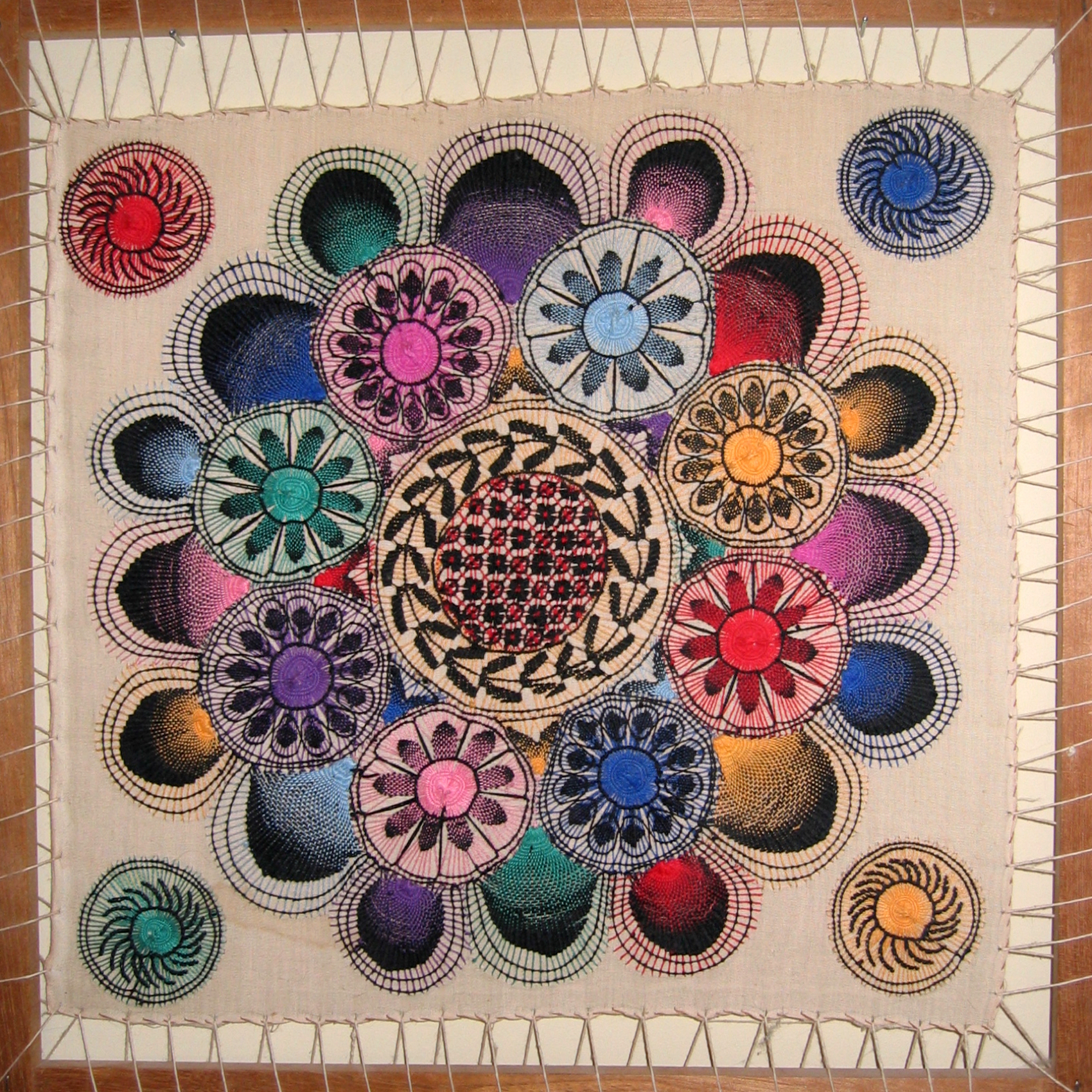
El Ñandutí, un tejido típico autóctono del Paraguay

Además de los feriados nacionales, Paraguay tiene dos días feriados que afectan a importantes instituciones. El 30 de abril, Día del Maestro es feriado para instituciones educativas y el 31 de diciembre es feriado bancario establecido por el Banco Central de Paraguay. Algunos feriados que caen en días laborales o entre semana, suelen pasarse para el lunes, de manera a fomentar el turismo interno.
En distintas fechas del año, en pueblos y ciudades se realizan fiestas populares en honor a los santos patronos locales. La característica principal de todo esto, es que cada distrito tiene su propia celebración para un determinado santo. En estas fiestas populares son recreadas las tradiciones (juegos, gastronomía, mitos, leyendas, danzas, canciones, etc.), las cuales alcanzan su mayor esplendor en la fiesta de San Juan, realizada entre junio y julio. En las fiestas a honor de santos se realiza la Jineteada y el Torín.
| Fecha            | Nombre internacional                      | Nombre oficial                            | Notas                                       |
| ---------------- | ----------------------------------------- | ----------------------------------------- | ------------------------------------------- |
| 1 de enero       | Año nuevo                                 | Año nuevo                                 | No laborable.                               |
| 6 de enero       | Epifanía                                  | Día de los Reyes Magos                    | Laborable inamovible.                       |
| Fecha móvil      | Carnaval                                  | Carnaval Encarnaceno                      | Laborable. Aplica solo a nivel regional.    |
| 1 de marzo       | Día de los Héroes                         | Día de los Héroes de la Patria            | No laborable.                               |
| Fecha móvil      | Semana Santa                              | Semana Santa                              | No laborable.                               |
| 1 de mayo        | Día Internacional de los Trabajadores     | Día de los trabajadores                   | No laborable.                               |
| 14 y 15 de mayo  | Día de la Independencia y Día de la Madre | Día de la Independencia y Día de la Madre | Laborable amovible.                         |
| 12 de junio      | Día de la Paz del Chaco                   | Paz del Chaco                             | Laborable inamovible.                       |
| Junio y julio    | Fiesta de San Juan                        | Fiesta de San Juan                        | Laborable inamovible.                       |
| 15 de agosto     | Día de la Fundación de Asunción           | Fundación de Asunción                     | No laborable. Aplica solo a nivel regional. |
| 29 de septiembre | Día de la Batalla de Boquerón             | Batalla de Boquerón                       | No laborable.                               |
| 12 de octubre    | Día de la Raza                            | Día de la Raza                            | Laborable amovible.                         |
| 2 de noviembre   | Día de los Fieles Difuntos                | Día de los difuntos                       | Laborable inamovible.                       |
| 8 de diciembre   | Día de la Virgen de Caacupé               | Virgen de Caacupé                         | No laborable.                               |
| 24 de diciembre  | Nochebuena                                | Nochebuena                                | No laborable.                               |
| 25 de diciembre  | Navidad                                   | Navidad                                   | No laborable.                               |
| 31 de diciembre  | Nochevieja                                | Fin de año                                | No laborable.                               |

### Símbolos
En 1812 fue izada por primera vez la bandera paraguaya tricolor con las tres franjas de igual tamaño, tal y como en el presente. En 1842, se decidió agregar a la bandera los escudos nacionales, en el anverso el escudo oficial de Paraguay, mientras en el reverso el escudo de Hacienda. Así, la bandera de Paraguay es una de las tres únicas del mundo cuyos dos lados no son iguales.
El himno nacional de Paraguay fue escrito por el poeta uruguayo Francisco Acuña de Figueroa en 1846. No se sabe quién compuso la música al poema; lo cierto es que Remberto Giménez revisó la letra y la música en 1933. Es la versión actual.
Por otra parte, la Pasionaria es la acepción en español de la flor nacional de Paraguay, el mburucuyá.

Símbolos Nacionales
Pabellón Nacional
Escudo de Armas (Anverso)
Escudo de Armas (Reverso)
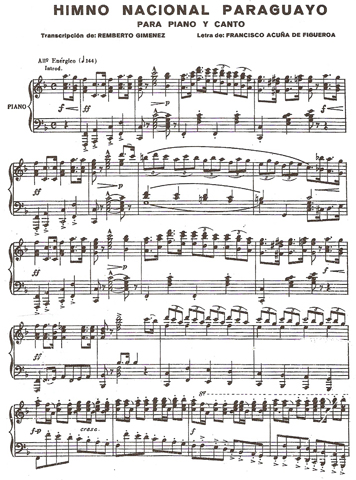
Himno Nacional
Bandera de Paraguay en 1811
Bandera de 1812, con colores reminiscentes de la Madre Patria
Escarapela Nacional

### En inglés
- Lambert, Peter; Nickson, Andrew (2013). The Paraguay Reader: History, Culture, Politics (en inglés). Duke University Press.
- Lewis, Paul H. (1982). Socialism, Liberalism and Dictatorship in Paraguay (en inglés). Greenwood Press.
- Macintyre, Ben (1993). Forgotten Fatherland: The Search for Elizabeth Nietzsche (en inglés). Broadway.
- Mora, Frank O.; Cooney, Jerry W. (2007). Paraguay and the United States: Distant Allies (en inglés). University of Georgia Press.
- Nickson, Andrew (2015). Historical Dictionary of Paraguay (en inglés). Rowman and Littlefield.
- Nickson, Andrew (1999). Paraguay: An Annotated Bibliography (en inglés). ABC-Clio Inc.
- Souter, Gavin (1968). A Peculiar People: the Australians in Paraguay (en inglés). University of Queensland Press.
- Stoesz, Edward (2008). Like a Mustard Seed: Mennonites in Paraguay (en inglés). Herald Press.
- Warren, Harris G. (1949). Paraguay: an informal history (en inglés). University of Oklahoma Press.
- Washburn, Charles Ames (2005) [1871]. The History of Paraguay (en inglés). Adamant Media Corporation.
- Whitehead, Anne (1998). Paradise Mislaid: In Search of the Australian Tribe of Paraguay (en inglés). University of Queensland Press.

### Enlaces gubernamentales
- Presidencia de la República del Paraguay
- Portal Paraguay: Acceso a la Información Pública
- Gobierno Abierto Paraguay
- Portales Institucionales del Gobierno Paraguayo
- Dirección General Verdad, Justicia y Reparación

### Enlaces culturales
- Secretaría Nacional de Turismo
- Secretaría Nacional de Cultura
- Complejo Turístico Itaipú
- Paraguay, Tenés que sentirlo

| Noroeste: Bolivia          | Norte: Bolivia · Brasil | Nordeste: Brasil         |
| Oeste: Bolivia · Argentina |                         | Este: Brasil · Argentina |
| Suroeste: Argentina        | Sur: Argentina          | Sureste: Argentina       |

- Datos: Q733
- Multimedia: Paraguay / Q733
- Guía turística: Paraguay
- Noticias: Categoría:Paraguay